# Chapelle royale (Ancien Régime)
Pour les articles homonymes, voir Chapelle royale.
La Chapelle royale était une institution religieuse relevant du roi de France, destinée à chanter et jouer dans les offices religieux royaux. La célébration chantée des offices religieux a certainement toujours fait partie du christianisme. Lorsque Clovis fonde le royaume Franc, il se convertit au christianisme et il crée à ses côtés une institution pour la célébration des offices royaux ; la Chapelle royale est née. Au fil des siècles, elle sera composée d'ecclésiastiques et de laïcs, elle étendra son rôle en fournissant des évêques et en éduquant les futurs rois de France, qu'elle accompagnera tout au long de l'histoire jusqu'à sa disparition, avec la monarchie d'Ancien Régime, dans les tourbillons de la Révolution française.

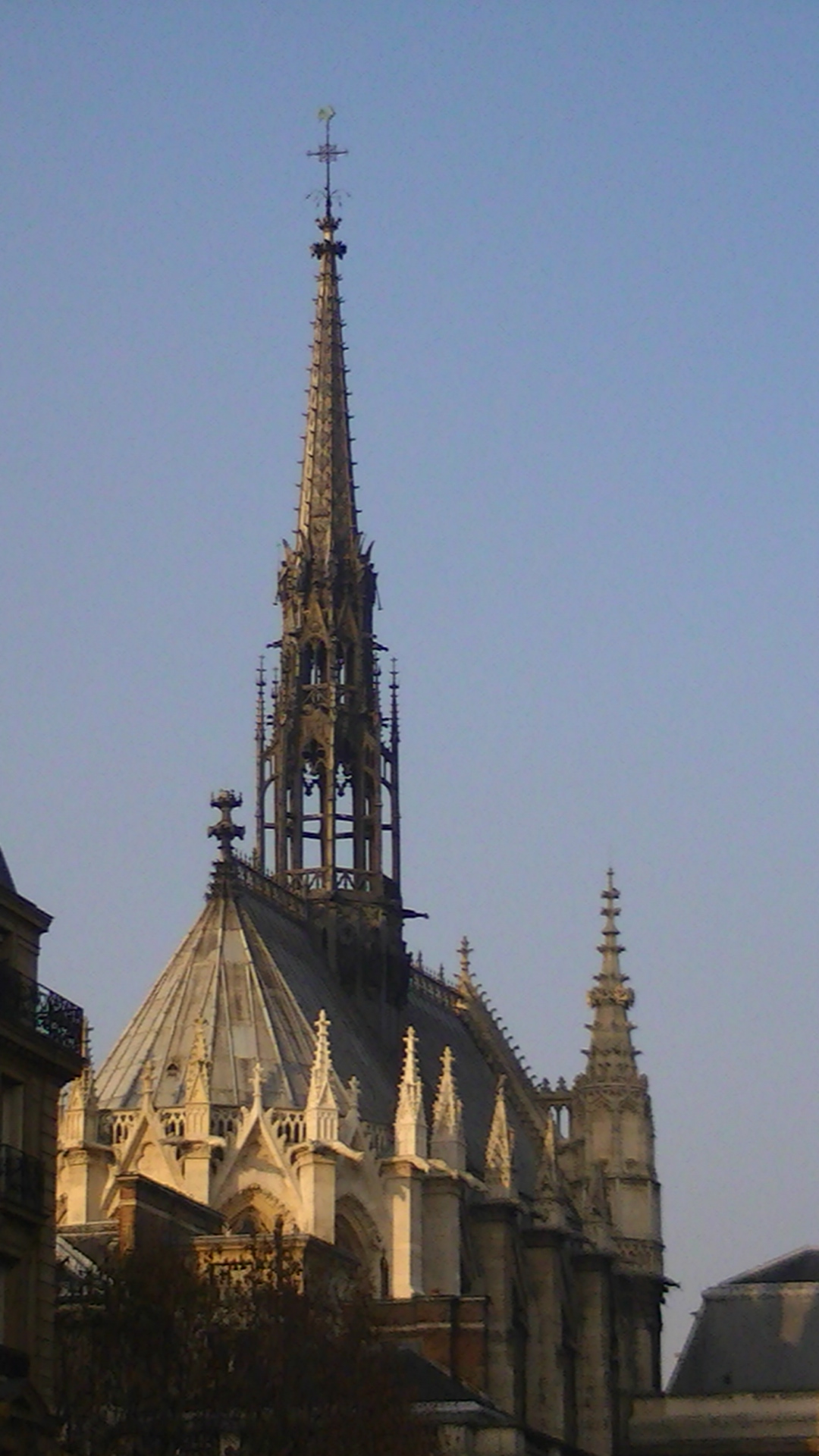
Sainte-Chapelle à Paris, Chapelle royale construite par Saint Louis (1248).

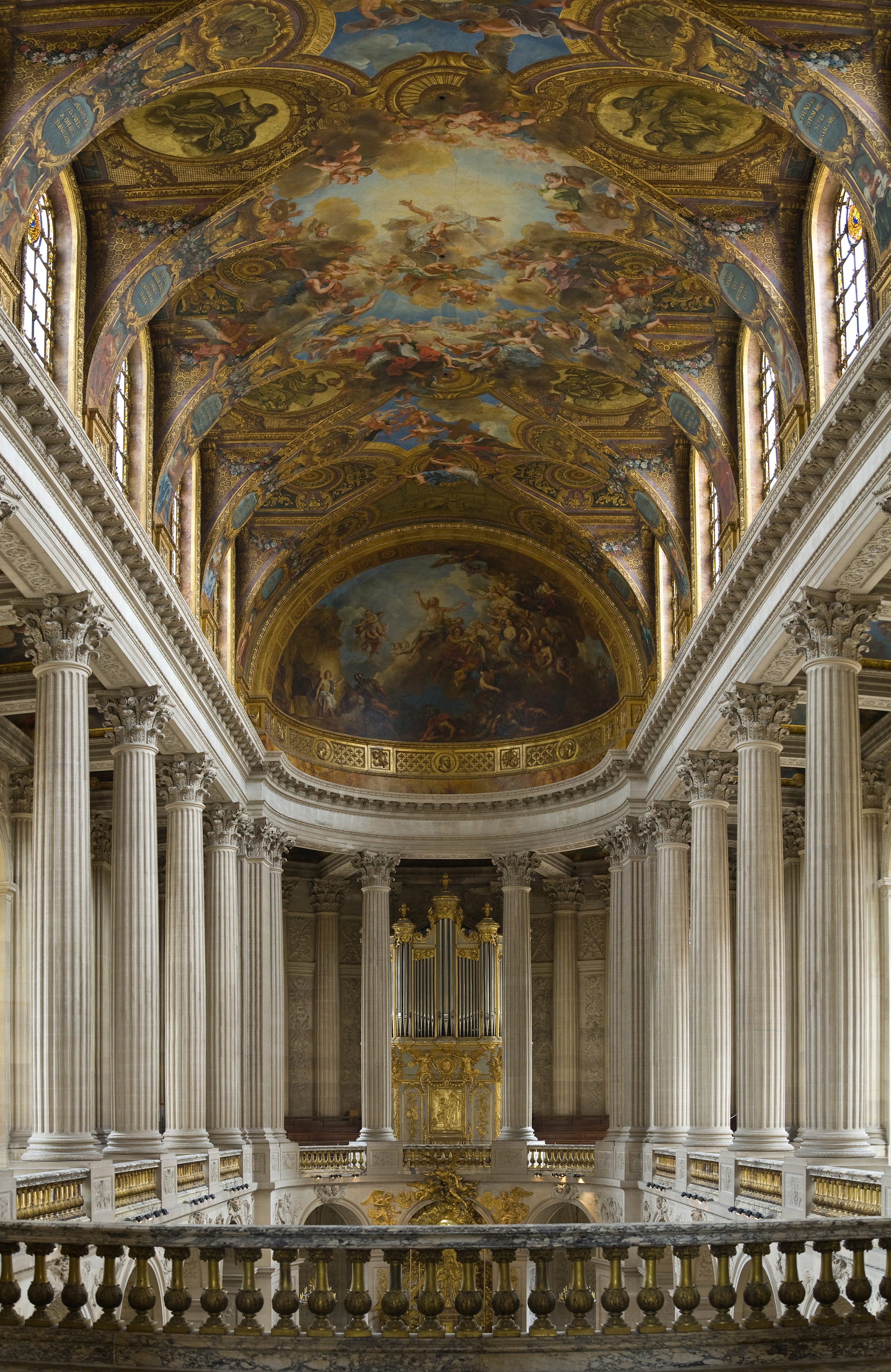
Chapelle du château de Versailles, dernière Chapelle royale construite (1710).

## Terminologie
Avant Charlemagne, le lieu où était célébré le culte se nommait oratorium, basilica ou templum (on ne connait que les noms latins puisque c'était la langue de l'écrit à cette époque). Saint Benoît emploie le premier terme dans sa règle, chapitre LII, rédigée vers 530 : De oratorio monasterii (De l'oratoire du monastère).
Mais lorsque l'empereur place dans son oratoire d'Aix le manteau de saint Martin de Tours, le bâtiment qui l'abrite prend rapidement le nom de la relique. L'objet se nommant alors cape, le temps va le déformer en capella, puis chapelle. Et ce mot va ensuite servir à désigner tout bâtiment contenant une relique. Par la suite, il signifie plus généralement l'oratoire du palais d'un souverain, puis aussi les chanteurs et autres services attachés à cet oratoire. Le terme français « chapele » apparaît vers 1080 dans La Chanson de Roland pour désigner la chapelle de Charlemagne à Aix. En fondant la Sainte-Chapelle, en 1248 à Paris, saint Louis rétablira l'emploi ancien.
- Terme latin[2],[3]
  - 679 cappa[u 2] : manteau (chape) de saint Martin, relique conservée à la cour des rois des Francs
  - 788 capella : trésor des reliques royales et oratoire du palais royal abritant ce trésor
  - 801 capella : une partie de l'oratoire rattaché à un domaine privé
  - 832 cella : petite chapelle dédiée à saint Ouen et bâtie à Saint-Ouen (Seine-Saint-Denis)[t 1]
- Terme français[2]
  - 1080 : sanctuaire du palais d'un souverain
  - 1405 : partie adjacente d'une église, où se trouve un autel secondaire
  - 1527 : groupe d'ecclésiastiques desservant une chapelle
  - 1549 : groupe de musiciens et de chanteurs sous la direction d'un maître de chapelle

## Histoire

### Sous le règne des Mérovingiens
Les renseignements sur cette époque ne sont pas nombreux, même dans la première chronique royale française, l'Histoire des Francs, par saint Grégoire. On établit cependant qu'avant de devenir la Chapelle royale, les oratoires auprès des résidences royales étaient soutenus par les rois et reines mérovingiens, certains très pieux.
Si l'absence de notation musicale rend impossible la restitution de la musique jouée à l'époque, on sait néanmoins que les offices sont chantés par les ecclésiastiques à la cour des Francs. Par exemple, d'après saint Ouen, saint Éloi sait chanter les psaumes : « Lorsqu'il demeurait à la cour [et après qu'il eut] longtemps prié, il chantait les psaumes, comme pour prendre quelque repos, et après le chant il lisait,. » Par ailleurs, le concile de Tours de 567 confirme l'usage des psaumes, dont les hymnes, par exemple les hymnes ambrosiens.

#### Clovis et sainte Clotilde

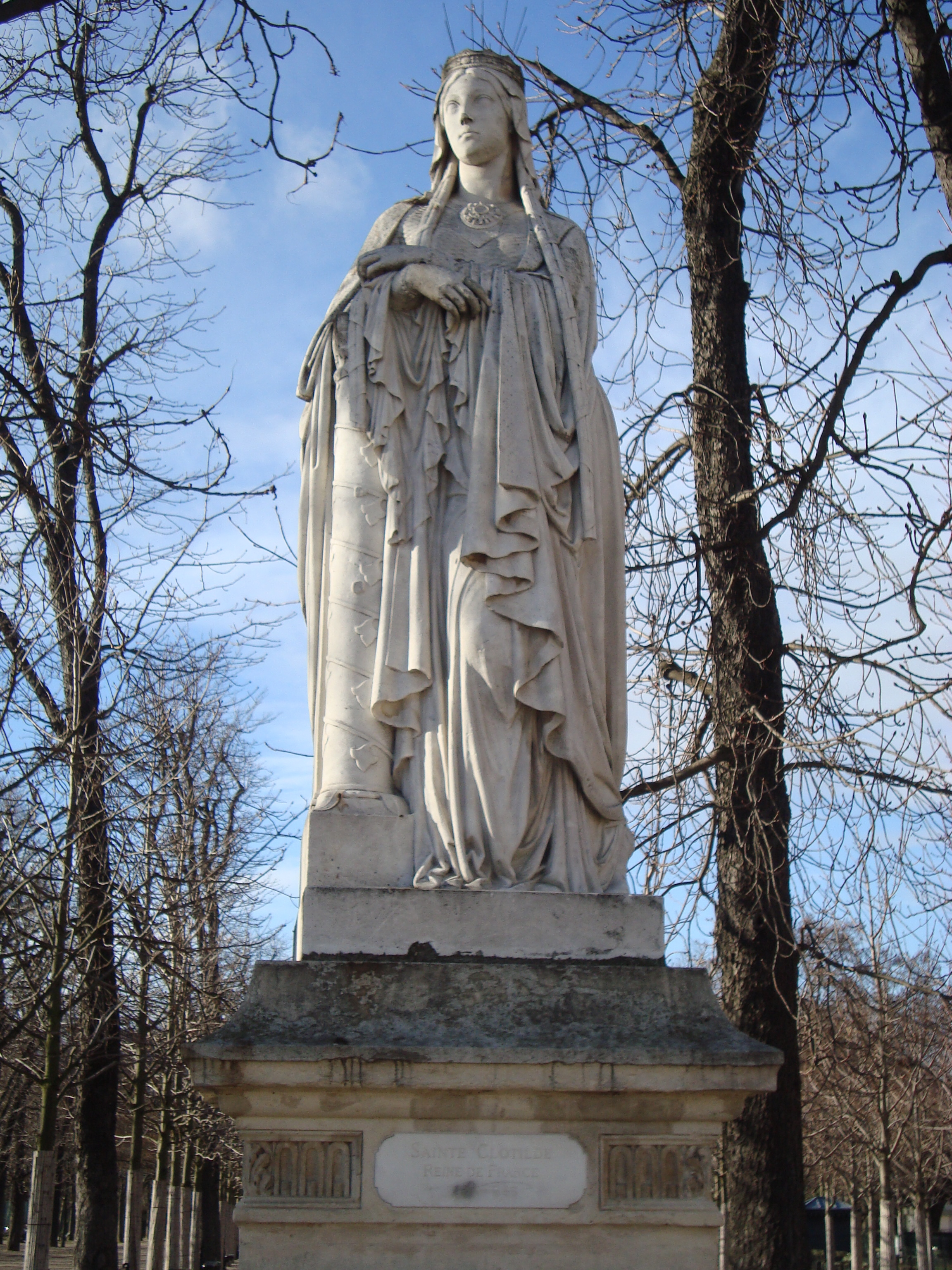
Statue de sainte Clotilde dans le jardin du Luxembourg (Jean-Baptiste-Jules Klagmann, 1847), première reine chrétienne des Francs, fondatrice de plusieurs établissements religieux, comme la basilique Saint-Germain d'Auxerre.

L'histoire de la Chapelle royale commence au baptême de Clovis, un jour de Noël, vraisemblablement entre 496 et 499, dans la quinzième année de son règne. Ce baptême est relaté dans l'Histoire des Francs de saint Grégoire, citant certainement la biographie de saint Rémi alors en sa possession, biographie écrite peu de temps après la mort du saint mais perdue de nos jours.
La reine Clotilde étant déjà chrétienne (elle n'eut d'ailleurs de cesse de convaincre son mari de se convertir), ils deviennent le premier couple de souverains chrétiens. On ignore dans quel lieu ils assistent alors aux offices, mais on peut supposer qu'il existait un oratoire provisoire situé à proximité ou dans le palais de Constance Chlore, résidence parisienne présumée du couple royal,. Le couple fait ensuite bâtir un oratoire royal, la basilique des Saints-Apôtres, future Abbaye Sainte-Geneviève de Paris. Le roi y est inhumé en 511 ,,. Devenue veuve, il est probable que la reine assure alors la régence et qu'elle conserve cette basilique comme oratoire.
Clotilde fonde ensuite plusieurs abbayes et oratoires royaux comme la basilique d'Auxerre et, la plus importante à ses yeux, l'abbaye Saint-Martin de Tours. Dans la ville royale de Chelles, près de Paris, elle crée un oratoire modeste dédié à saint Georges et y affecte une petite congrégation de religieuses. Les Carolingiens en feront plus tard une des perles monastiques de la France.
Après la mort de son fils Clodomir en 524, elle se retire dans l'abbaye Saint-Martin de Tours,. L'abbaye devient alors l'oratoire royal le plus important du royaume franc et les rois mérovingiens en seront les abbés laïcs, comme les rois carolingiens seront plus tard ceux de la Basilique Saint-Denis. La relique du manteau de Saint Martin de Tours joue un grand rôle dans l'histoire de la Chapelle royale.
À sa mort, vers 545, Clotilde souhaite être inhumée aux côtés de son époux à Paris,.

#### ThibertIer
Selon saint Grégoire de Tours, son oncle, saint Gal Ier de Clermont, est l'un des officiers auprès de l'oratoire de Thibert Ier, souverain du royaume de Reims (future Austrasie), y compris l'Auvergne.

#### Le culte de sainte Radegonde
La reine Radegonde ayant quitté son époux Clotaire Ier, meurtrier du frère de celle-ci, l'abbaye Sainte-Croix de Poitiers, qu'elle avait fondée et qu'elle habitait, ne peut pas être considérée comme royale. Néanmoins, durant la guerre de Cent Ans, le culte de sainte Radegonde est établi à la cour des rois de France. Poitiers restant fidèle à la couronne, Charles VII y établit sa chapelle royale.

#### Gontran
Saint Grégoire de Tours, ami de saint Gontran, souligne la bonne chrétienté de ce roi de Bourgogne. Il est probable que ce dernier assiste fréquemment à l'office des matines dans son oratoire de Chalon-sur-Saône, l'évêque de Tours précisant son goût pour le chant religieux.
À Saint-Marcel, près de Chalon, le roi fonde une abbaye royale dans laquelle il séjourne souvent. Le 4 juillet 585, jour de la fête de Saint Martin de Tours, le roi arrive à Orléans pour participer à un festin tenu le lendemain :

« Vers le milieu du repas, le roi m'ordonna de faire chanter mon diacre, qui, la veille à la messe, avait dit les répons des psaumes. Pendant que le diacre chantait, le roi m'ordonna encore de faire chanter devant lui tous les prêtres présens, en assignant à chacun la partie qui lui appartenait d'après son emploi. Je transmis aux prêtres les ordres du roi, et chacun chanta comme il put des répons de psaumes. »

— Grégoire de Tours, Histoire des Francs, Livre VIII

#### Childebert II
Le roi d'Austrasie Childebert II, successeur de Gontran, possède un oratoire doté de nombreuses tombes mérovingiennes dans sa ville de Molsheim. Saint Grégoire de Tours le mentionne, dans l'Histoire des Francs, en relatant la tentative d'assassinat du roi.

#### Des clercs permanents auprès de l'oratoire de Clotaire II
Depuis le temps du roi David, le rôle de confesseur est la première fonction du prêtre à la cour. Sous les Mérovingiens, son rôle évolue. L'abbé, chef du clergé, obtient de plus en plus de fonctions, y compris celles de responsable des offices et de l'oratoire palatial. Ainsi, le roi Clotaire II nomme-t-il l'évêque de Cahors, saint Rustique, Abbatiam Palatini Oratorii regalis,. Ce dernier est donc le premier chapelain du roi de l'histoire. Mais les évêques de Chartres (saint Béthaire) et de Bourges, (saint Sulpice) se gratifient eux-mêmes de cette fonction, en tant que prédécesseur et successeur de saint Rustique.
Afin d'établir l'autorité de l'oratoire royal et de normaliser l'élection des évêques, l'édit de Clotaire II établit en 614 que le roi est non seulement le chef du royaume (Regnum), mais aussi celui de l'Église.

#### DagobertIeret Saint-Denis

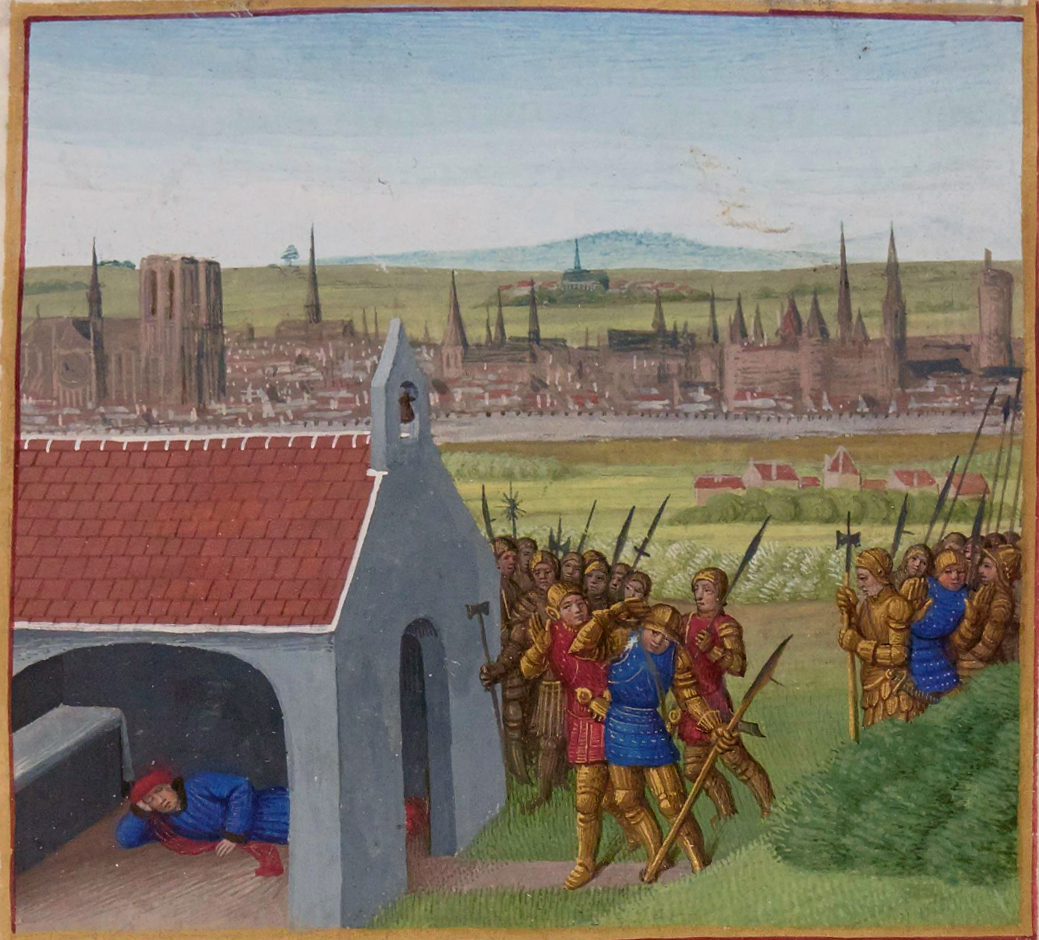
Le songe de Dagobert Ier selon le songe de Jacob, dans les Grandes Chroniques de France, de Jean Fouquet.

Dagobert Ier est le premier roi des Francs à transformer l'église de Saint-Denis en oratoire royal.
La fondation de l'église est connue et attribuée à sainte Geneviève par une biographie rédigée vers 520. Malgré un contexte troublé,, la première communauté s'y établit vers 600. Elle suit la règle de saint Colomban et est placée sous l'autorité de l'évêque de Paris, Dodon.
Au VIIe siècle, le domaine de Clippiacum, aujourd'hui situé sur le territoire de la commune de Saint-Ouen,, proche des reliques de saint Denis, patron des rois francs de l'époque,,, est le principal palais de ceux-ci. Clotaire II, Dagobert Ier et Clovis II, y siègèrent. On sait de manière certaine que le domaine possède son propre oratoire car, à la mort de Saint Ouen, en 639, il est suffisamment grand pour y accueillir les nombreux évêques venus assister aux obsèques.

« Enfin on ouvrit toutes les portes du palais. Le roi et la reine, accompagnés de la foule des évêques, des maires du palais et d'autres dignitaires, portant sainte dépouille sur une civière, célébrèrent les obsèques avec tristesse. Et tous à l'envi se faisaient une joie d'être jugés dignes de porter le saint corps sur leurs épaules. C'est ainsi qu'il fut mené en grand honneur et en grande pompe jusqu'à Pontoise. Puis le roi et la reine, après avoir passé la nuit à louer Dieu avec tout le peuple, revinrent pleins de tristesse dans leur palais, laissant le cortège continuer sa marche vers Rouen. »

— Acta Sanctorum, Août, tome IV, p. 809
Dagobert décide cependant que la communauté de Saint-Denis doit devenir le véritable centre de prières pour les rois mérovingiens. Dans ce but, il donne des villages aux marguilliers de l'abbaye (Écouen en 632, Ursines en 633, Saclas, Toury, Tivernon, Rouvray, Monnerville, Garsanval en 635) afin de l'enrichir matériellement. Celle-ci et la ville qui l'entoure s'accroissent alors fortement. La communauté devient tellement nombreuse que les offices pour la dévotion du roi sont assurés jour et nuit, plus précisément selon le rite de la laus perennis ou louange perpétuelle adopté par ce souverain, c'est-à-dire une prière permanente afin que la dynastie mérovingienne soit toujours protégée par Dieu,.
Il fait ensuite construire un nouvel oratoire sur l'ancienne tombe de saint Denis. Le fait est relaté dans la Vie de Dagobert (Gesta Dagoberti). Cette œuvre, écrite vers 835, sans doute par Hilduin de Saint-Denis ou Hincmar de Reims, pour « célébrer les relations étroites du roi Dagobert et du sanctuaire », est un témoignage important citant plusieurs actes perdus, bien que ces derniers restent parfois douteux. Cependant, la Chronique de Frédégaire du VIIe siècle, tout en manquant de détails, attribue assez sûrement la construction de l'abbaye à Dagobert Ier.
Les travaux et fouilles archéologiques dans la nécropole royale fixent l'origine du lieu à la période du Bas-Empire, avec des modifications à l'époque de sainte Geneviève. La Vie de saint Éloi, remaniée au VIIIe siècle, permet au XXe siècle d'établir avec certitude que Dagobert réaménage à son tour le lieu, afin d'y être inhumé ainsi que ses épouses. Il devient ainsi le premier roi Franc à reposer à Saint-Denis,.
La bibliothèque de Karlsruhe conserve une description détaillée de la basilique, rédigée en 799 et envoyée vers 830 à l'abbaye de Reichenau : « faites de l'argent du roi Dagobert de sainte mémoire, qui construisit ce monastère ».

#### Clovis II et sainte Bathilde

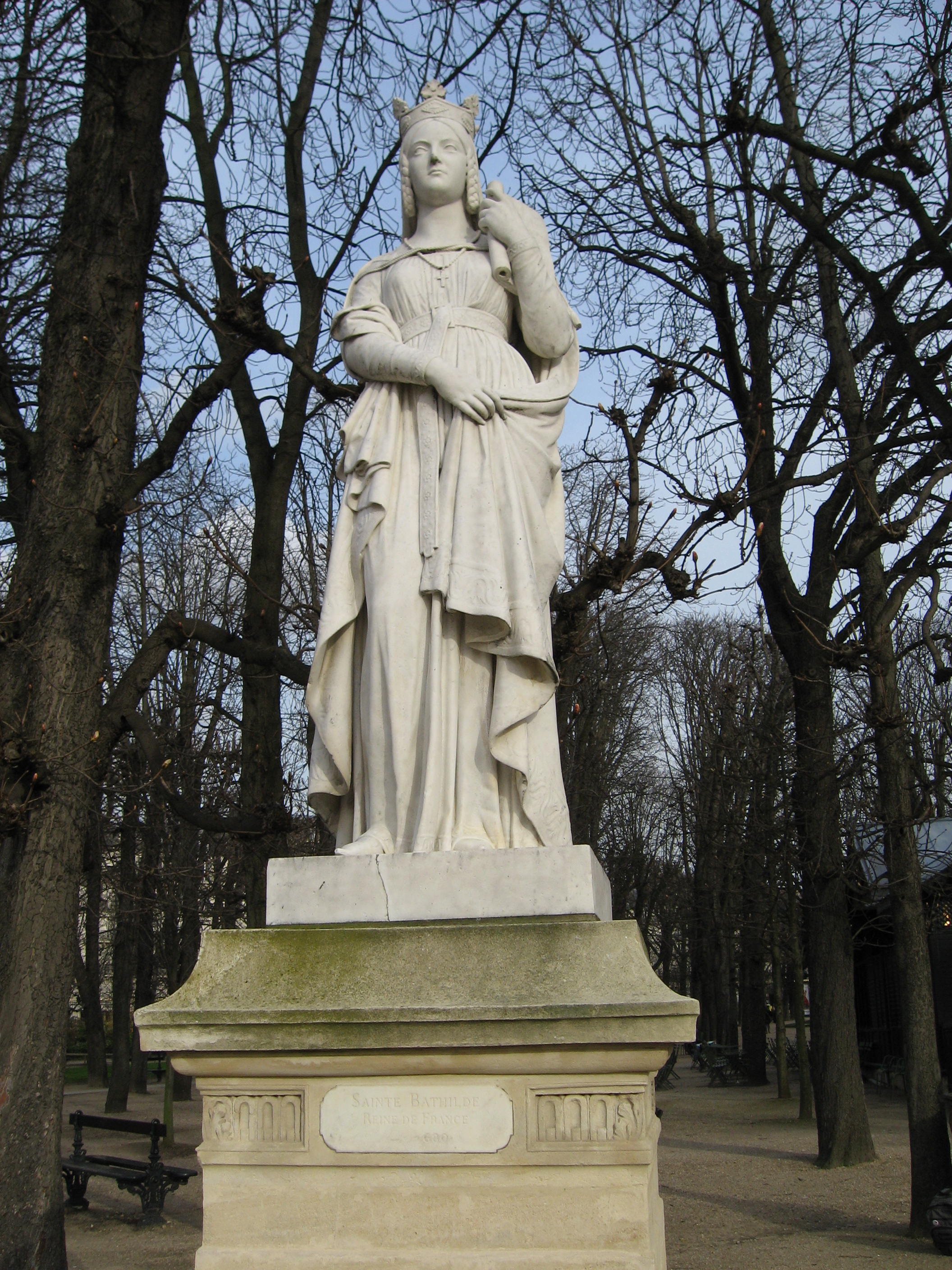
Statue de sainte Bathilde dans le jardin du Luxembourg (Victor Thérasse, 1848), fondatrice de l'abbaye royale de Chelles.

Il est possible qu'un oratoire royal ait été établi à Attigny sous le règne de Clovis II, car ce dernier y fait bâtir son palais en 647. Durant plus de 400 ans le lieu conservera un rôle important dans le royaume. En 785, plusieurs chefs Saxons, tel Widukind de Saxe, y reçoivent le baptême après leur soumission par Charlemagne.
Pendant cette période, il semble que les ressources de l'abbaye de Saint-Denis restent fragiles. Le plus ancien diplôme aux bénéfices de l'abbaye est celui de Childebert III, daté du 13 décembre 711,. Mais selon des historiens, l'institution de ce marché remonte à Clovis II.
Devenu veuve et régente, l'épouse de Clovis II, sainte Bathilde, œuvre pour le développement de la religion chrétienne. Elle aide plusieurs monastères et fonde deux abbayes, celle des moines et celle des nonnes. La première fonctionne en tant qu'oratoire royal, car l'abbaye de Corbie est fondée entre 657 et 661 pour son fils, le futur roi Clotaire III, dans une villa royale. La seconde, l'abbaye de Chelles, est vraisemblablement l'oratoire de la reine. Elle en confie la direction à son amie Bertille et s'y retire vers 665, en tant qu'humble moniale, jusqu'à sa mort en 680 ou 681.
Par la suite, sous les premiers Carolingiens, l'abbaye de Chelles, avec ses deux églises fondées pendant la première dynastie par deux reines très pieuses (Clotilde a fondé Saint-Georges et Bathilde Sainte-Croix), sera particulièrement respectée et importante. Plusieurs membres de la famille royale, telle Gisèle, la sœur de Charlemagne, en seront les abbesses.
En 2008, l'abbaye Saint-Pierre de Solesmes a publié son Ve tome de l'édition critique en grégorien, Antiphonale monasticum, dans lequel sont soigneusement restaurées les antiennes propres de la fête de sainte Batilde, le 30 janvier,
.

#### Thierry III et Wulfram
Grâce aux services de son père Fulbert, rendus sous les règnes de Dagobert Ier et Clovis II, le jeune moine Wulfram de Sens est accueilli à la cour de Thierry III. Il est possible que Wulfram soit l'un des officiers (c'est-à-dire une personne titulaire d'un office) de son oratoire, du moins à partir de sa démission de son ministère d'évêque de Sens (la plupart de ses biographies manquent cependant de précisions sur ces points).
Si la décadence commence à s'installer, Thierry III demeure assez chrétien. Avec son épouse Clotilde, il assiste en 683 ou 686 aux funérailles de saint Ouen à la villa royale de Clippiacum, en présence de plusieurs évêques. Ce palais est alors assez grand pour accueillir un concile d'évêques.
Cependant, peu après la mort de saint Ouen, le palais royal et son oratoire sont quasiment abandonnés. L'ensemble, terrains compris, est reversé à l'abbaye de Saint-Denis par Chilpéric II en 717, et par Charles Martel en 741.

### Sous le règne des Carolingiens

#### Pépin le Bref et Étienne II

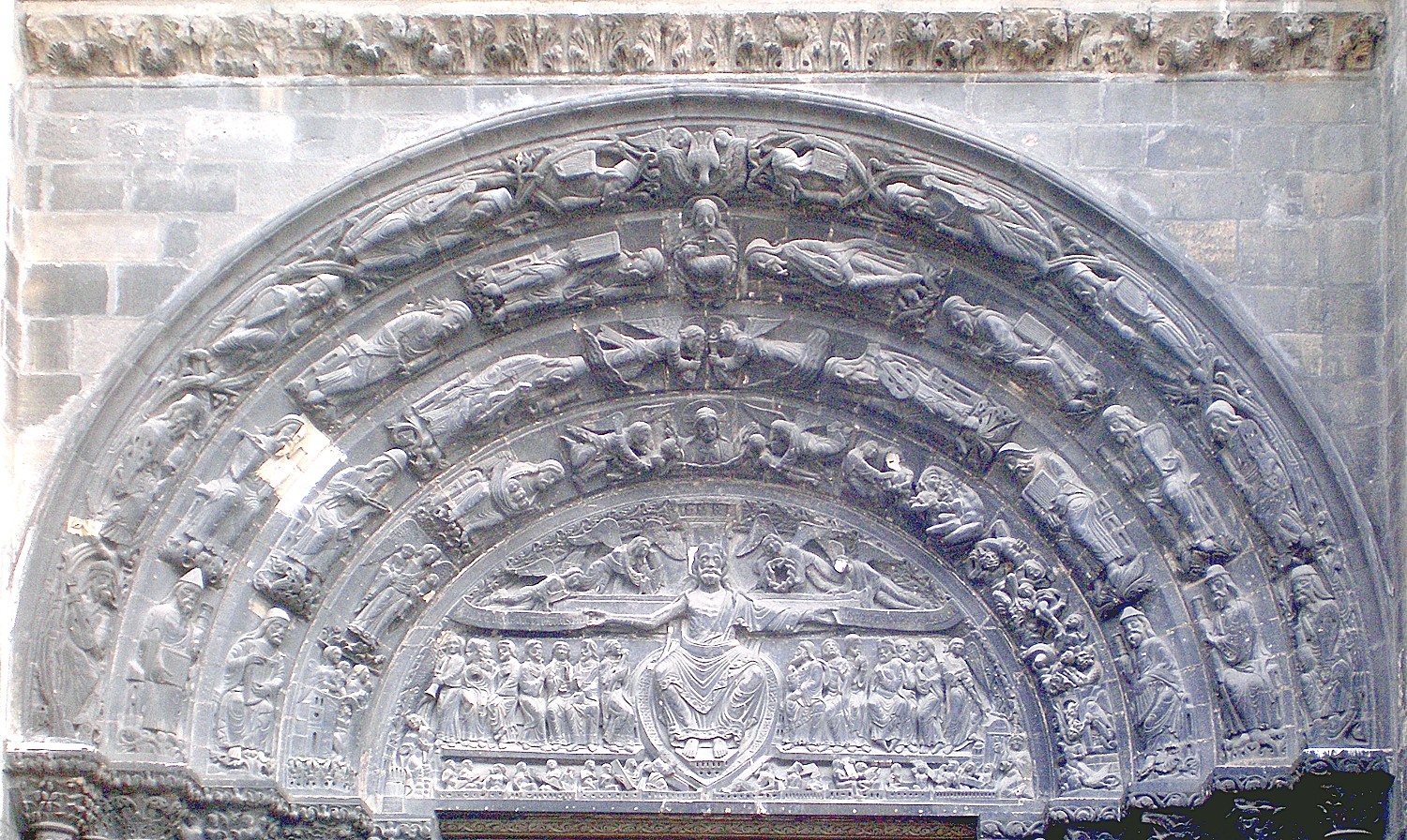
Tympan de l'abbaye de Saint-Denis. Pendant un long séjour du pape Étienne II en 754, celui-ci accorde à l'abbaye des privilèges particuliers. Elle devient alors la chapelle royale carolingienne. Les rois en seront ses abbés laïcs.

Menacé par les Lombards, Étienne II est le premier pape à passer les Alpes. Il est accueilli à Saint-Denis par Pépin le Bref en 754. Au cours de son séjour, il convainc le roi d'adopter pour l'ensemble du royaume carolingien le rite romain. Jusque-là, le rite était vraisemblablement non unifié et pratiqué en langue vulgaire régionale.
Faute de notation musicale, l'apprentissage des nouveaux chants nécessite des contacts entre les clergés (venue de chantres romains et/ou séjour d'apprentissage dans le monde romain). Le premier pas est fait en 760 par l'archevêque Remi de Rouen, frère de Pépin le Bref. Il ramène d'un voyage à Rome un des maîtres de chapelle auprès de la schola cantorum, puis il envoie plusieurs de ses clercs en apprentissage au Saint-Siège. Cependant, peu de temps après, la mort du premier maître de la schola cantorum oblige le pape à rappeler le chantre.
Un autre promoteur du rite romain, l'évêque de Metz Chrodegang, fonde dans sa ville une école de chant romain.
En 765, Pépin le Bref choisit finalement de faire de la petite ville d'Aix la capitale du royaume. Il y fait bâtir une villa royale et une chapelle qu'il dote de reliques,. Son fils Charlemagne en fera la capitale de son empire, transformant la chapelle en cathédrale. Plus tard, la ville prendra le nom d'Aix-la-Chapelle.
L'officier le plus important de la cour de Pépin est Fulrad, abbé de Saint-Denis. Il se qualifie lui-même de « chapelain du Palais » (archichapelain). Il est non seulement responsable de la chapelle et de ses offices, mais aussi chef de tous les clercs. Après la mort de Carloman Ier en 771, il devient archichapelain de Charlemagne. En 757 et 786, les papes Étienne II et Hadrien Ier accordent à son abbaye des privilèges importants. L'un interdit à tout prêtre d'y célébrer la messe sans l'autorisation de l'abbé laïc qu'est le roi de France. L'autre l'autorise à élire un évêque claustral,. L'abbaye devient alors maîtresse de son destin. C'est un statut très singulier dans le monde chrétien d'alors. Elle devient chapelle royale incontestable et jouera désormais un rôle éminent dans le royaume.

#### Terme chapelain
Le mot latin médiéval capellanus remonte à l'époque de Pépin le Bref. Il apparait dans un texte de 741 pour désigner un « clerc attaché à une cour seigneuriale ou desservant une chapelle [conservant les reliques] ». Dans un texte de 742, il est utilisé comme adjectif pour désigner un « clerc attaché à la chapelle royale, gardien des reliques. »
Un chapelain a donc des reliques de sa chapelle,. Elles sont sous sa protection et il doit les préserver de tout pillage. En effet, ces matériels ont une importance sacrale, leur pouvoir touche au divin et il leur est prêté de grands pouvoirs de protection, ce qui en fait les biens les plus précieux du monde chrétien. Launus, l'un des chapelains de Pépin le Bref, se consacre à cette fonction durant le siège d'Angoulême en 766. À la suite de l'annexion de l'Aquitaine, Pépin le nommera évêque d'Angoulême en 769,.
Le terme archicapellanus est également employé pour l'archichapelain ; ce titre est donné à Hildebold lors du synode de Francfort de 794.
Les documents ecclésiastiques de cette époque étant toujours écrits en latin, le terme français « chapelein », puis chapelain, n'est employé que vers 1155, pour désigner « celui qui a la charge d'une chapelle et en est bénéficiaire ». En 1170, il signifie plus particulièrement le « prêtre desservant une chapelle autonome ».

#### Charlemagne et la liturgie romaine

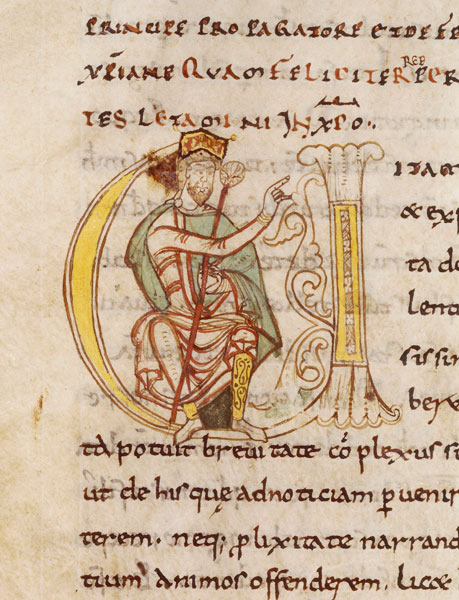
Charlemagne, roi-prêtre des Francs. Il unifie son royaume en imposant le rite romain du culte et son chant. Il fait de la petite ville d'Aix sa capitale.

En 789, dans l'Admonitio generalis, Charlemagne se qualifie de « roi » et « recteur » du royaume des Francs ainsi que de « défenseur » et « auxiliaire » de l'Église,. Il définit ainsi totalement la fonction du roi chrétien. Roi pieux, il assiste toujours à la messe et respecte toutes les fêtes religieuses. Il joue un rôle important dans le fonctionnement de l'Église, ainsi que dans le domaine théologique.

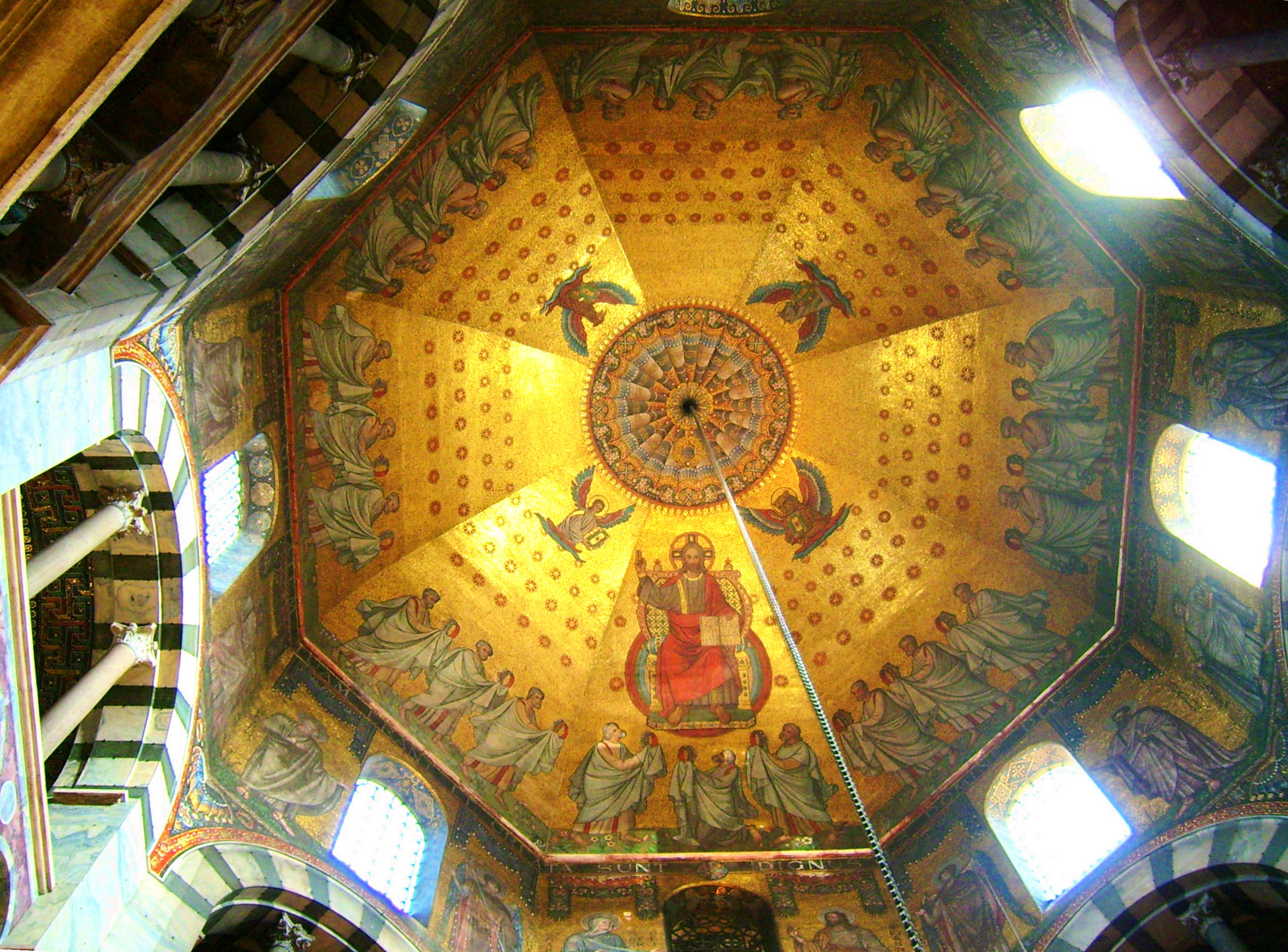
La coupole de la chapelle palatine d'Aix-la-Chapelle.

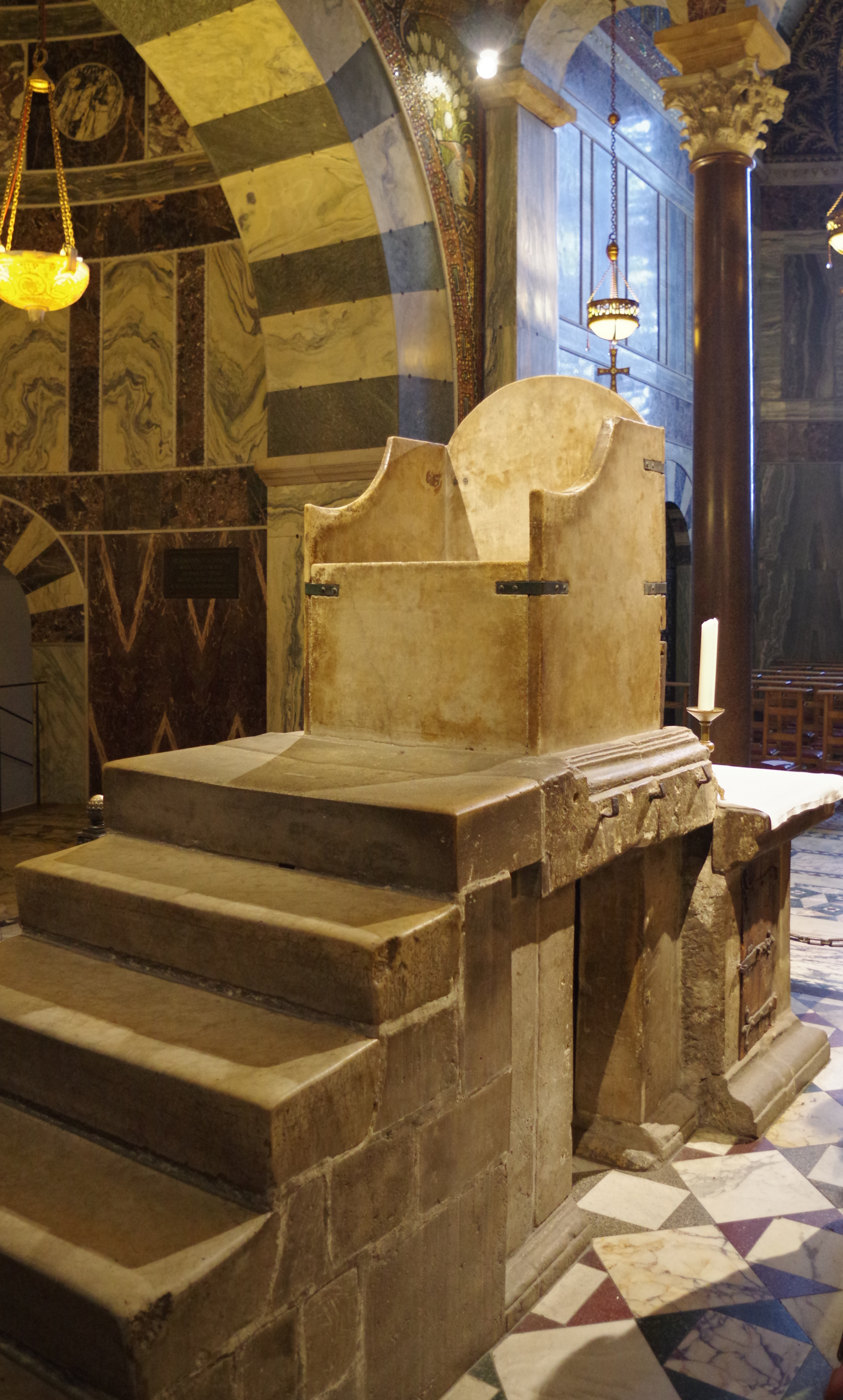
Le trône de Charlemagne dans cette chapelle.

Afin d'augmenter leur influence sur la chrétienté, les papes de Rome encouragent Charlemagne dans sa volonté de convertir au rite romain le royaume carolingien, l'envoi de textes liturgiques en témoigne. Le roi tire lui aussi avantage de cette conversion qui lui permet d'unifier les vastes territoires de son empire. En 789, il ordonne que seul le chant romain soit chanté, « pour l'unanimité de l'Église ». Cette mesure provoque une immense unification de la liturgie, au point que l'Église romaine n'en connaîtra pas de comparable avant l'initiative du pape Pie X au XXe siècle. La création du chant grégorien, puis sa restauration, sont une des clés de ces unifications.
Mais le vrai promoteur de la Renaissance carolingienne est principalement Alcuin. Qualifié d'« homme le plus savant de son temps » par Éginhard, ce poète, savant, et théologien anglais de langue latine, l'un des principaux amis du roi, le conseille et le pousse dans la voie de l'unification. Directeur de la plus grande école de l'Empire carolingien, l'école palatine, il met en avant l'usage du rite romain en adaptant pendant presque vingt ans les textes liturgiques donnés par les papes. Mais, au contraire des textes, la pratique du chant vieux-romain oppose une considérable résistance, même sous le règne de Charlemagne. C'est la raison pour laquelle le chant messin, l'origine du chant grégorien, est composé avec des textes romains mais dans la tradition de la mélodie gallicane. Le chant s'appelle alors « chant romain » en raison de la matière liturgique et non en raison de la mélodie. En qualité d'archichapelain, l'évêque Enguerrand de Metz contribue considérablement à remplacer l'ancien chant gallican par ce nouveau chant.
Charlemagne participe aussi certainement à l'enrichissement du répertoire. Charmé par la beauté de la mélodie des chants d'une légation byzantine lors d'un office en grec vers 802, il semble qu'il ait demandé ensuite que la série des antiennes Veterem hominem, chantés pour l'Épiphanie, s'en inspire,.
Vers 794, le roi choisit Aix comme capitale, cette ville étant située au cœur du vieux pays franc. Il y fait bâtir la chapelle palatine sur le modèle des églises de Constantinople et de Ravenne. Son fonctionnement n'est pas réservé à la famille royale et de simples fidèles assistent aux offices. Le roi siège dans la tribune sur un trône en marbre, face à l'autel du Saint-Sauveur placé au même niveau et que surmonte le Christ de l'Apocalypse ornant la coupole. Le roi prend alors symboliquement le rôle de médiateur entre son peuple fidèle et le Christ : il devient un roi-prêtre. À partir de 806, Charlemagne demeure quasiment toujours à Aix. La chapelle royale, achevée en 804, devient alors pour des siècles un haut lieu de la chrétienté. Napoléon Ier s'y rendra le 7 septembre 1804 et demandera que les reliques lui soient présentées.
À Rome, la schola cantorum conservait son propre chant vieux-romain.
Né à Metz, le chant liturgique carolingien, grâce à ses qualités théologique et artistique, va peu à peu et jusqu'au XIe siècle remplacer les autres chants monodiques, puis finalement aussi le chant vieux-romain au XIIIe siècle. Ces chants seront inclus dans le cérémonial du pape Clément VIII publié en 1600. Plus de douze siècles après sa création, le chant grégorien est toujours le chant liturgique par excellence de l'Église catholique.
De nombreux palais de Charlemagne sont organisés autour de deux pôles, la chapelle et le palais, reliés par des galeries couvertes : Mayence, Maastricht, Nimègue, Ratisbonne, Compiègne, Verberie, Francfort, Paderborn, Erfurt, Ingelheim am Rhein. Cette communication entre deux édifices sera respectée par ses successeurs à Senlis, Paris ou encore Versailles.
L'archevêque de Cologne, Hildebold, qui présidera le Concile de Mayence de 813, est mentionné par une lettre du roi datée de 797 comme étant archichapelain de celui-ci,. À la chapelle de Charlemagne, l'abbé de Saint-Riquier, Angilbert, est aussi l'un de ses chapelains. D'après la chronique de cette abbaye, il ordonne à ses religieux de dire trente fois par jour des messes basses particulières pour le pape Adrien Ier et Charlemagne. Il est certain que cet abbé est apprécié du roi car ce dernier l'appelle minister Cappellæ.

#### Autorité des archichapelains
Grâce à sa condition particulière dans la chrétienté, l'abbé de la Saint-Denis a une grande influence et un grand prestige. À l'instar de Fulrad sous le règne de Pépin le Bref, l'abbé Hilduin a la qualité d'archichapelain sous le règne de Louis le Pieux, d'après l'épître de l'évêque Frothaire de Toul. Comme l'on l'appelle alors Excellentissimæ venerationis honor, cette fonction a certainement une grande autorité durant le règne de tous les Carolingiens.
Parfois cette fonction s'appelle Summus Capellanus, c'est-à-dire « très grand chapelain ». Fulrad était le Summus Regis Pipini Capellanus d'après le nom de son souverain, puis après sa mort, il devient Summus Cappellanus de Charlemagne, selon plusieurs documents dont celui d'Alcuin.
Il est probable que, sous le règne des Carolingiens, il s'agisse quasiment du synonyme de l'apocrisiaire. Par exemple, en 1826, François-René de Chateaubriand mentionne dans son discours Éginhard et Hincmar de Reims.

#### LouisIer, successeur de Clovis
Roi d'Aquitaine depuis son enfance, Louis le Pieux est plus le successeur de Clovis que de Charlemagne. D'abord, en demeurant en Aquitaine, il est le premier roi des Francs à hériter littéralement de son nom : « CLOVIS > cLOVIS > LOVIS > LOUIS ». Ensuite, Louis le Pieux est le premier souverain à renouveler et confirmer l'autorité de Clovis. Ainsi son sacre est-il célébré par le pape Étienne IV le 5 octobre 816 à la cathédrale Notre-Dame de Reims, lieu du baptême de Clovis. En initiant cette nouvelle tradition, la cathédrale devient une des Chapelles royales, à la place de la chapelle palatine d'Aix-la-Chapelle.
Depuis son sacre jusqu'à sa mort en 840, la Chapelle royale de Louis demeure malgré tout à Aix-la-Chapelle. En 817, le 9 avril, Jeudi saint, la galerie de bois reliant la chapelle au palais s'écroule au passage de celui-ci juste après la messe. À la suite de cet incident, il décide de régler sa succession par l'Ordinatio imperii et commet alors une grande erreur politique à l'encontre de son dernier fils Charles qui naît plus tard en 823,. Afin que soit assurée la succession destinée à ce fils cadet, le roi Louis modifie soigneusement la composition de son palais durant ses dernières années. Il confie la direction de la chapelle à son demi-frère Drogon, alors évêque de Metz, qui lui est resté constamment fidèle,. Drogon succéda à Hildebold vers 813.
Le roi fait bâtir une autre chapelle royale à Thionville, inspirée de celle d'Aix. Elle sera détruite au Xe siècle par Otton Ier ou l'évêque Adalbéron de Metz pendant un conflit qui les opposa.
Il semble que Louis le Pieux envoie Amalaire de Metz à Rome, auprès du pape Grégoire IV, afin d'obtenir de meilleurs livres liturgiques. En dépit de la discordance des quatre tomes qu'il trouve à l'abbaye royale de Corbie (livres apportés de Rome par l'abbé Wala), ce grand personnage contribue profondément à améliorer le répertoire des nouveaux chants liturgiques.
Par ailleurs, plusieurs auteurs écrivent que vers 820 le premier prototype d'orgue en Europe est fourni par un prêtre vénitien pour la chapelle d'Aix,,, mais il n'y a guère de détails pour confirmer ce fait.

#### La Chapelle royale, pépinière d'évêques sous Charles II

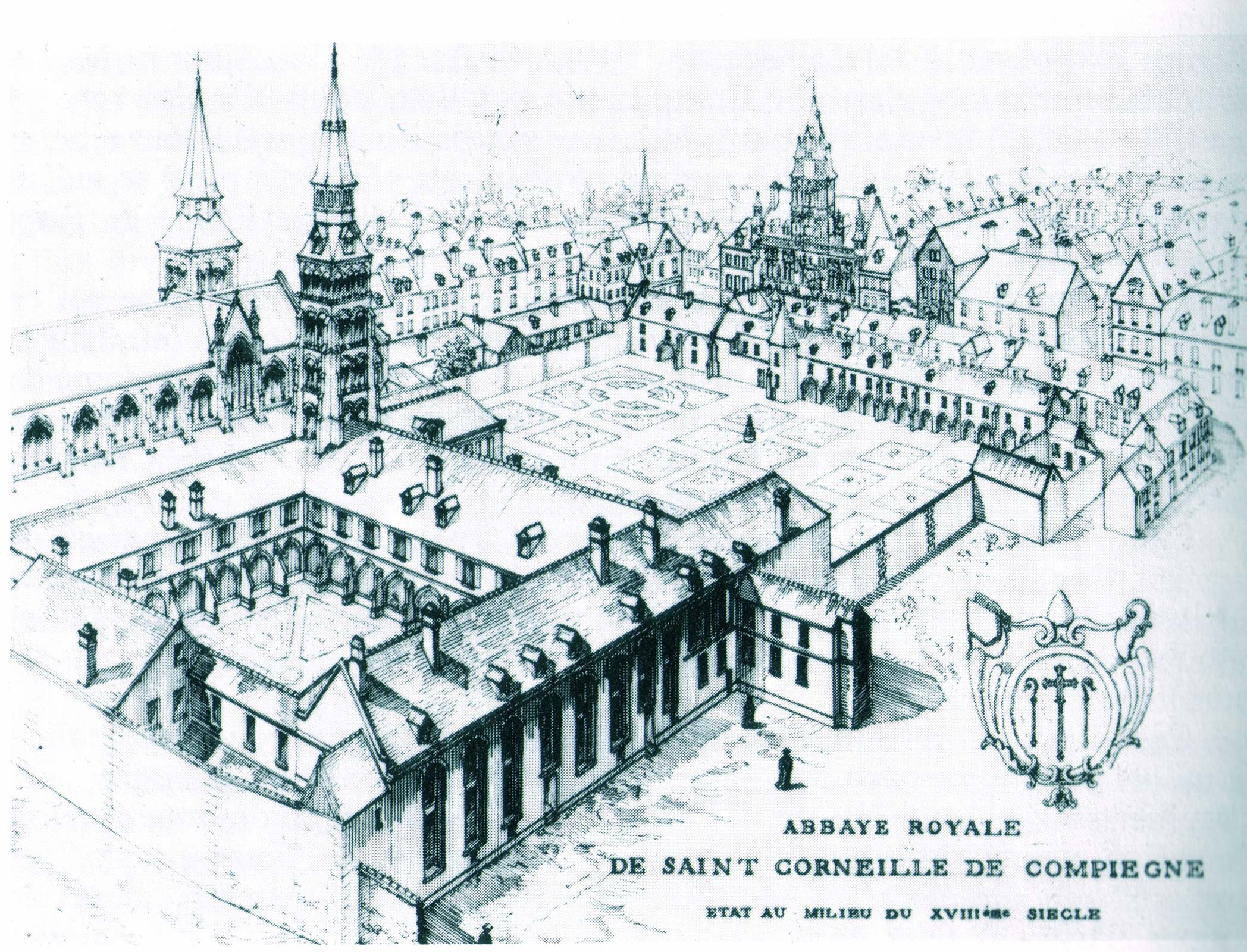
Consacrée en 877, la collégiale Sainte-Marie de Compiègne est la principale chapelle royale, avant celle d'Aix-la-Chapelle.

Avant le règne de Charles II le Chauve, les évêques sont essentiellement issus des milieux monastiques, tel Hincmar de Reims. Au cours du IXe siècle, sous son règne, la Chapelle royale se transforme en incubateur d'évêques. L'ancien prélat du roi devient désormais très souvent évêque, comme Énée de Paris ou Jonas d'Autun,. Gozlin, célèbre protecteur de la capitale contre les Vikings, est abbé de Saint-Denis puis évêque de Paris, ainsi qu'archichapelain de Charles II,. Auparavant, c'est l'évêque de Poitiers, Ébroïn, qui assurait cette fonction à la Chapelle royale.
Alors qu'il est encore jeune, le souverain soutient l'abbaye Saint-Germain d'Auxerre et y effectue de nombreux séjours. En 841 et 859, il y assiste à la translation des reliques, à la suite des aménagements de la crypte.
Si Charles II se déplace encore, il demeure de plus en plus à Compiègne où il possède une bibliothèque importante. Il y fonde en 877 sa chapelle royale, la collégiale Sainte-Marie, issue de la chapelle palatine. L'Antiphonarius, ou Antiphonaire de Compiègne, aurait été préparé pour la consécration de cet établissement. Il s'agit de l'un des plus anciens témoins de la notation du chant grégorien en neumes,. On ignore sa connaissance de la musique, mais ayant pour précepteur Walafrid Strabon il devient un prince très cultivé qui apprécie la théologie. Les dernières années de ce roi se consacrent vraisemblablement à cet établissement. Non seulement des reliques des saints papes Corneille et Cyprien de Carthage y sont accueillies,, mais le roi y place également cent chanoines.
Charles II y décède peu après, en octobre 877, et Hincmar de Reims sacre en décembre de la même année le nouveau roi Louis II dans la chapelle créée par son père,.

#### Charles III
La principale chapelle royale de Charles III se situe dans la ville d'Attigny d'où il expédie presque toutes ses ordonnances. Il fait bâtir une nouvelle chapelle dans son palais et y affecte douze chanoines. Alors roi, il signe en 911 le traité de Saint-Clair-sur-Epte avec les Vikings et hérite de la Lotharingie. Il séjourne alors à Herstal et à Aix-la-Chapelle. Cela expliquerait le déplacement de la capitale du royaume.
Son soutien principal reste en Francie occidentale. Sa première épouse, Frédérune, est si pieuse qu'il lui fait fonder par lettre patente datée du 7 juillet 915, auprès de la collégiale royale Sainte-Marie de Compiègne, la chapelle Saint-Clément qui devient collégiale le 1er juin 921 (bâtiment aujourd'hui disparu)[réf. souhaitée]. La chapelle Sainte-Vaubourg est également citée dans un acte du 25 avril 921.

#### Chapelle royale de Raoul à Sens
Avant de devenir roi de France en 923, Raoul est duc de Bourgogne. Il reste donc le soutien continuel et singulier de l'abbaye Sainte-Colombe de Sens. Selon sa volonté, il y est inhumé en 936. Son prédécesseur Robert Ier avait choisi la même abbaye à sa mort en 923. Mais pas son frère aîné, Eudes, qui avait été inhumé en 898 à Saint-Denis.

#### Lothaire de France
La fin du règne des Carolingiens est mal renseignée dans les chroniques. Cependant, une lettre de Gerbert d'Aurillac, destinée à un moine du palais précise que Lothaire conserve plusieurs moines à la Chapelle royale, tout comme ses prédécesseurs.
Par ailleurs, l'évêque saint Wolfgang de Ratisbonne vient jusqu'à Montmartre lors du siège de Paris en 978, à la demande d'Otton II qui ordonne que sa chapelle y chante un alléluia pour menacer l'Île de la Cité,. Des moines allemands écrivent qu'il traverse pour cela l'Aisne à pied sec. Cet évêque est le fondateur du chœur Regensburger Domspatzen, alors le plus ancien après la Schola cantorum à Rome, en 975.

### Sous le règne des Capétiens directs
Plusieurs rois fondent au début du Moyen Âge central des chapelles auprès de leur palais. Parfois modestes, elles permettent cependant d'assurer les offices et sont dirigées par un chapelain. Parmi elles, la Sainte-Chapelle à Paris ne cessera de prendre de l'importance, jusqu'à devenir la plus influente et respectée du royaume. Son aura traversera les siècles et seule la consécration de la Chapelle du château de Versailles, sous Louis XIV, lui ravira cette place.
Les Chapelles royales, héritage de Charlemagne, sont réparties entre les deux dynasties carolingiennes. Alors que les rois de France sont dorénavant sacrés dans l'une des Chapelles royales de Francie orientale par l'archevêque, notamment à Reims, à partir du règne d'Otton III, les empereurs romains germaniques se rendent à Rome en passant par la chapelle palatine d'Aix-la-Chapelle.

#### Les Chapelles royales d'Hugues Capet
En dépit de sa notoriété, la vie d'Hugues Capet est moins connue que celle des successeurs. Il est probable qu'il assiste régulièrement à la messe célébrée par Adalbéron de Reims, puis Gerbert d'Aurillac (futur pape Sylvestre II), dans la Cathédrale Notre-Dame de Reims. En séjournant dans cette grande ville carolingienne, ces deux archevêques sont de fait les secrétaires royaux (plus précisément, le premier chancelier carolingien et le deuxième chancelier de France) au service d'Hugues Capet. Il n'est cependant pas certain que ceux-ci, soutiens du roi depuis son élection, aient la charge de la Chapelle royale.
Hugues Capet quant à lui demeure à Paris dans l'Île de la Cité, fief de sa maison. Il fait transférer des reliques de Bretagne à l'église Saint-Barthélemy,. Elle devient alors certainement sa chapelle royale, endroit où il assiste à la messe avec ses chanoines. Elle était située près de la Sainte-Chapelle actuelle, avec le palais royal bâti à ses côtés,. Elle sera détruite à la Révolution.
Une autre Chapelle royale est fondée à Senlis, ville où Hugues Capet a été élu, par la reine Adélaïde de Poitiers. Il s'agit de la chapelle Saint-Frambourg. La Reine y place douze chanoines. Avec Beauvais, Noyon, Laon et Châlons, l'évêché de Senlis constitue l'Archidiocèse de Reims. C'est donc l'une des villes les plus importantes du royaume carolingien et également la plus proche de Paris.

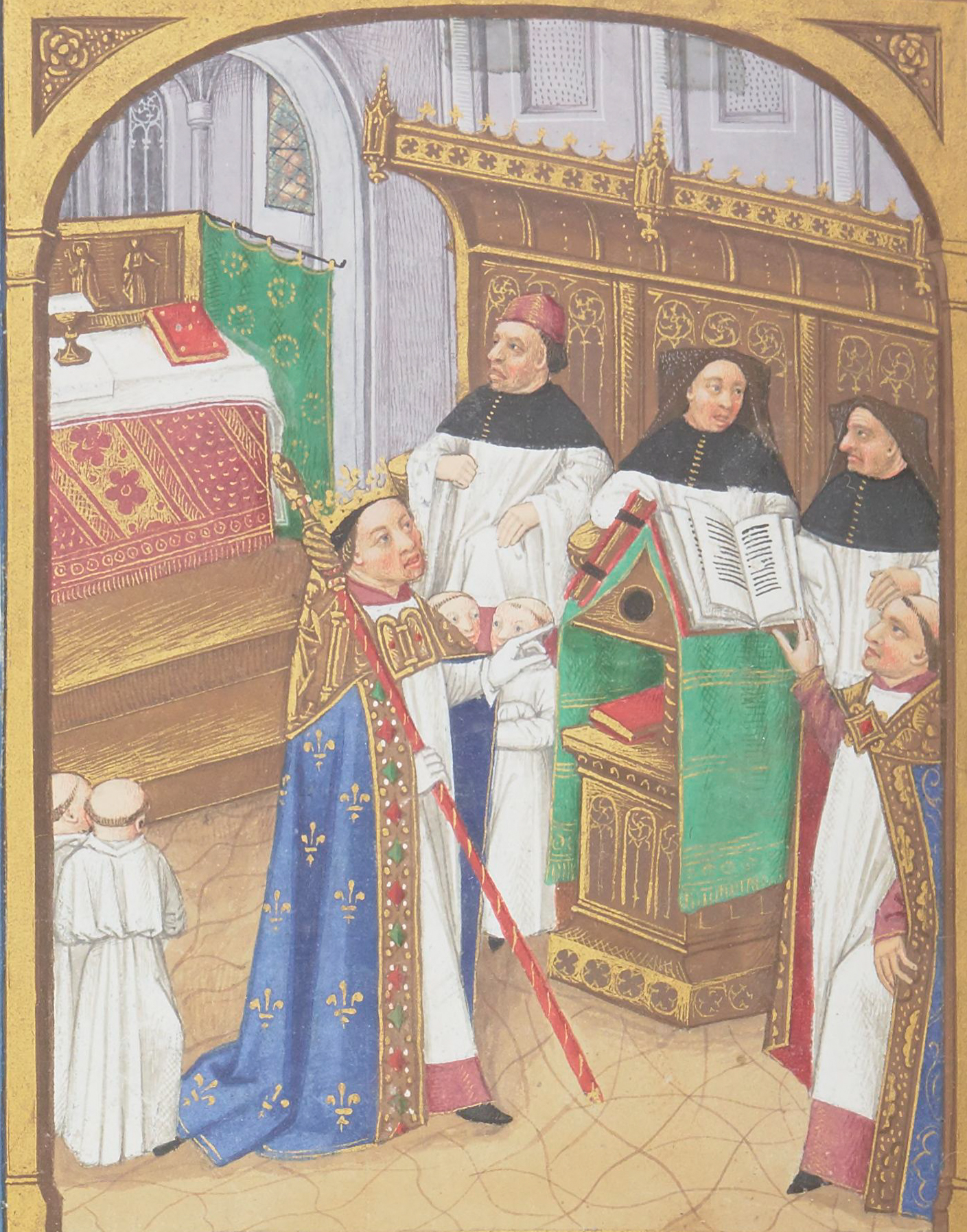
Saint roi Robert le Pieux (Grandes Chroniques de France, chapelle imaginaire au XV par Robinet Testard ou autre). Robert II entouré de quatre enfants de chœur chante les heures (en raison de l'autel vide) en compagnie des chanoines de Saint-Aignan d'Orléans. C'est le chantre qui dirige cet office, en tournant les pages du livre de chant. Néanmoins, le roi est vêtu en qualité d'ecclésiastique. De plus, à cette époque-là, le livre de chant en grande taille n'existait pas encore.

#### Chapelle de Robert II dans l'Île de la Cité
Adélaïde de Poitiers, qui n'est alors que l'épouse du duc des Francs Hugues Capet, choisit Gerbert d'Aurillac comme précepteur pour son fils aîné Robert. L'enseignement se déroule à l'école de la cathédrale de Reims, vers 980, avec d'autres disciples,,. Ce pédagogue réputé lui enseigne la musique, le dernier art du quadrivium, art distinct du chant liturgique alors réservé aux seuls chantres (suivant la théorie de Boèce, De institutione musica,). Bien que son précepteur soit essentiellement un moine bénédictin connaissant la liturgie musicale et l'orgue,, le prince devient un homme de grande culture, fait rare à l'époque pour un souverain,.
Devenu roi, Robert le Pieux, grand pèlerin, garde si profondément sa foi que de nombreux établissements religieux sont fondés dans le royaume,. Alors que sa dernière épouse, Constance d'Arles, établit sa propre chapelle dans son nouveau palais à Étampes,, le roi fait édifier le sien et sa chapelle dans l'Île de la Cité. Le moine Helgaud de Fleury ayant écrit juste après la mort du souverain qu'il existait « une église dans la ville de Paris, en l'honneur de saint Nicolas »,, certains historiens considèrent qu'il s'agît du lieu où la Sainte-Chapelle est actuellement située. En 1645, l'abbé Du Peyrat écrit également : « qui furent transférés en la Chapelle de S. Nicolas, à présent dite S. Michel, dans la closture du Palais,. »
Cependant, étant né à Orléans, sa chapelle préférée reste la collégiale Saint-Aignan d'Orléans qu'il fait agrandir.
Il n'oubliera pas pour autant les anciennes chapelles royales et, par exemple, il continuera à soutenir l'abbaye royale de Compiègne.

#### À Senlis sous HenriIer
Baudoin, en tant qu'Archi-Capellanus puis Capellanus Regis, est le chancelier de France de Robert II et de son fils Henri Ier. La chapelle est donc dirigée par un archichapelain. Puis Henri Ier nomme, vraisemblablement après la démission de Baudoin, Alardus Archi-capellanus Regis.
Il semble que la chapelle est alors presque stabilisée à Senlis car, à la suite de ses deuxièmes noces avec Anne de Kiev en 1051, Henri Ier y demeure quasiment en permanence avec sa famille, non seulement pour raison politique mais aussi à cause de la passion de la reine pour la chasse.

#### Louis VI et Saint-Denis

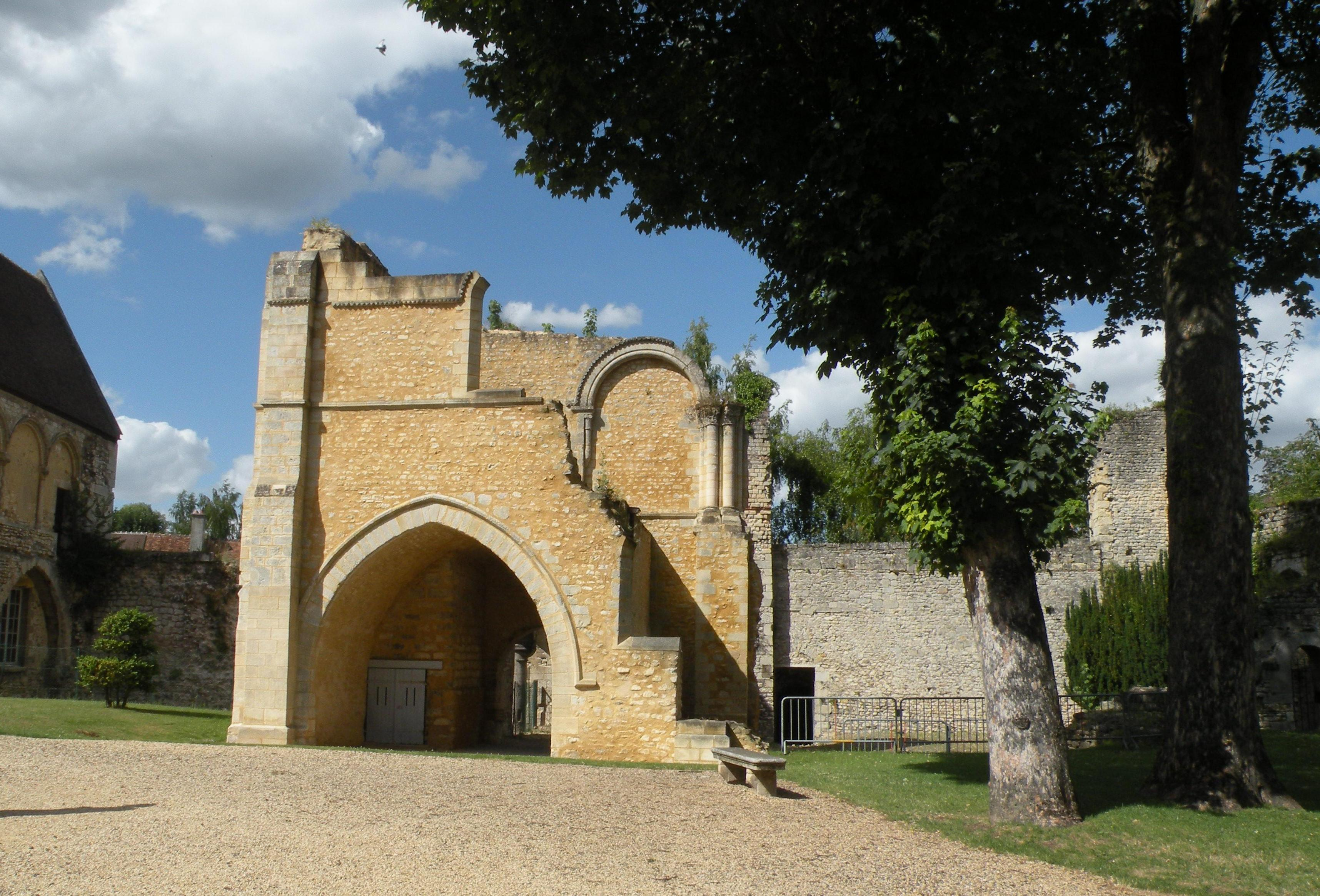
Le château de Senlis en 2010.

Au printemps 1092, le roi Philippe Ier s'enamoure de Bertrade de Montfort, l’épouse de Foulques IV le Réchin. Il fait alors enfermer son épouse Berthe de Hollande au château de Montreuil pour pouvoir vivre sa passion. Le couple vit ainsi jusqu'en 1104 sous le coup des anathèmes de l'Église, excommunié par le pape pour adultère. Le jeune héritier, Louis, futur Louis VI, reste jusque vers 1093 dans l'abbaye de Saint-Denis. Il y fait la connaissance du futur abbé de celle-ci, Suger. Devenu roi en 1108 et en 1115 neveu du pape Calixte II par alliance avec Adélaïde de Savoie, Louis VI lui conserve sa confiance. En tant qu'ami, ou du moins « en qualité de familier », l'abbé Suger commence vers 1125 à agrandir cette abbaye royale et à y ajouter des chapelles : trois chapelles sont consacrées le 9 juin 1140,. Lorsque Louis VII part en croisade, Suger célèbre les offices royaux de Saint-Denis en qualité de régent, ce qui renforce encore ses liens avec le roi.
Louis VI fonde ou restaure une chapelle royale à Paris, dédiée à Notre Dame et à saint Nicolas. On ignore sa situation géographique et elle sera remplacée par la Sainte-Chapelle sous le règne de Louis IX,. Dans les années 1130, il fait reconstruire également le palais de Senlis dans lequel une chapelle est installée au rez-de-chaussée et une tribune à l'étage.

#### Terme aumônier
Le terme « aumônier » apparait comme adjectif en 1155, avec le sens « qui fait souvent l'aumône, ». Puis, le premier emploi en tant que « personne chargée de la distribution des aumônes » est utilisé en 1174, d'après le latin chrétien elemosynarius. Il est donc probable qu'à la Chapelle royale, le titre d'aumônier remplace celui d'archichapelain sous le règne de Philippe II, voire sous son père Louis VII,.
Mais l'origine de l'aumônier remonte au moins à la fin du VIe siècle, sous le pontificat de saint Grégoire Ier. Auprès de la schola cantorum à Rome, les diacres et chantres sont chargés non seulement de chanter à la chapelle mais aussi de distribuer l'aumône aux pauvres.
À mesure que la Chapelle royale s'agrandit, l'aumônier, puis le grand aumônier de France, devient le responsable le plus important de l'institution. Il dirige et protège celle-ci en qualité de ministre. Il est également le représentant de la liturgie, y compris la bénédiction de la table pendant le repas du roi.

#### Création de l'aumônier sous le règne de Louis VII ou Philippe II

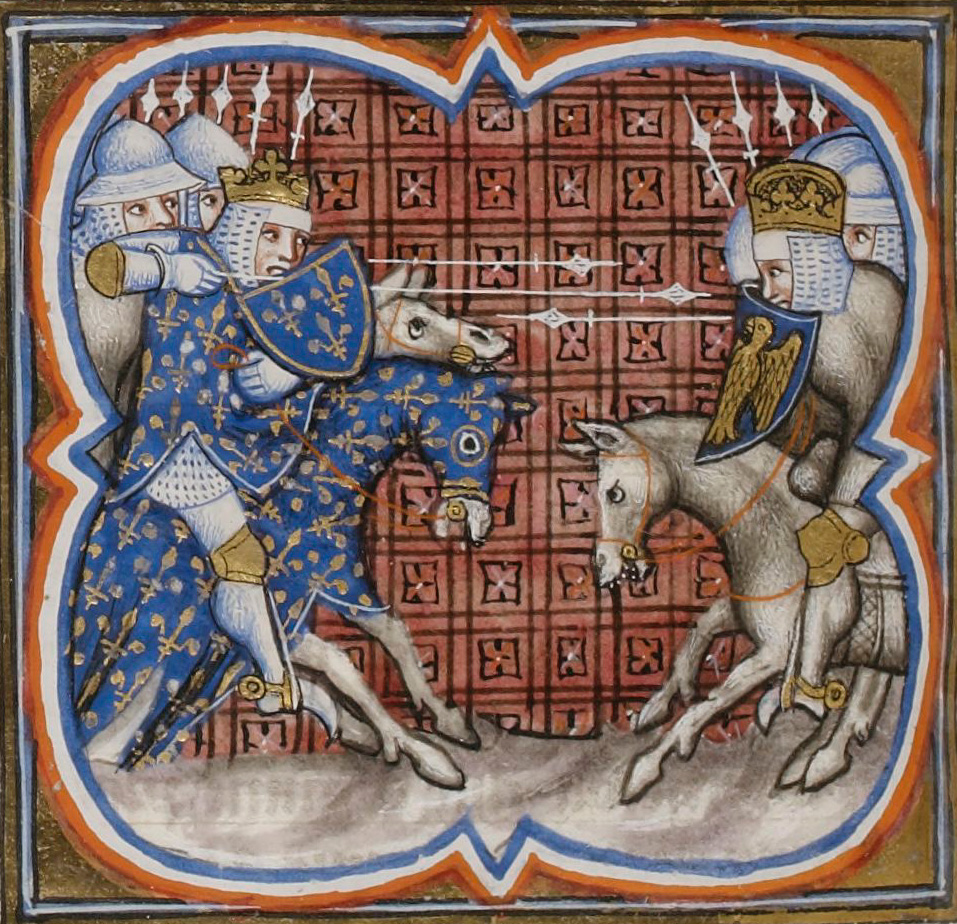
Durant la bataille de Bouvines, la Chapelle royale de Philippe Auguste soutient l'armée royale en chantant des psaumes sur le champ de bataille.

Michel de Corbeil, patriarche latin de Jérusalem et frère ou fils de Pierre de Corbeil, est le premier aumônier,. Puis, sous le règne de Philippe Auguste, il semble que ce soit Philippe de Harveng, abbé de l'Abbaye de Bonne-Espérance, qui est nommé, suivi d'Anseau, évêque de Meaux,. Cependant, il y n'a guère de certitudes au regard du personnel avant le XIIIe siècle. Les informations sont incertaines car les actes royaux et les autres documents ne sont pas particulièrement conservés à cette époque, jusqu'à ce que Louis IX établisse les « aumoires du roi » à l'étage supérieur de la Sainte-Chapelle,.
Pour la famille royale, Louis VII fonde une chapelle au Château de Fontainebleau et y nomme un chapelain. Elle aurait eu l'honneur d'être visitée par saint Thomas Becket en exil.
En 1214, la bataille de Bouvines a lieu un dimanche. Philippe Auguste assiste à la messe dominicale avant le combat. Puis la chapelle, placée derrière le roi, soutient l'armée royale, notamment par le chant de son chapelain Guillaume Le Breton, entonnant des psaumes comme le Benedictus Deus meus. Avant cette victoire, qui permet au royaume de France de gagner la guerre, Guillaume Le Breton l'a également fait chanter au siège de Château Gaillard en 1204. À la suite de cette bataille, le roi fonde une abbaye royale importante, l'abbaye Notre-Dame-de-la-Victoire-lèz-Senlis, l'une des principales résidences de Louis XI au XVe siècle.
Philippe Auguste hérite de la chapelle Saint-Nicolas et du palais du roi, ainsi que d'une tour de pierre ronde, à la pointe ouest de l'Île de la Cité à Paris. À cette époque la ville subit une sérieuse crise du logement mais ses chapelains sont assurés de résider avec la famille royale.

#### Saint Louis et la Sainte-Chapelle

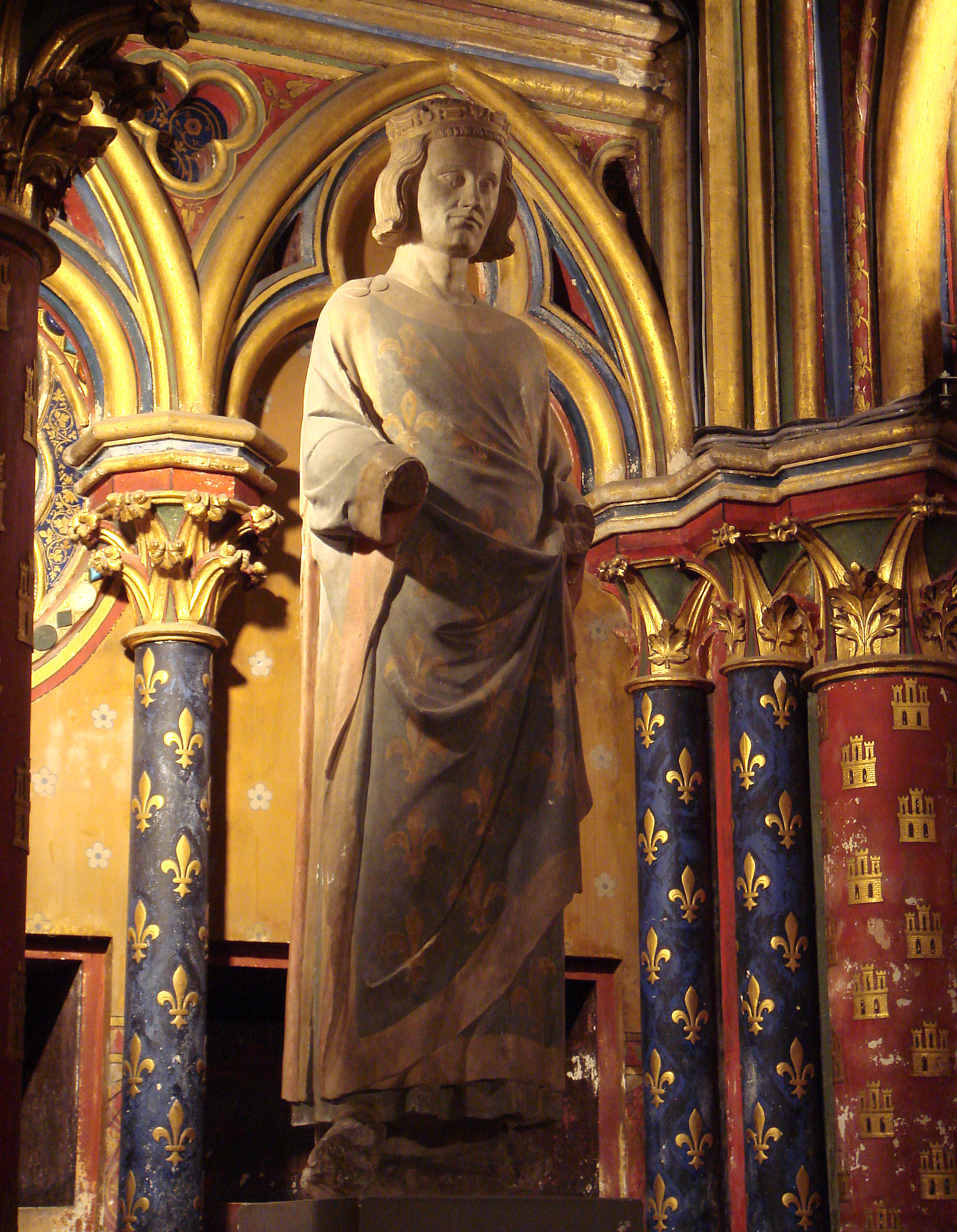
Statue de Saint Louis, dans la Sainte-Chapelle. Il en est le fondateur et elle devient l'un des établissements les plus importants de la musique religieuse du royaume de France. Marc-Antoine Charpentier y passe ses dernières années en tant que maître de musique des enfants de cette chapelle.

À l'instar de Charles V et d'Henri III, la journée de Louis IX, qu'on appellera Saint-Louis après sa canonisation, commence avec la prière lors des offices du matin. Avant le repas, il entend deux messes, l'une grande en public et l'autre dans l'oratoire. Son aumônier bénit les viandes que le roi répartit aux pauvres invités. À la suite d'un peu de repos d'après-midi, le roi célèbre les vêpres. Enfin, Saint Louis assiste aux complies. De plus, selon son épouse Marguerite de Provence, le roi sort souvent de son lit, doucement et nu-pieds, et demeure longtemps en oraison dans la chapelle. Dans la Semaine sainte, pendant la nuit du Jeudi saint au Vendredi saint, le roi récite intégralement le psautier avec un des chapelains.
Sous son règne, les ecclésiastiques de la chapelle ont une grande importance pendant les croisades, en raison des offices auxquelles le roi et l'ensemble de son armée assistent. Ils sont essentiellement des ordres de Cîteaux, de Cluny et des Prêcheurs, tels Geoffroy de Beaulieu et Guillaume de Chartres. D'après Jean Richard, la tradition de l'hymne Domine salvum fac regem commence en 1245 lors d'une réunion de moines de Cîteaux, pour la dévotion de Saint Louis préparant sa prochaine croisade. Désormais, ce dernier verset du psaume 20 (19) est exécuté lors de la célébration de la messe dans toutes les abbayes cisterciennes du royaume.
Proche des moines depuis son enfance et selon la volonté du feu roi Louis VIII, Saint Louis fonde l'abbaye de Royaumont. Mais la principale création de son règne sera la Sainte-Chapelle à Paris. C'est un établissement dédié en premier lieu aux « saintes reliques », mais elle deviendra au fil du temps l'un de deux centres de la musique sacrée du royaume de France, avec la cathédrale Notre-Dame de Paris.
L'édification de la chapelle est laborieuse en raison de son coût considérable. D'autant plus qu'il faut financer parallèlement les importantes dépenses qu'engendrent les croisades, ainsi que l'aménagement d'autres établissements religieux dans le royaume. La Sainte-Chapelle est néanmoins consacrée le 26 avril 1248. Le roi est particulièrement attentif à la réalisation de tous ces projets.
Il crée une autre Chapelle royale au château de Saint-Germain-en-Laye en 1238. Elle fonctionnera jusqu'à ce que Louis XIV déplace entièrement sa chapelle au château de Versailles, en 1673.
Saint Louis améliore également la liturgie de l'époque (mais des textes de références manquent à ce sujet). Il fait établir auprès de la Sainte-Chapelle son propre usage liturgique Usum Parisiensis Ecclesiæ, quem Capellani Capellæ ipsius Domini Regis Parisiis observant. Après la mort de sa mère Blanche de Castille en 1252, le roi ajoute l'office des morts à ceux du jour et de la Vierge et il récite lui-même désormais les trois offices. Une messe quotidienne de Requiem est également célébrée par un des chapelains, même lors des fêtes solennelles, par une approbation particulière du pape.
Le règne de Saint Louis s'illustre donc par sa très grande dévotion, proche d'une vie monacale, mais aussi par l'enseignement de Thomas d'Aquin à l'université de Paris et par le brillant théologien Robert de Sorbon qui est son chapelain et confesseur.

#### Deux messes à la Chapelle royale
Depuis le Moyen Âge, les rois de France assistent en général aux deux types de messes à la chapelle :

« Les Messes que nos Roys ont oüy de tout temps, estoient, ou publiques, ou privees ; les publiques estoient celle qu'ils oyoient en l'assemblee publique des Princes, Seigneurs, & officiers de leur Cour, ou quelquesfois ès Eglises principales de leur Royaume, quand il se vouloient monstrer à leur peuple. Les privees, celles qu'ils oyoient en particulier dans leurs Oratoires, bastis en leurs Palais, ou qu'ils faisoient dire en l'honneur des Saincts ou Sainctes, ou pour les trespassez »

— Abbé Du Peyrat, L'histoire ecclésiastique de la Cour

#### La Chapelle sous le règne de Philippe IV

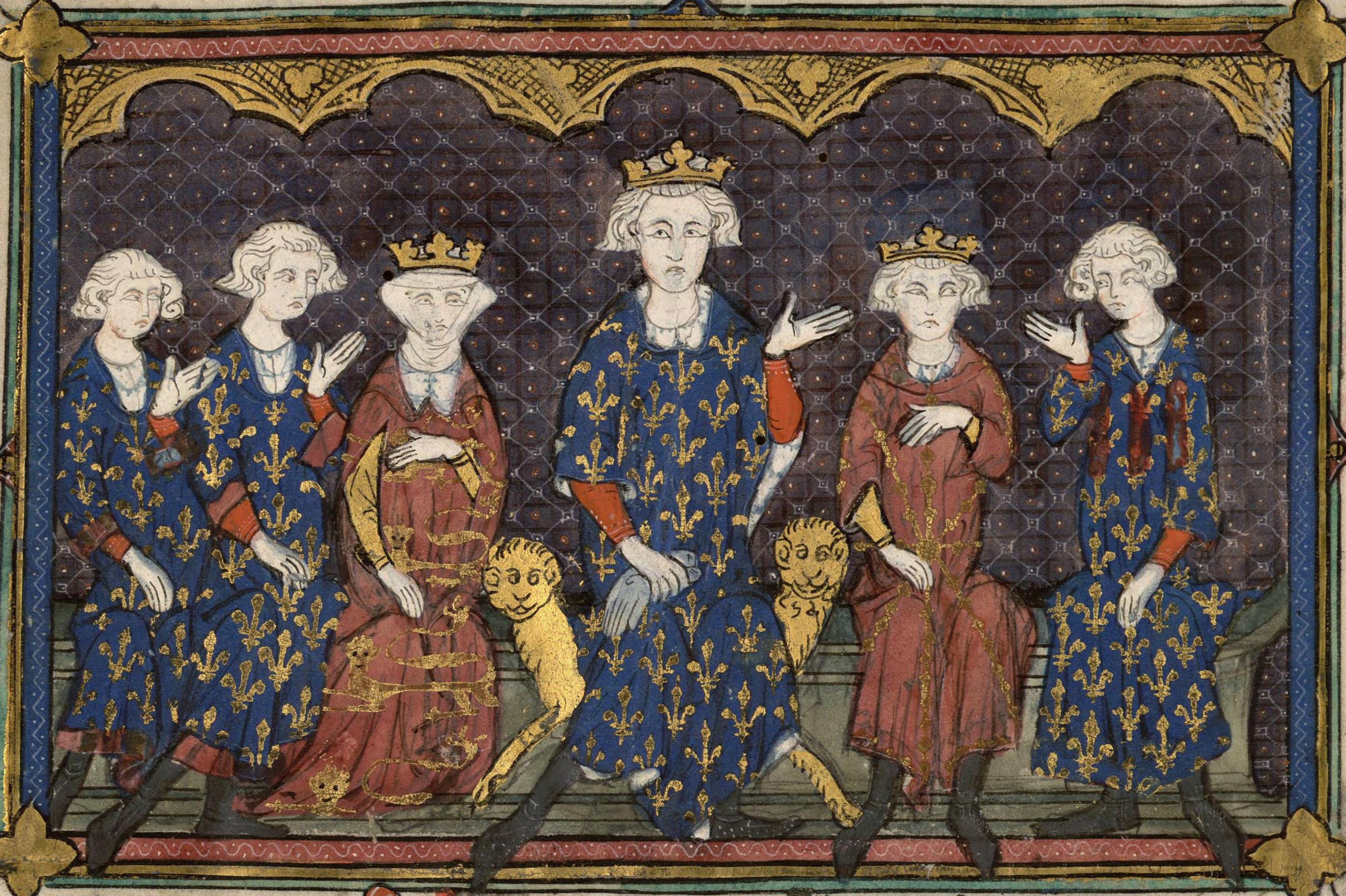
Philippe le Bel, petit-fils de Saint Louis, agrandit la chapelle du roi (Philippe le Bel et sa famille (1315)).

Le roi Philippe IV organise sa cour en une structure particulièrement hiérarchisée. C'est l'Hôtel du roi, sous l'autorité d'un grand maître de l'Hôtel. La chapelle est l'une des « Chambres » de l'Hôtel, avec celles des « Services », du roi, des deniers, et le sceau,.
Tout au long de l'histoire de la Chapelle royale, ses précepteurs de grande qualité éduqueront de nombreux rois de France. Ces derniers en conserveront un grand respect pour l'institution et seront généralement très pieux. Philippe IV est éduqué par Gilles de Rome, un fidèle disciple de Thomas d'Aquin.
En 1286, l'année suivant son sacre, la chapelle compte trois chapelains ainsi que trois clercs de chapelle. En 1288 le roi augmente le nombre du personnel de la chapelle, en nommant par exemple Nicolas de Luzarche, futur évêque d'Avranches. Sous son règne, les chapelains et les clercs de la chapelle sont des ecclésiastiques. Ils sont distincts des autres et ont plus d'importance dans la hiérarchie. Par exemple, les sommeliers de la chapelle sont mieux rémunérés que ceux de la Chambre du roi.
Par sa canonisation en 1297, Louis IX devient Saint-Louis. Philippe IV demande alors au pape français Clément V d'agréer la translation d'une partie des reliques du nouveau saint vers Paris. L'approbation obtenue, les ossements sont transportés en mai 1306 par un grand nombre d'évêques, de Saint-Denis à la Sainte-Chapelle. Le rayonnement de la chapelle du roi de France augmente alors considérablement. Après cette procession, Philippe IV crée un chapelain à la chapelle du logis du Louvre.
En 1311, l'archevêque de Rouen, Gilles Ier Aycelin de Montaignut, se qualifie de Capellanus Regis (chapelain du roi) dans une lettre officielle. Il est l'un des principaux conseillers et ambassadeurs de Philippe le Bel, ainsi que le fondateur du célèbre collège de Montaigu.
Devenu régent en 1316, le futur roi Philippe V rédige une ordonnance pour réduire le personnel de la chapelle.

#### Papes et Sainte-Chapelle

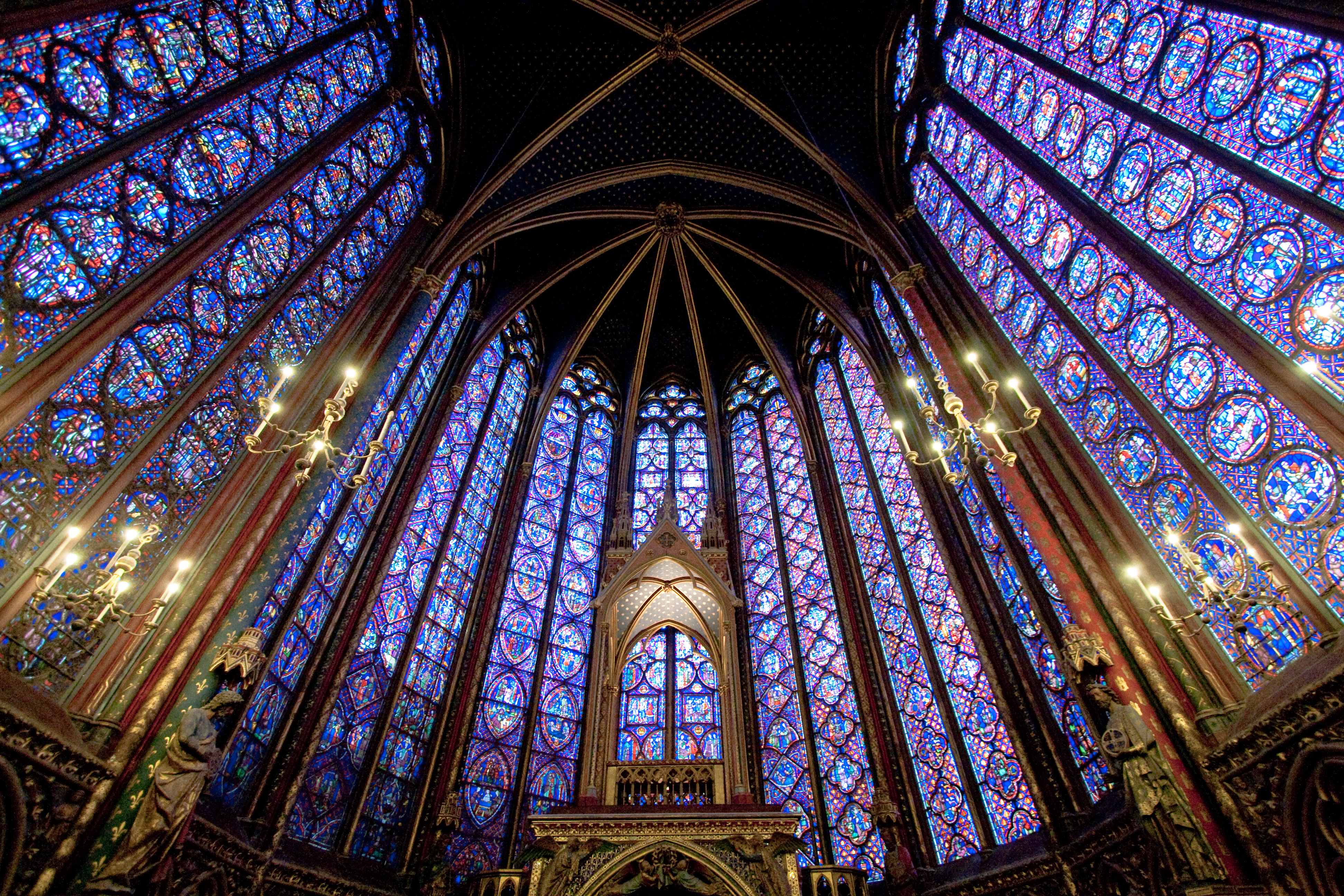
La Sainte-Chapelle à Paris.

Fondée par Louis IX, la Sainte-Chapelle est au Moyen Âge la principale chapelle royale. Les rois successifs, très souvent éduqués par elle, confirment ou augmentent régulièrement ses privilèges. Ce sera le cas jusqu'à une dernière lettre patente de Louis XIV, en 1666.
Les papes octroient aussi des privilèges à la Chapelle royale française. En 757 Étienne II interdit à tout prêtre d'y célébrer la messe sans l'autorisation de l'abbé laïc qu'est le roi de France. En 786 Hadrien Ier l'autorise à élire un évêque claustral. En 1243 Innocent IV déclare que les chapelains et clercs de la Sainte-Chapelle ne peuvent pas être excommuniés par les légats du Saint-Siège et autres évêques. Au fil du temps, la chapelle royale est de plus en plus autonome du pouvoir du Saint-Siège, pour ne plus dépendre que du roi de France.
Il y aura par la suite d'autres bulles papales (Grégoire X en 1272, Honoré IV en 1286, Benoît XI en 1303, Clément V en 1312). En 1316, Jean XXII autorise le roi Louis X à faire dire les offices à voix basse dans ses chapelles, en dépit de l'interdiction pourtant générale. Ce pape marquera la liturgie musicale romaine en interdisant la polyphonie (l'Ars nova) lors des offices, afin de défendre la tradition du chant grégorien venu de France.

### Sous le règne des Valois directs

#### Les Chapelles royales de Charles V

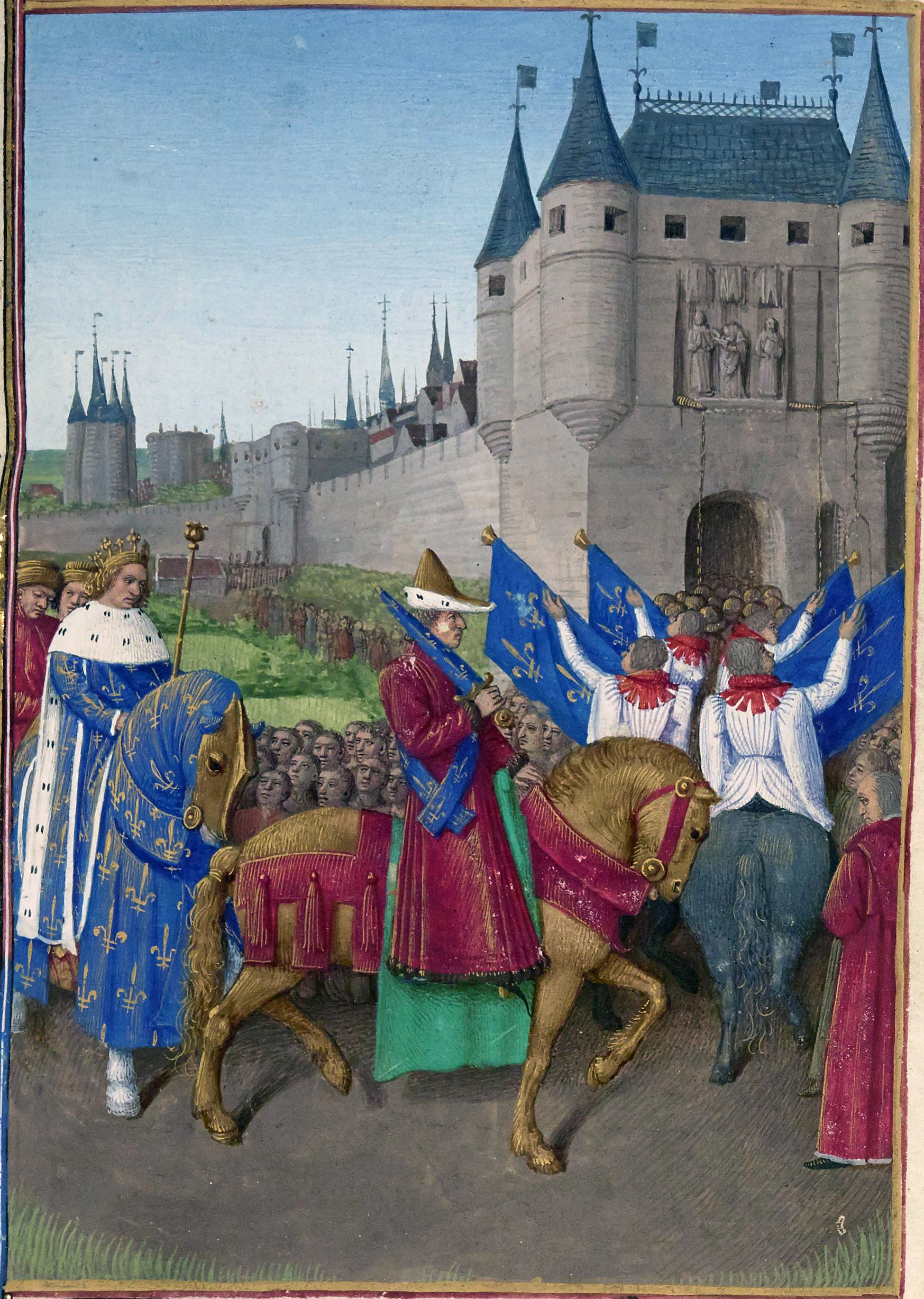
Entrée de Charles V dans la ville de Paris. Il y fonde plusieurs Chapelles royales.

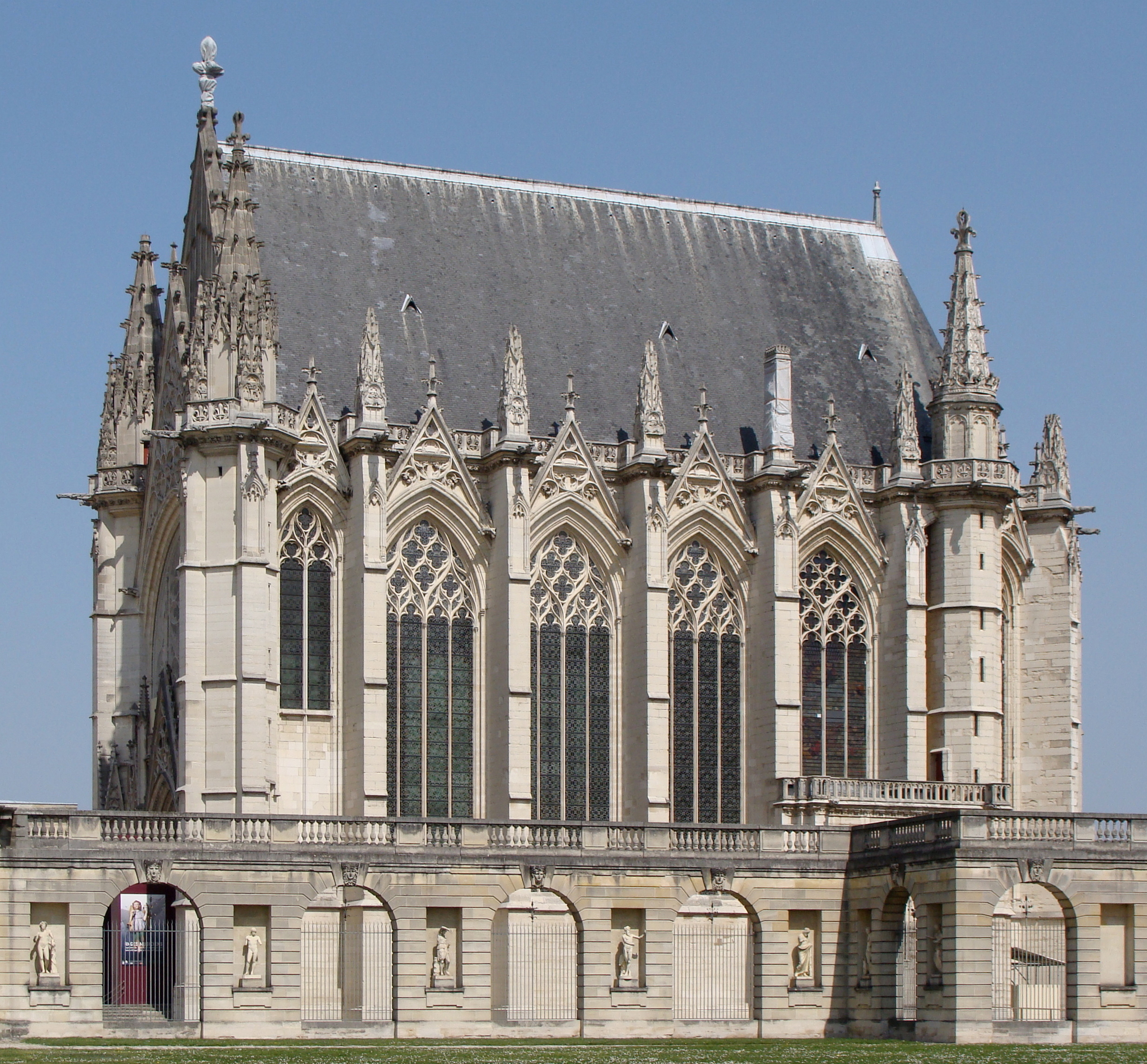
Charles V fonde également la Sainte-Chapelle de Vincennes.

Particulièrement pieux, le roi Charles V assiste quotidiennement à la grande messe de huit heures, chantée par les ecclésiastiques à la chapelle, « a chant melodieux et solennel. » Avant celle-ci, accompagné d'un chapelain, il lit son bréviaire en disant les heures matines, laudes et prime,. Après la grande messe, retiré dans son oratoire, il entend une messe basse. Parfois, la reine Jeanne de Bourbon répartit la lecture et les offices,. À quinze heures, il participe aux vêpres chantées,,. En 1377, à condition que soit continué à la cour son enseignement théologique et philosophique (et vraisemblablement musical aussi), il nomme son ancien précepteur, Nicole Oresme, évêque de Lisieux.
Charles V fonde une chapelle royale au château de Vincennes, la Sainte-Chapelle de Vincennes et y place un maître-chapelain, neuf chapelains, quatre vicaires et deux clercs. Les officiers étant issus de la Sainte-Chapelle, ils obtiennent les mêmes privilèges. Lors de la chasse, il assiste aux offices à la Sainte-Chapelle du château du Vivier, créée vraisemblablement avant son sacre.
Charles V est le premier roi qui commence à demeurer au château du Louvre. À cette fin il le fait considérablement transformer et remplace la chapelle d'origine par deux chapelles richement décorées, celle du roi et celle de la reine. Il demeure également à l'Hôtel Saint-Pol où la chapelle est aussi belle que celles du Louvre,.
Dans le domaine liturgique, il apprend de Pierre de Macheliés, chancelier du roi Pierre Ier de Chypre, venu en Avignon le 29 mars 1363 demander des secours, que l'église d'Orient célèbre la fête de la Présentation de la Vierge Marie, le 21 novembre, par une liturgie musicale spécifique. Charles V ordonne alors que la fête soit également célébrée dans toutes les chapelles royales.
Guillaume de Machaut, poète et compositeur, est depuis 1323 un serviteur du futur empereur Charles IV. En 1346 il entre au service du dauphin Charles, son neveu. On a longtemps considéré que la Messe de Notre Dame de Machaut, l'une des premières messes polyphoniques, avait été chantée pour le sacre du Charles V en 1364,. Ce fait est maintenant contesté. En effet, non seulement Guillaume de Machaut lui-même ne fait aucune mention d'une messe qu'il aurait composé pour l'occasion lorsqu'il relate l'évènement dans La Prise d'Alexandrie, mais traditionnellement, lors du sacre des rois de France, ce sont des chants grégoriens qui sont chantés (comme en 1722, lors du sacre de Louis XV). Quoi qu'il en soit, la chapelle du roi et de la reine accueille dorénavant un certain nombre des compositeurs les plus réputés de la musique occidentale.
À la mort du roi, l'inventaire de la chapelle relèvera un grand nombre de livres d'église notés pour le chant grégorien. L'abbé Archon conclut : « on peut juger par-là, que par tout où il alloit, il y faisoit célebrer Office Divin avec toute la décence nécessaire. »

#### Pendant la guerre de Cent ans

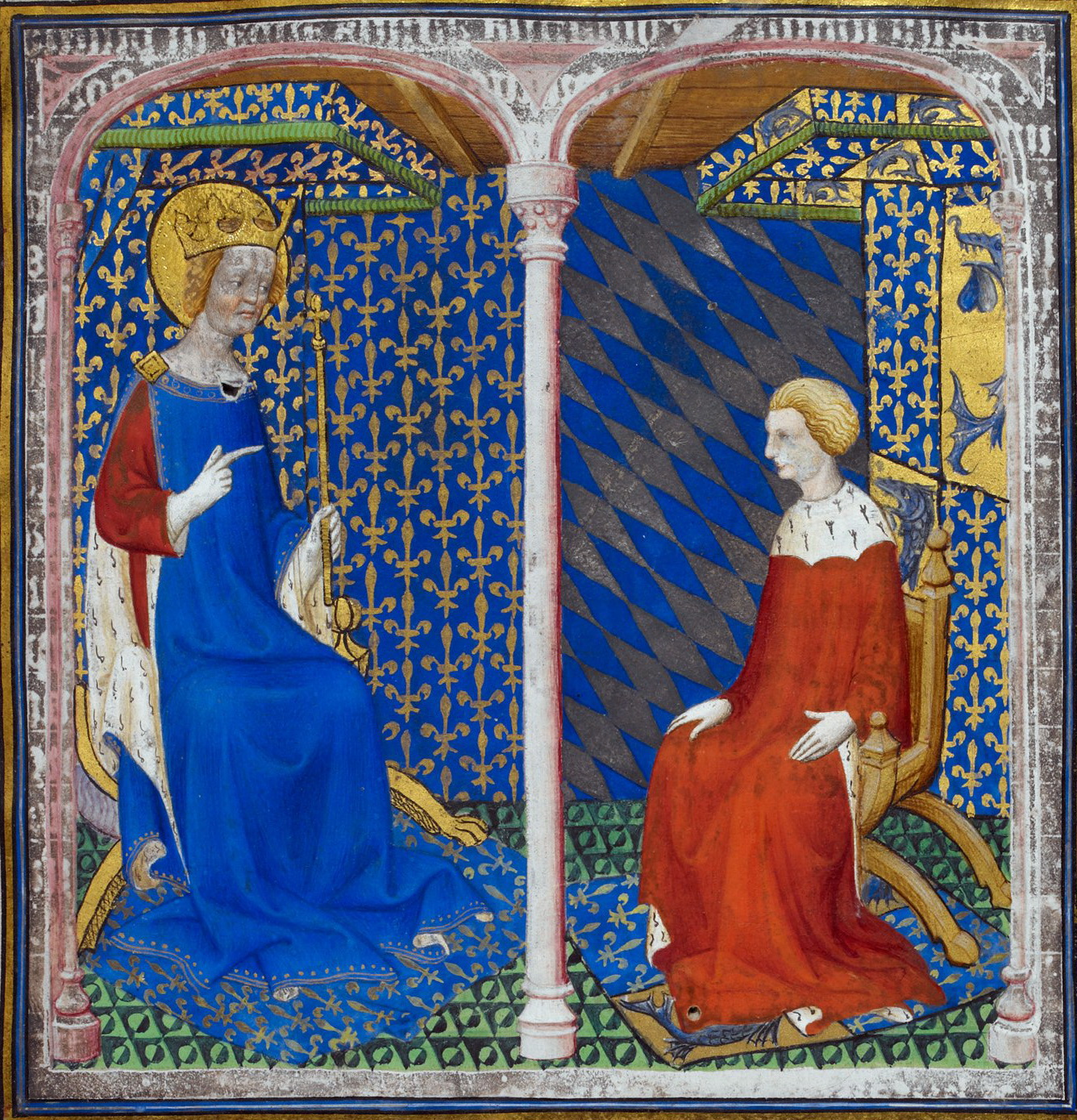
Si le duc de Guyenne (à droite) avait succédé à la couronne, l'histoire de la Chapelle royale aurait été florissante plus tôt.

Malgré les menaces planant sur la capitale durant la guerre de Cent ans, la Chapelle continue de fonctionner.
Grâce à l'aumônier et au chancelier Jean Courtecuisse, les chantres de la chapelle peuvent célébrer au collège de Navarre la fête du saint Guillaume, patron de la Nation de France, en présence du roi Charles VI. Le chapelain de ce dernier est Jean Guiot, procureur de la nation et chanoine de la Cathédrale Saint-Étienne de Sens et de la Collégiale Saint-Martin de Champeaux,. Cela suggère que la Chapelle de ce roi a un lien fort avec l'université de Paris.
Le dauphin Louis de Guyenne aime jouer très longuement de l'orgue et possède sa propre chapelle. Elle est servie par un aumônier, un sous-aumônier, un premier chapelain, six chapelains, trois clercs de chapelle, un maître des enfants de chapelle, quatre enfants de musique et deux valets d'aumônes. Il meurt en 1415.
Lorsque les Anglais (y compris 32 chapelains) entrent dans la capitale en 1419, la chapelle doit se déplacer. Établie à Poitiers, elle célèbre tous les jours deux messes avec le nouveau roi Charles VII. Ses personnels ne sont pas ceux du feu roi mais les mêmes que ceux qui officiaient lorsqu'il était dauphin.
Pendant cette période difficile, la Chapelle du roi et de la reine de France reste protégée par les papes. Ainsi, en mai 1352, le pape Clément VI octroie à la chapelle ses privilèges par bulle,.

#### Célébration de la fête de l'Immaculée Conception à la Chapelle royale
Si le dogme de l'Immaculée Conception n'est adopté qu'en 1854, la tradition est assez ancienne. En France, sa célébration à la Chapelle royale remonte à la fin du XIVe siècle. Deux aumôniers du roi Charles VI, Pierre d'Ailly et Michel de Creney, lui conseillent cette célébration, après avoir théologiquement battu un docteur aragonais Jean de Montson. Ce dernier enseignait que la sainte Vierge Marie est née avec le péché originel et est condamnée depuis 1387. Selon cette recommandation, la chapelle commence, vraisemblablement en décembre 1389, à la célébrer.

#### Maître Johannes Ockeghem
Parmi les maîtres du roi au Moyen Âge, Johannes Ockeghem exerce pendant le règne de trois rois, Charles VII, Louis XI et Charles VIII.
En tant que chantre de la chapelle du duc de Bourbon, il s'installe à Moulins. Ensuite, invité à la cour de France, il devient compositeur et chapelain de la chapelle de Charles VII, puis maître chapelain. Demeurant à Tours, il reste au service de Louis XI pendant tout le règne de celui-ci, à la chapelle du château de Tours, puis à celle de Plessis-lez-Tours. Sacré en 1461, le roi lui octroie en 1465 le titre de « maistre de la chapelle de chant du Roy. » Il est le plus grand compositeur au XVe siècle. On présume que l'un de ses chefs-d'œuvre, Requiem, est composé pour les funérailles de Charles VII ou de Louis XI. C'est l'un des Requiem polyphoniques les plus anciens.
Selon les études récentes, en 1486, sous le règne de Charles VIII, la chapelle compte douze chantres dont le maître est Johannes Ockeghem. Mais il est probable que ce nombre se soit stabilisé durant la fonction de ce compositeur,.

### Sous le règne des Valois-Orléans et des Valois-Angoulême

#### Louis XII et la Chapelle royale
Josquin des Prés, également l'un des compositeurs les plus réputés de l'époque, aurait été maître sous le règne de Louis XII, car il est possible que son motet De profundis clamavi ait été écrit lors des obsèques de ce roi, en 1515. Mais on n'a pas encore trouvé de texte le confirmant. On sait cependant qu'en 1501 le compositeur se joint à Louis XII au château de Blois.
À la suite de la mort de la reine Anne de Bretagne en 1514, la Chapelle se trouve provisoirement agrandie.
Elle recueille la plupart des anciens chantres de la reine et, l'année suivante, lors des obsèques de Louis XII, la Chapelle du roi se compose de vingt-cinq musiciens dont huit chantres de feue la reine ainsi que, pour la première fois, un organiste, Pierre Mouton.
Ce roi est toujours lié à une légende, qui expliquait l'origine du motet de l'élévation. Il est probable que sa vraie origine était une réforme du chant liturgique auprès du rite ambrosien à la Renaissance :

#### Établissement de la Musique du roi ou Grande-Chapelle par FrançoisIer

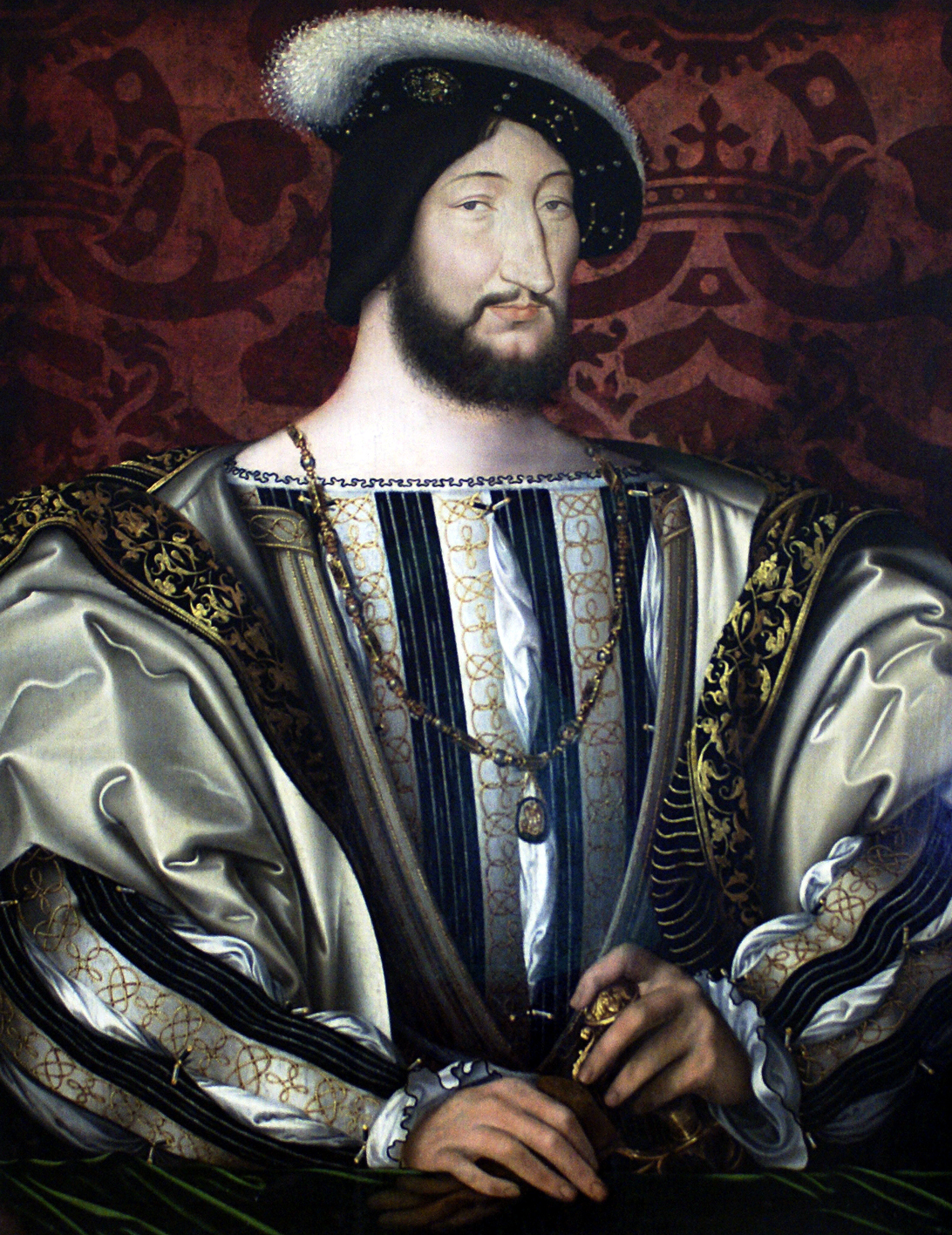
À partir du règne de François Ier, le rôle de la Chapelle du roi s’accroît considérablement.

Au XVIe siècle, François Ier crée plusieurs nouvelles charges dont la « Musique du roi ». Elle sera réorganisée par Henri IV dans les premières années de son règne.
François Ier, grand amateur et vraisemblablement aussi compositeur de musique, réforme vers 1520 la Chapelle du roi qui devient « Chapelle de musique ». Le roi crée en 1526 une autre chapelle, la « Chapelle de plain-chant », pour les offices quotidiens, la première étant réservée aux célébrations ecclésiastiques. Parfois, les deux corps se réunissent lors des cérémonies solennelles, en tant que « Grande-Chapelle ».
Elles sont placées sous la direction d'un maître de chapelle, ecclésiastique de haut rang, mais sans fonction musicale,. Il est responsable de la liturgie, des cérémonies et de l'ensemble de personnels, afin d'assurer l'exécution musicale.
En 1526, selon le traité de Madrid, le dauphin François et Henri doivent se constituer otages à Madrid pour que le roi soit libéré. Un confesseur, un aumônier, deux chapelains, un clerc de la chapelle les accompagnent pour leurs offices, jusqu'à ce que les fils aînés de François Ier regagnent le royaume de France.
Vers 1537, le roi nomme Pierre Duchâtel aumônier, après la mort de son prédécesseur Guillaume Petit, dominicain et grand théologien. Avec ce nouvel aumônier très influencé par l'esprit d'Érasme, la chapelle entre dans la Renaissance.
Il crée les fonctions de premier aumônier et de maître de l'Oratoire, sous les ordres du grand aumônier de France, vraisemblablement en 1523.
En 1543, le souverain nomme pour la première fois un maître de chapelle, le cardinal François de Tournon,. Il est issu d'une famille très réputée et est un homme de grande qualité, notamment en raison de son talent de diplomate et de sa connaissance profonde dans les domaines de la théologie, de la philosophie, et de l'histoire.
La renommée de la chapelle de François Ier s'amplifie encore. En 1543, le roi nomme le cardinal Antoine Sanguin de Meudon grand aumônier de France, à la suite de la mort du cardinal Jean Le Veneur, grand soutien du roi. L'année suivante, le maître de l'Oratoire Jacques d'Annebault est fait cardinal par le pape Paul III. La chapelle est alors dirigée par ces trois cardinaux, jusqu'à la mort de François Ier.
À la mort du roi en 1547, la Chapelle de musique compte vingt-trois musiciens : six hautes-contre (des enfants de chœur), six tailles, cinq basse-contres, trois chapelains de hautes messes, le compositeur Pierre Sandrin et deux sous-maîtres, Claudin de Sermisy et Louis-Hérault de Servissas.
Claudin de Sermisy est le plus important compositeur de la chapelle de François Ier. Il était déjà sous-maître en 1532. Il écrit de nombreuses pièces profanes et ses principales œuvres sacrées sont d'une grande qualité, comme ses douze messes.

#### Nouveaux officiers sous le règne d'Henri II

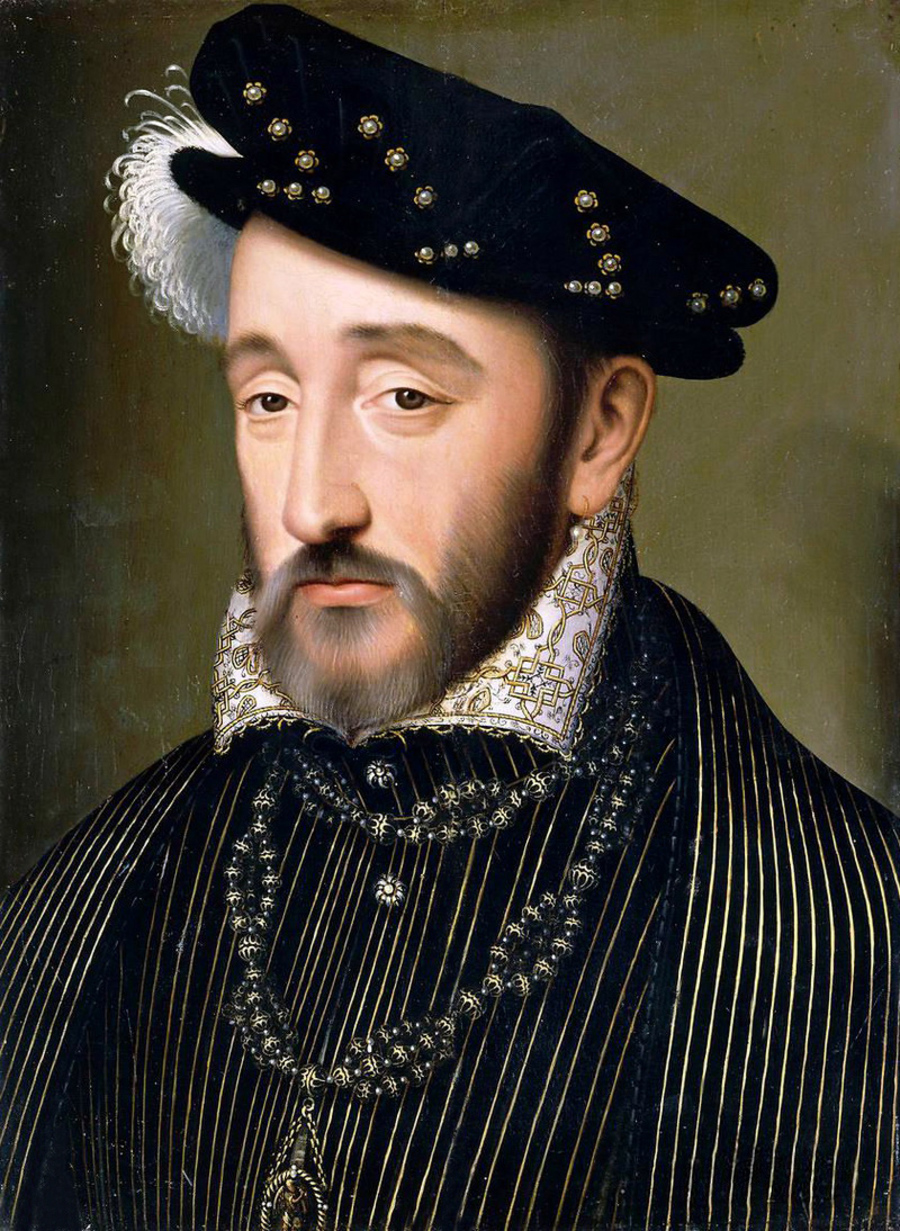
Henri II établit des privilèges pour les officiels de la chapelle en 1554.

En 1547 le cardinal de Tournon conserve sa fonction de maître de la chapelle, le jour des obsèques du roi François Ier, car avec deux autres cardinaux, il reçoit « huit aunes & demie de fine écarlate à 12 livres l'aune » et « aux Clercs des Chapelle, six aunes & dimie à 4 livres l'aune ». Néanmoins, le nouveau roi Henri II supprime les trois fonctions de grand aumônier de France, de maître de l'Oratoire et de maître de la Chapelle du roi. En conséquence, à la Chapelle, il ne reste des principaux officiers que le premier aumônier Jean Gagnée. Ces suppressions sont certainement une manœuvre politique, même si l'épouse du roi, Catherine de Médicis, a elle-même déjà un nombre considérable d'aumôniers et de chapelains, tel le futur cardinal Bernardo Salviati, la richesse de la maison de Médicis faisant qu'ils sont vraisemblablement plus nombreux que ceux de la reine Éléonore de Habsbourg.
Il est possible que l'un des sous-maîtres, Louis-Hérault de Servissas, ait dû démissionner de sa charge, car il quitte la chapelle cette année-là,.
Le roi rétablit les trois fonctions dans la même année. Il nomme l'évêque de Cahors, Paul de Caretto (ou Carretto), maître de la chapelle. Ce dernier est issu d'une des plus anciennes et illustres familles d'Italie[réf. à confirmer]. Comme son père, il invite à sa cour nombre d'Italiens de renom. Désormais la Chapelle du roi comprendra toujours des ecclésiastiques issus de grandes familles. En 1553, Paul de Caretto meurt. Jean de La Rochefoucauld est nommé en remplacement. À sa mort, son neveu François de La Rochefoucauld lui succède en 1584. Cette maison illustre était particulièrement éminente à la cour du roi François Ier, car François Ier de La Rochefoucauld, grand-père de Jean, était le parrain du roi et l'avait nommé.
Si le roi Henri II expédie en faveur de la chapelle des lettres patentes concernant les offrandes réservées aux chapelains et chantres, il ne reste guère d'écrits concernant le domaine musical sous son règne. Sans y être indifférent, la musique ne passionne vraisemblablement pas le fils de François Ier. En revanche, il établit par édit en 1554 les privilèges de la chapelle dans la lettre patente d'Henri IV, le 9 mars 1606.
Par ailleurs, en dépit des problèmes de succession de l'autorité, Claudin de Sermisy gardera sa fonction. Les deux nouveaux sous-maîtres seront Guillaume Belin et Hilaire Rousseau.

#### Charles IX, grand amateur de musique religieuse

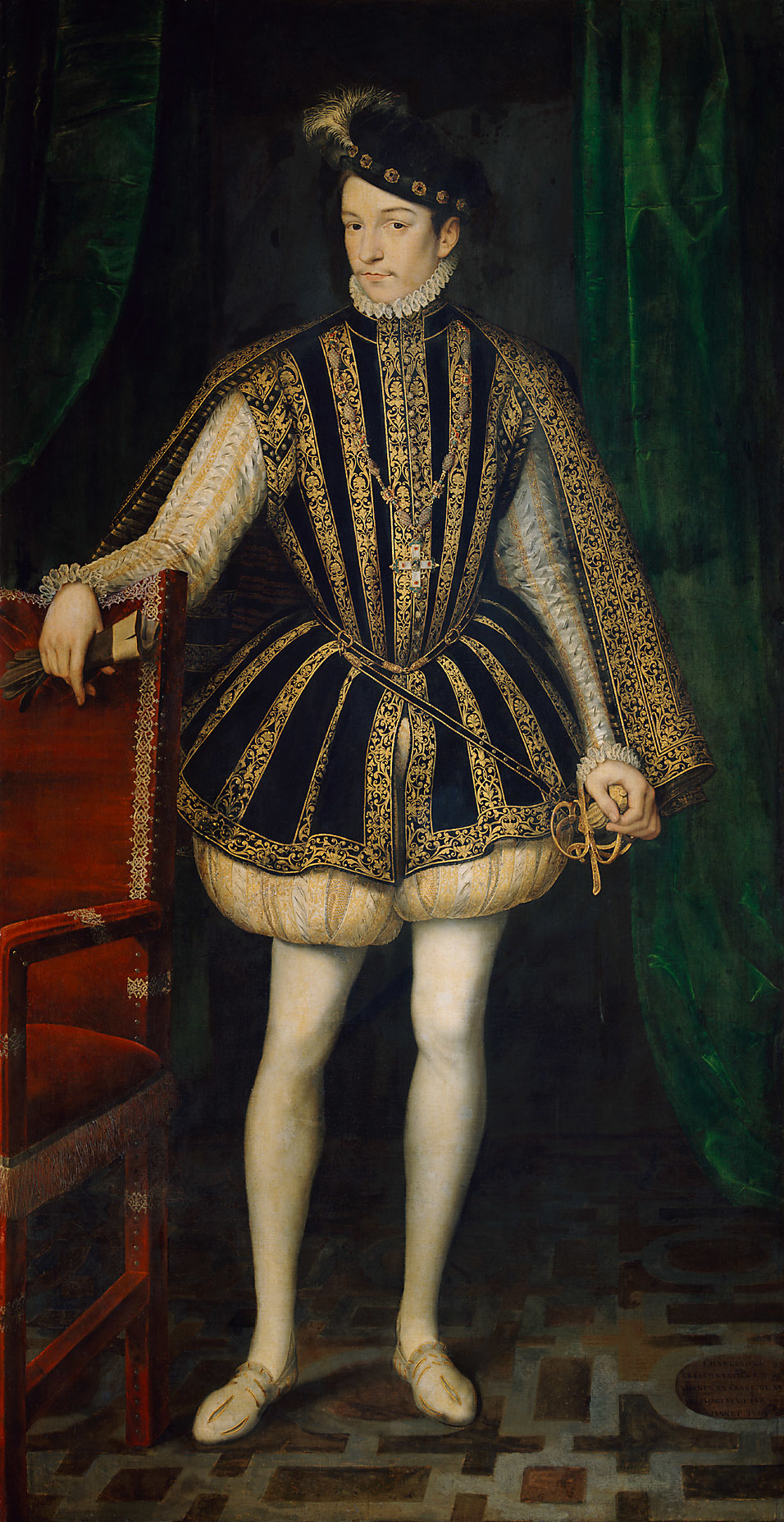
Dans la vie quotidienne de Charles IX, la Chapelle du Roi tient une place importante. Par conséquent, le personnel de celle-ci est bien protégé.

Éduqué par le précepteur Jacques Amyot, Charles IX assiste à la messe très souvent en chantant avec les chantres et en tant que taille. Il soutient fortement la Chapelle pendant son règne. Le roi crée vers 1565, pour la « Chapelle de plain-chant », une autre fonction de maître ecclésiastique, lequel a les mêmes droits et la même autorité sur les chantres, tout comme celui de la « Chapelle de musique ». Nommé grand aumônier de France, l'évêque Amyot, qui avait participé au concile de Trente, aide excellemment le roi et ses chapelles.
En 1561, il prend une ordonnance afin d'améliorer les ressources des chantres par les privilèges de grandes églises et cathédrales dans le royaume. Sous le règne de son père Henri II, même Guillaume Gallicet, le chantre, chanoine et surintendant de cette chapelle, ne recevait que 140 livres de gages. De même, il confirme en janvier 1567 l'édit « par lequel il est accordé aux chantres, chapelains, clercs, officiers & enfans des chapelles de musique & de plein-chant, chantres de la chambre, chapelains & clercs de l'oratoire du Roi, prendre fruits & revenus, ensemble les distributions quotidiennes & manuelles des dignitez & benefices, desquels seront pourvûs pendant tems qu'ils seront au service de sa Majesté, & à la charge du nombre y specifié. » Cet édit avait été expédié en avril 1554, par Henri II,. En septembre 1472, encore une fois, il expédie sa propre lettre patente qui sera confirmée par Henri III en 1584 et Henri IV en 1594. Cependant, leurs privilèges ne seront pas nécessairement respectés, même cent ans plus tard :

« Entre sous-mâitres, chapelains, chantres, enfans des chapelles, oratoire, chambre de sa Majesté, beneficiers, & officiers de la sainte Chapelle de Paris, & autres emploïez dans les Estas de sa Majesté, demandeurs en requête inserée en arrêt du Conseil, du 19. Juin 1668. d'une part, & le doïen, chanoines & Chapitre de l'église roïale & collegiale de saint Quentin, en Vermandois, défendeur d'autre. »

— Arrêt du Conseil de l'État, du 22. Novembre 1678. qui regle le tems pendant lequel les Chanoines qui sont officiels de la chapelle & oratoire du Roi
Dès le règne de François Ier, un musicien ecclésiastique, Antoine Subiet, dit Cardot, gagne une immense réputation à la Chapelle. Charles IX nomme cet avignonnais évêque de Montpellier vers 1572,. Lorsqu'il quitte la chapelle, le roi, grand amateur de musique, recrute un autre grand personnage. Il organise la venue de Roland de Lassus depuis la Bavière. Mais Charles IX meurt en 1574, avant que le compositeur n'arrive à Paris.
Bien que réservée à la famille royale, la « Musique du roi » chante le 24 février 1586 aux obsèques solennelles de Pierre de Ronsard, vieil ami de Charles IX (l'écrivain avait été son aumônier), tenues à la chapelle du collège de Boncourt de Paris.

#### Henri III et la liturgie romaine

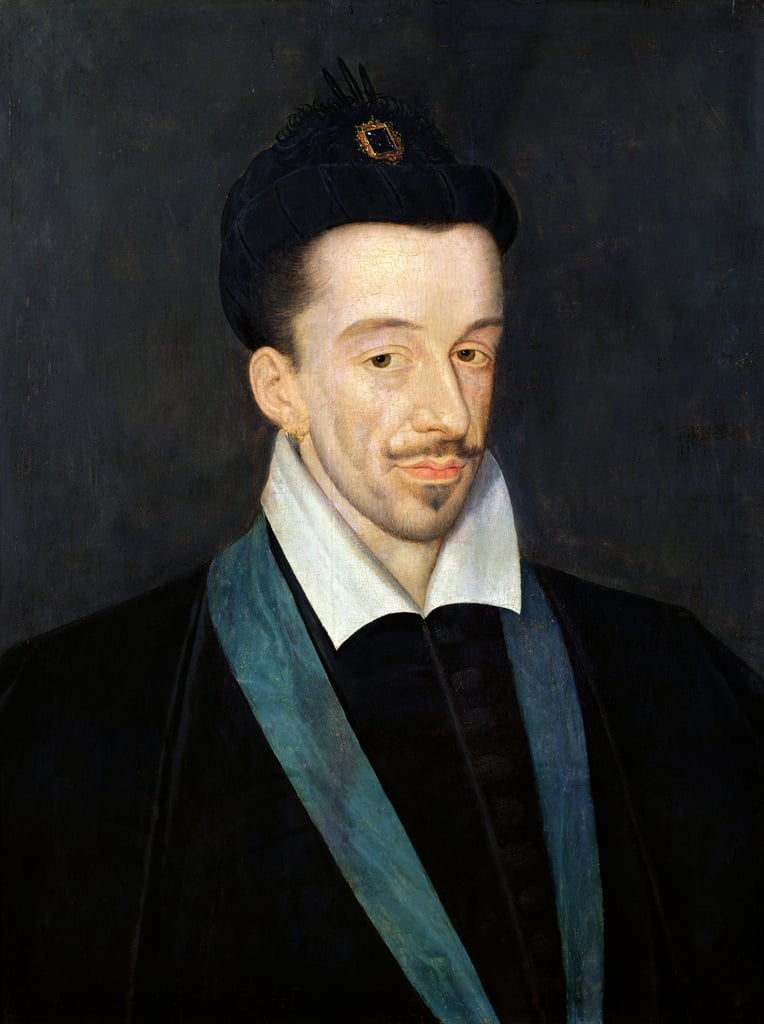
Afin de lutter contre le protestantisme, le roi Henri III transforme la Chapelle du Roi en véritable oratoire de la liturgie romaine.

Quand la « Chapelle de plain-chant » devient celle de la reine en 1585, toutes les fonctions sont à nouveau attribuées à la « Chapelle de musique » par Henri III.
À cette époque-là, le royaume de France subit les guerres de religion. Sous le règne de ce souverain, la Chapelle célèbre ses offices quotidiennement, comme les abbayes, en respectant la liturgie des heures selon les bréviaire et missel romain. La célébration commence à six heures du matin, en présence du roi, hormis lorsqu'il est en campagne. De plus, durant le déjeuner officiel du roi, le dimanche, elle doit chanter pendant tout le repas.
Il est probable que la Chapelle royale célébrait auparavant l'Officium Gallicanum au lieu du rite romain. C'est donc Henri III qui établit l'usage de la liturgie romaine, vraisemblablement vers 1583.
La liturgie est déjà assurée en quartiers :

« Sa Majesté voulant cognoistre doresnavant tous ceux desquels Elle doit estre servie par chascun quartier, ordonne que dans le troisieme jour du premier mois de chascun desdits quartiers, sans faute aucune, lui soient présentés par ledit Grand-Aumosnier, Maistre de l'Oratoire, & Maistre de la Chapelle, chascun pour ce qui entreront esdits quartiers, & lesquels, s'ils ne se trouvent audit jour, ne recevront rien de leurdit quartier, qui sera donné à ceux qui auront servi en leur lieu, suivant le mémoire qui en sera baillé, signé de la main de Sa Majesté, en vertu duquel ceux qui serviront seront payés dudit quartier, & non autrement. »

Cependant, le roi expédie en 1587 un nouveau et long règlement précisant le fonctionnement de la Chapelle :

« que tous ceux de la Chapelle de Sa Majesté, tant de la Musique d'icelle, que Prestres, Chapelains & Clercs de Chapelle, servirons désormais, à commencer de ce premier jour de janvier 1587, par semestre en ladite Chapelle : à sçavoir, six basses-contres, six tailles, cinq hautes-contres, deux dessus muez, cinq Chapelains, quatre Clercs de Chapelle, & un Precepteur en Grammaire, qui font vingt-neuf par chacun semestre. Et pour l'Oratoire, quatre Chapelains, & quatre Clercs de Chapelle, qui sont huit par chacun semestre, & ordinaire six enfans pour servir en ladicte Chapelle. »

La dernière ligne est écrite de la propre main du roi : « C'est l'ordre que j'ai ordonné estre suyvie, à commencer le susdit jour de janvier, en ma Chapelle. »
L'ordonnance confirme à nouveau l'usage de la liturgie romaine, sans exception. Ensuite, tout comme pour les abbayes, le début des offices quotidiens est avancé à cinq heures du matin « tous les jours de chacune année », en tant que matines. Pour les offices de Noël et des trois derniers jours de la Semaine sainte, ils commencent à quatre heures voire plus tôt. La messe est célébrée à neuf heures et les vêpres à seize heures sauf le temps du Carême. Bien entendu, les laudes, prime, tierce et sexte doivent être respectées, à moins que le roi ne doive les modifier.
Si la chapelle respecte parfaitement les bréviaire et missel romain, le psaume Exaudiat te Dominus est toujours chanté à la fin de la messe, pour la prospérité du roi et de deux reines, ainsi que la tranquillité de son État, notamment afin de « donner lignée au Roy à l'honneur de Dieu. » Il est remarquable que, selon le goût du roi, les chants en faux-bourdon soient fréquemment exécutés, avant que cette manière ne devienne habituelle au XVIIe siècle.
Parfois la Chapelle effectue des processions jusqu'à la cathédrale Notre-Dame de Chartres, ou à la basilique Notre-Dame de Cléry-Saint-André, en suivant le roi qui prie Notre Dame afin d'obtenir la naissance d'un héritier masculin. La Chapelle sous le règne d'Henri III est considérée comme la Chapelle du Roi la plus liturgique de son histoire. On l'appelait l'« étiquette de la Cour ».
La Chapelle rencontre de grosses difficultés lorsque son maître, François de La Rochefoucauld, quitte la capitale pour soutenir la Ligue dans son diocèse de Clermont. Même le grand aumônier de France, Jacques Amyot, qui a toujours été fidèle aux rois Charles IX et Henri III, s'allie aux habitants d'Auxerre,. Mais, grâce au premier aumônier, Nicolas Fumée, et au maître de l'Oratoire, le cardinal Pierre de Gondi, elle est rétablie vers la fin de l'année 1590. Le nouveau maître de la chapelle, Philippe du Bec, est nommé en 1591.

#### Chapelle de plain-chant

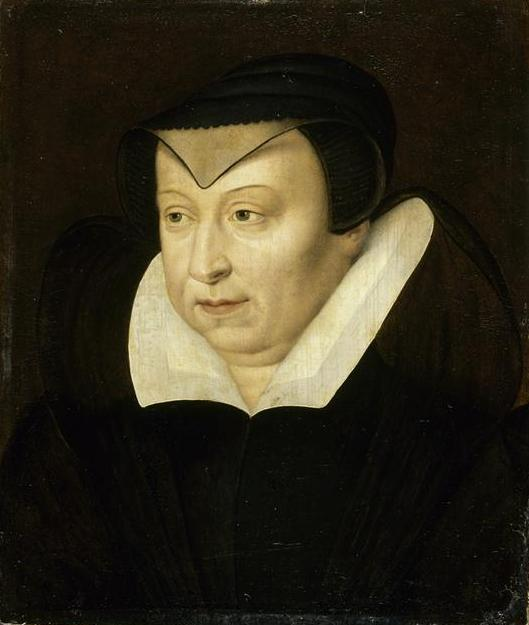
La reine Catherine de Médicis est la dernière patronne et protectrice de la Chapelle de plain-chant.

Fondée en 1526 par le roi François Ier, la « Chapelle de plain-chant » assure pendant environ soixante ans la messe quotidienne.
La chapelle se compose de :
- un maître de chapelle ;
- douze chantres ou chapelains ;
- un clerc de chapelle ;
- un muletier pour porter les coffres.

Chantres et chapelains doivent connaître parfaitement la psalmodie, les notations du chant et la liturgie des heures.
En 1585, cette chapelle est attribuée à la reine Catherine de Médicis car son fils, le roi Henri III, doit réduire drastiquement ses dépenses. Après la mort de la reine en 1589, la Chapelle de plain-chant est supprimée. Pendant sa régence, Marie de Médicis tente de la rétablir mais n'y parvient pas.

« Princesse, bonne Chretienne & fort dévotieuse, faisant souvent ses Pâques, & assistant tous les jours au Service divin, à ses Vêpres & à ses Messes, qu'elle rendoit fort agréables, autant que dévotes par les bons Chantres de sa Chapelle, qu'elle avoit été curieuse de recouvrer des plus exquis,. »

— Abbé Brantôme
À sa fondation, un seul maître ecclésiastique dirige les deux chapelles. C'est Charles IX qui crée la fonction de « maître de la Chapelle de plain-chant » vers 1565. Cela signifie l'agrandissement de la « Musique du roi ». Il nomme à la fonction Félix Vermond, doyen de Valence. Il est probable que Jean-Baptiste Bencivenni, abbé de Bellebranche, soit aussi nommé par le même roi. Il est italien, ancien aumônier et bibliothécaire de Catherine de Médicis.
Les noms de ses trois derniers maîtres sont connus. En 1574 Nicolas Fumée succède à l'abbé de Bellebranche. Environ quatre ans plus tard, Nicolas Brulart de Sillery sera le dernier maître nommé. Les maîtres de la Chapelle de plain-chant auront été moins prestigieux dans la hiérarchie que les maîtres de la Chapelle de musique, même si le dernier deviendra Garde des sceaux de France puis chancelier de France.

### Sous le règne des Bourbon

#### Sous le règne d'Henri IV
À partir du règne d'Henri IV, la Chapelle comprend officiellement trois corps : la Chapelle, la Chambre et l'Écurie. Cette dernière, issue des troupes musicales militaires, est originellement constituée de trompettes, de tambourins et de fifres. D'abord réservée à l'exécution en plein air, elle est ensuite utilisée pour accompagner les bals. La Chambre se compose d'un groupe vocal et de quelques joueurs d'instruments tels que la harpe et le luth, afin de jouer de la musique dans la Chambre qu'est la salle de réception,. Les musiciens sont placés directement sous les ordres du sous-maître. Lors des célébrations en grande pompe, ces trois corps se réunissent.
En mars 1594 le roi confirme les privilèges de la chapelle octroyés par Charles IX. Puis le 9 mars 1606 il les augmente grandement par lettre patente.
Eustache du Caurroy est un sous-maître important d'Henri IV. Le compositeur écrit notamment un Requiem, dit « Requiem des rois de France », exécuté lors de ses obsèques,. Cette œuvre deviendra la musique officielle des funérailles royales jusqu'en 1789,.

#### Obsèques du roi Louis XIII, les 19 mai et 22 juin 1643

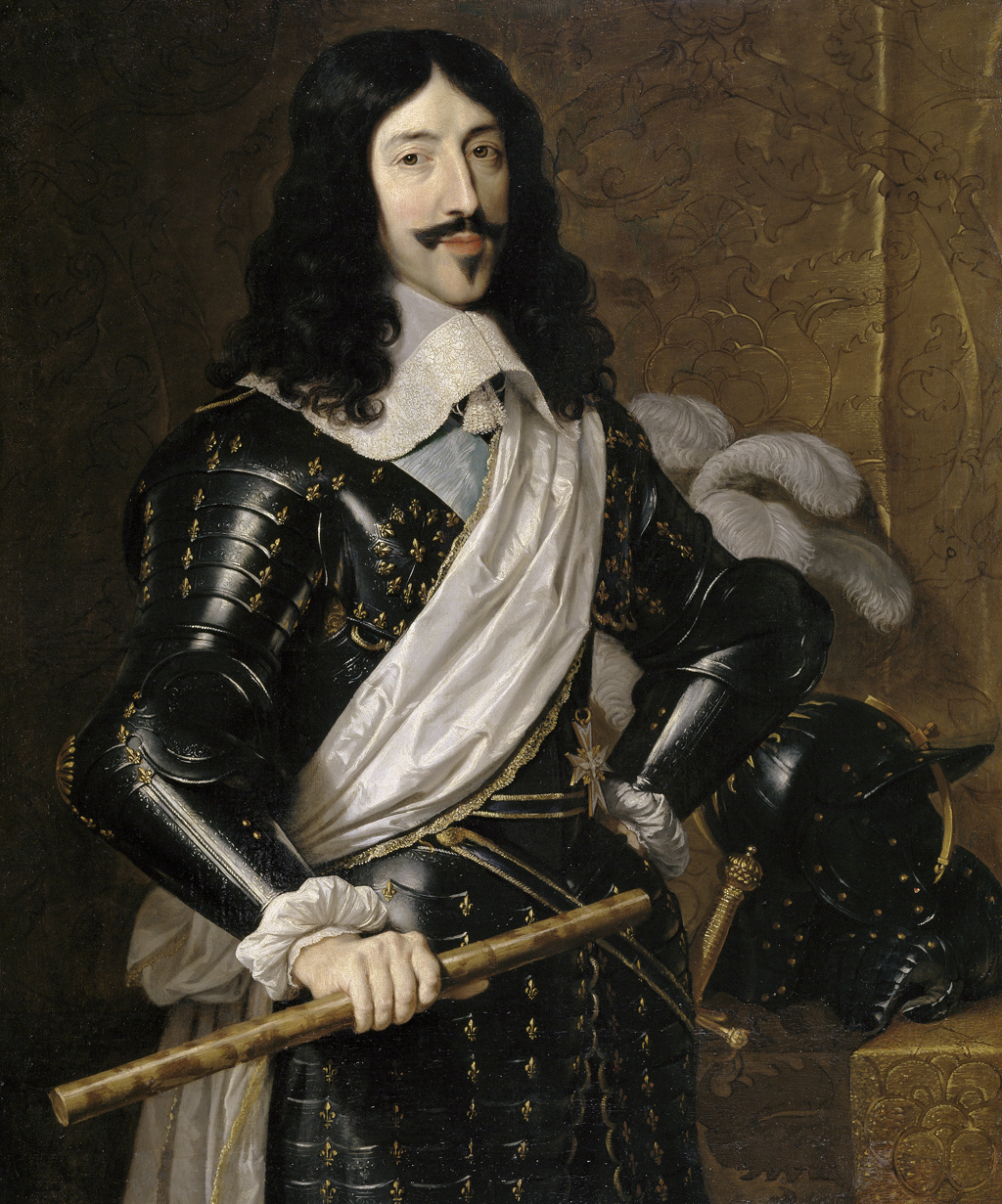
Le roi Louis XIII, grand amateur de la musique sacrée catholique.

Sous le règne de Louis XIII, la Chapelle connaît peu de changements. Le roi aime profondément la musique que la Chapelle royale chante aux grandes messes auxquelles il assiste avec assiduité. Il lui arrive même parfois de se mêler aux musiciens. Sous son règne, comme sous celui d'Henri IV, la Chapelle compte cinquante-et-une personnes : un maître ecclésiastique, huit chapelains ainsi que quatre clercs de chapelle, deux sous-maîtres, deux joueurs de cornets, six enfants de chœur ainsi que ses deux précepteurs de grammaire, deux dessus mués, huit hautes-contre, huit tailles et huit basses-contre.
Lors de ses noces avec Anne d'Autriche en 1615, la Chapelle se déplace à Bordeaux pour la célébration : « la Messe finit par le Cantique d'Allegresse chanté par la Musique du Roy. » En tant que maître de Chapelle, Christophe de Lestang, évêque de Carcassonne, est l'un de principaux personnages qui dirigent la cérémonie.
Si la Chapelle royale reste dans la tradition, de nouvelles musiques commencent à charmer le roi. Il s'agit notamment des motets composés par des oratoriens, surnommés « Pères au beau chant », auprès de l'ordre fondé à Paris en 1611. Louis XIII en fera exécuter par la chapelle.
Aux funérailles de Louis XIII, la Chapelle chante à la basilique de Saint-Denis la musique de la messe d'Eustache du Caurroy :

« Quatre Aumosniers en Rochet, portoient les quatre coins du Poësle, l'Evêque de Meaux Premier Aumosnier revêtu de ses habits Pontificaux, ayant à ses côtez les Evêques de Dardanie & de Saint Brieu leva le corps, après que la Musique de la Chapelle eût chanté les Vêpres des Morts ; avant que le Chariot sur lequel étoit le corps partit, la Musique de la Chapelle chanta encore un Deprofondis & un Libera. ......... le jour du grand service ayant été marqué pour le vingt-deuxième de Juin, la Musique du Roy fut avertie de s'y trouver, les sceance prises la Messe commença ; ......... les anciens & nouveaux Religieux de l'Abbaye étoient en Aubes près de l'Autel avec le Clergé de la Chapelle & Oratoire du Roy ; la Musique du Roy chanta la Messe. ......... La Messe étant finie il y eut une aumosne generalle distribuée par les Aumosniers du Roy à plus de dix mille pauvres, à qui outre l'argent on donnoit des bas, des robbes & des souliers. M de Bernage Doyen des Aumosniers dina à la table du Grand Maître, y benit la viande & dit graces pour le Grand Aumosnier : les graces dites, la Musique de la Chapelle du Roy chanta, Laudate Dominus omnes gentes. »

#### Sous le règne de Louis XIV

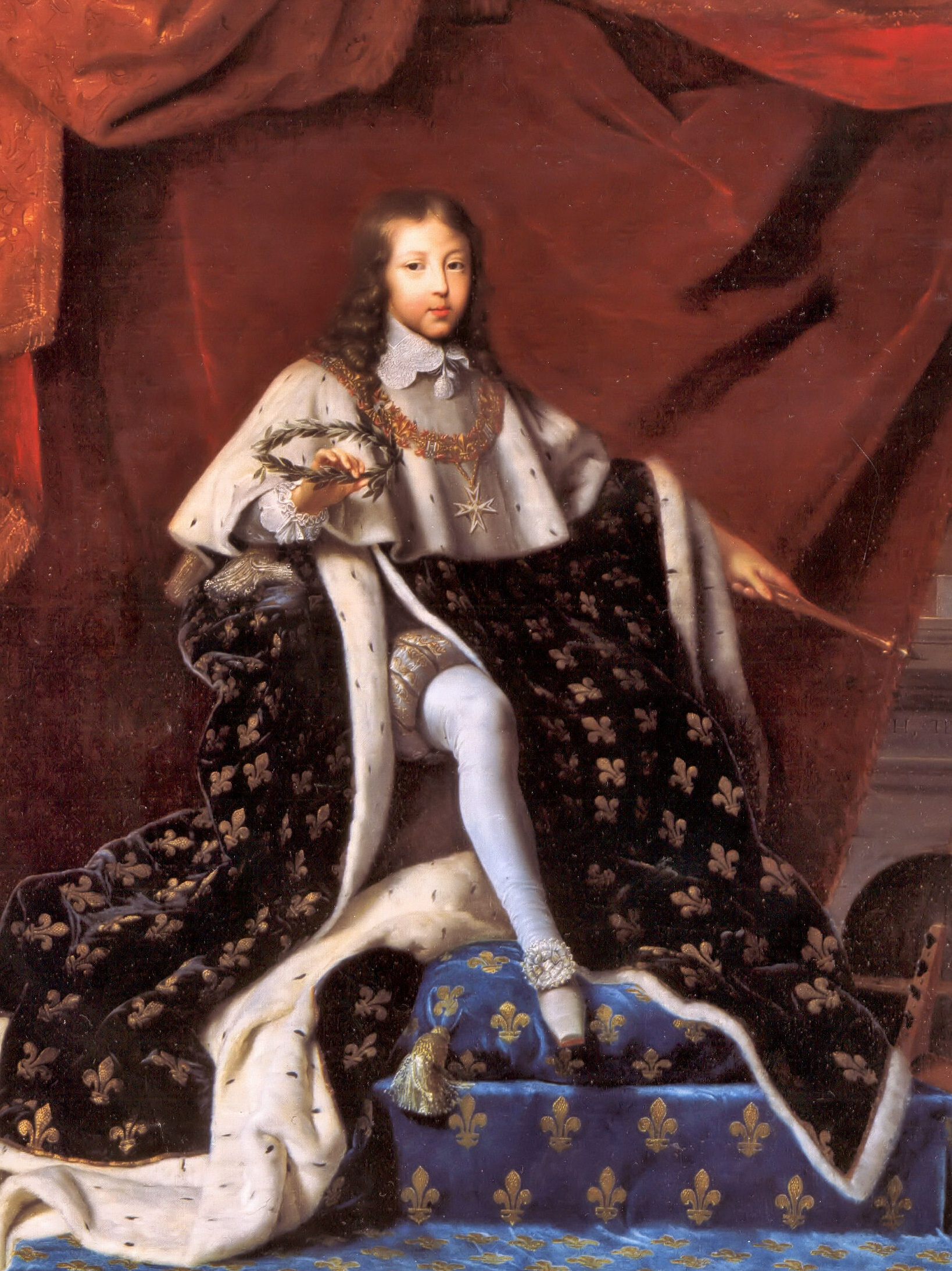
Dans le domaine de la musique, le Roi Soleil provoque une immense centralisation des meilleurs musiciens de son temps. Tous veulent obtenir une fonction à la cour, en particulier dans la Chapelle royale. Par exemple, pour élire quatre sous-maîtres en 1683, trente-cinq candidats se présentent.

Jusqu'au règne de Louis XIV, la Chapelle royale partage sa fonction liturgique avec la cathédrale Notre-Dame de Paris et la Sainte-Chapelle,. Le règne du Roi Soleil va bouleverser cet équilibre, le Château de Versailles devenant au fil du temps un aimant irrésistible attirant tous les talents. En comprenant que la musique peut contribuer à renforcer le prestige des princes, il décide d'assumer à lui seul la responsabilité du pouvoir dans tous les domaines y compris la musique sacrée. Il assiste toujours à la messe quotidienne ainsi que le faisaient Louis XI et Henri III, messe enrichie par trois motets en latin.

##### Le sous-maître et son devoir
Le jeune roi adopte un système de quartiers et lance un concours à Versailles en 1683. Quatre sous-maîtres de la chapelle se répartiront dorénavant leurs tâches, trois mois par an, selon les quartiers de janvier, d'avril, de juillet et d'octobre. Jean-Baptiste Lully le lui conseille pour assurer une plus grande variété de la musique.
Le sous-maître doit enseigner la musique à une dizaine de garçons appelés « les pages de la Chapelle », membres du chœur à part entière où ils chantent la partie aiguë (la partie de soprano car, selon la tradition française, il n'y a pas de femme ou de castrat dans la Chapelle). Des sous-maîtres d'étude donnent un enseignement général à ces enfants. Le sous-maître est chargé des répétitions du plain-chant liturgique pour la grande messe chantée le dimanche et lors des fêtes religieuses. Il compose aussi de la musique, traditionnellement monodique, mais surtout polyphonique, qui est chantée pendant les messes basses et les offices royaux. Il faut donc que les compositeurs soient capables d'écrire ses grands motets.
À cette époque, deux types de messes existent dans la Chapelle royale de Versailles.
- La grande messe ecclésiastique[b 3], tenue tous les dimanches dont le dimanche des Rameaux, aux principales fêtes de l'année, à savoir Pâques, Pentecôte, Toussaint et Noël, ainsi que le Jour de l'an, la Chandeleur, les Jeudi saint et Vendredi saint. Elle est de plain-chant, donc principalement composée de chant grégorien[130]. Elle est exécutée par la « Chapelle-musique » depuis le règne de François Ier, c'est-à-dire un corps de musique et des officiers de la Chapelle des grandes messes parmi lesquels huit chapelains prêtres et musiciens.
- La messe basse est une messe quotidienne (Louis XIV n'hésitait pas à assister à cette messe), comprenant un grand motet de quinze minutes, un petit motet pour l'élévation ainsi qu'un motet Domine salvum fac regem à la fin de la communion[a 7],[127]. Elle était exécutée par la « Chapelle de plain-chant » mais, depuis 1585, également par la « Chapelle-musique »[x 31].

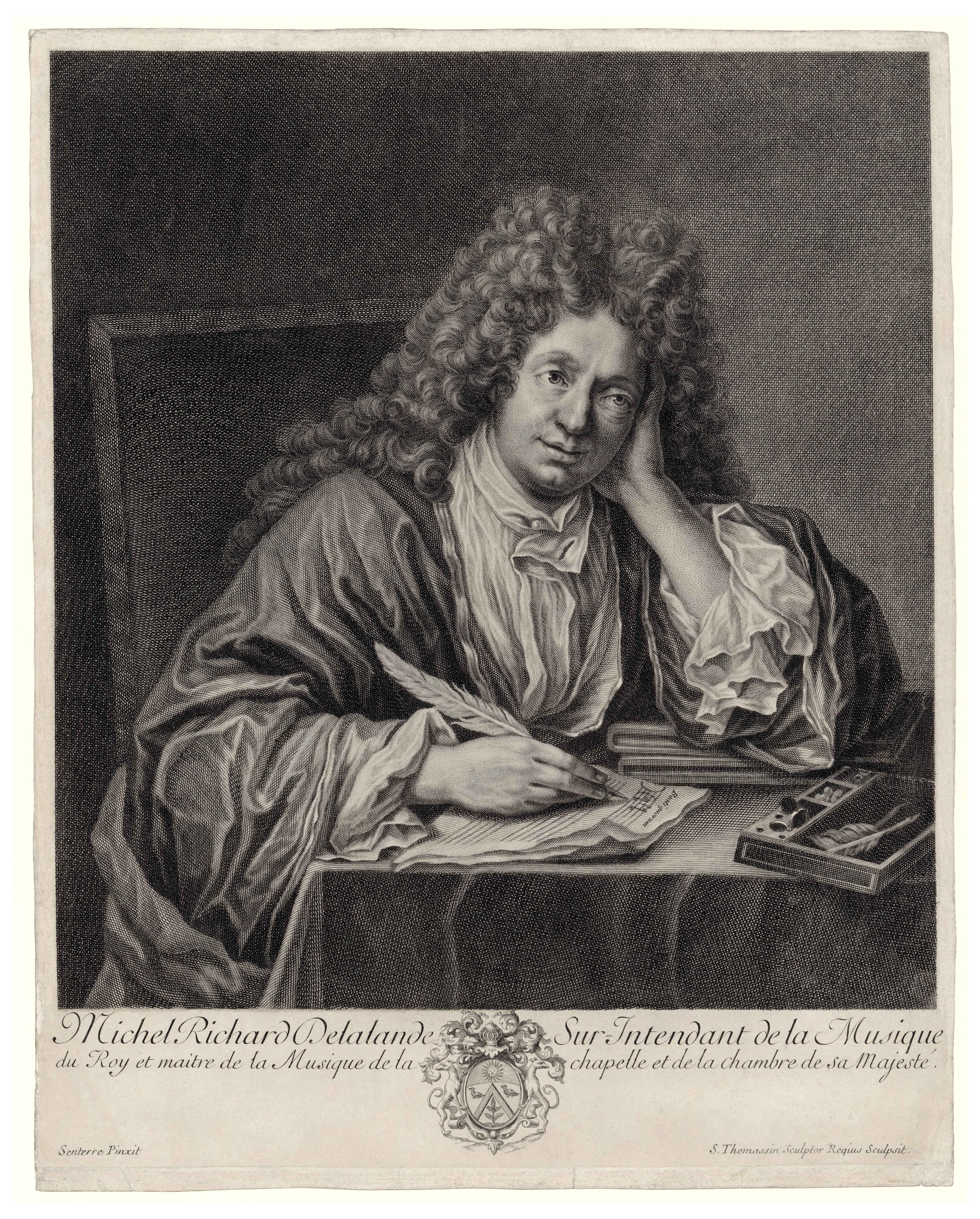
Michel-Richard de Lalande, sous-maître le plus renommé de la Chapelle royale de Versailles, sous le règne de Louis XIV.

Cependant le système de quartiers ne fonctionne pas correctement. Ainsi, les trois sous-maîtres nommés en 1683 n'assument pas leur fonction, au contraire de Michel-Richard de Lalande. Sur la probable initiative du roi, il cumule toutes les positions importantes, sauf celle de l'organiste. Le 6 janvier 1700, il obtient tous les quartiers du compositeur de la musique de la Chambre. À partir du 17 juillet 1709, il n'assure le rôle qu'un semestre sur deux. Enfin, le 1er juillet 1715, il obtient tous les quartiers du sous-maître de la Chapelle royale.
Ce système de quartiers est à l'origine d'une nouvelle tradition. Pendant son quartier d'octobre à décembre, De Lalande veut enrichir la liturgie de cette saison et organise une célébration de la fête de sainte Cécile, la patronne de la musique et des musiciens, le 22 novembre 1687. Elle est tenue à l'église Notre-Dame de Versailles depuis les premières jusqu'aux secondes vêpres. La musique jouée récolte de « grands applaudissemens » selon le Mercure galant et Louis XIV décide de reconduire la célébration chaque année. La tradition sera conservée jusqu'à nos jours par exemple auprès de la Schola Sainte Cécile à Paris.

##### Instrumentiste
La Chapelle royale connaît plusieurs bouleversements à la demande du roi.
La Chapelle sous le règne de Louis XIII ne comptait que deux joueurs de cornets. Il est probable que Louis XIV ordonne à Henry Du Mont et à Pierre Robert d'utiliser des violons. En citant la contradiction du concile de Trente, l'un de ces deux sous-maîtres, vraisemblablement Pierre Robert, aurait tenté de persuader le roi de renoncer à cette idée. Mais Louis XIV préfère écouter l'avis de Jean-Baptiste Lully, qui connaissait les goûts du monarque, lequel compose douze grands motets en symphonie (à cette époque, ce terme signifiait « ensemble instrumental »), notamment son Te Deum, bien qu'il n'ait aucune obligation à la Chapelle.
Préparé en secret, le motet Te Deum LWV 55 est exécuté par Lully et ses musiciens en 1677, pour le baptême de son fils aîné Louis, dont le roi est parrain. Son impact fut considérable. L'exécution des motets Te Deum sera par la suite réservée au surintendant et non au sous-maître de la Chapelle.
En conséquence, les instrumentistes dits « symphonistes de la Musique de la Chapelle », payés sur la cassette de Louis XIV, sont officiellement engagés. Il y a quatre dessus de violons, deux flûtes d'Allemagne (flûtes traversières), trois parties d'accompagnement (haute-contre, taille et quinte), trois basses de violon, une basse de cromorne, un basson et un théorbe ou « de la grosse basse de violon ».
L'ajout d'autant d'instrumentistes dans la musique liturgique restera cependant une exception versaillaise. En 1750, l'abbé Léonard Poisson écrivit : « De grandes Églises comme celle de Lyon & celle de Sens n'en admettent point d'autres [que la voix à l'unisson]. Et ce n'est que très-récemment que l'Église de Sens a admis l'Instrument appelé Serpent […] Le cardinal Bona, dit qu'il n'y a point d'orgue dans la Chapelle du Pape. L'Église de Lyon n'en a point non plus, ni aucun autre Instrument. »

##### Castrat et voix de femmes
Concernant la voix de dessus (la voix de soprano), la Chapelle va évoluer sur deux points sous le règne de Louis XIV.
D'une part des castrats sont engagés car le roi en apprécie le chant. En 1697, la chapelle en compte neuf dont cinq italiens. En 1679, le roi avait chargé Paolo Lorenzani de recruter en Italie « cinq belles voix », à savoir des castrats, avant qu'il ne commence sa fonction en tant que surintendant de la musique de chambre de la reine, le 1er janvier 1680. Le recrutement dut se faire en Italie car l'utilisation de castrats n'était pas admise en France, en dépit de l'autorisation des recrutements de ceux-ci par le pape Sixte V en 1589.
D'autre part, le roi y invite des chanteuses laïques et professionnelles, et non moniales. Ainsi, le Mercure galant rapporte que sur ordre de Louis XIV, une des deux filles du sous-maître Michel-Richard de Lalande, vraisemblablement Jeanne, chante à la chapelle en septembre 1702, lors de la fête de la Nativité de la Vierge. Elle n'a alors que 15 ans. Ce compositeur écrit ensuite des œuvres liturgiques destinées à ses filles et à son épouse, Renée-Anne Rebel, chanteuse depuis son enfance. Cette dernière est la sœur aînée de Jean-Féry Rebel et donc la tante de François Rebel, futur responsable de l'Académie Royale de Musique, du Concert Spirituel et de l'Académie royale de musique (l'Opéra de Paris).

##### Organiste
La charge d'organiste de la Chapelle royale, initialement dévolue à un seul musicien, est divisée par quartiers en 1693, à la suite de l'arrivée de François Couperin. Ce dernier occupe cette fonction pendant le quartier de janvier, jusqu'en 1730. Jean-Baptiste Buterne est chargé du quartier d'avril, Guillaume-Gabriel Nivers de celui de juillet et Nicolas Lebègue de celui d'octobre.

##### Siège de la Chapelle royale

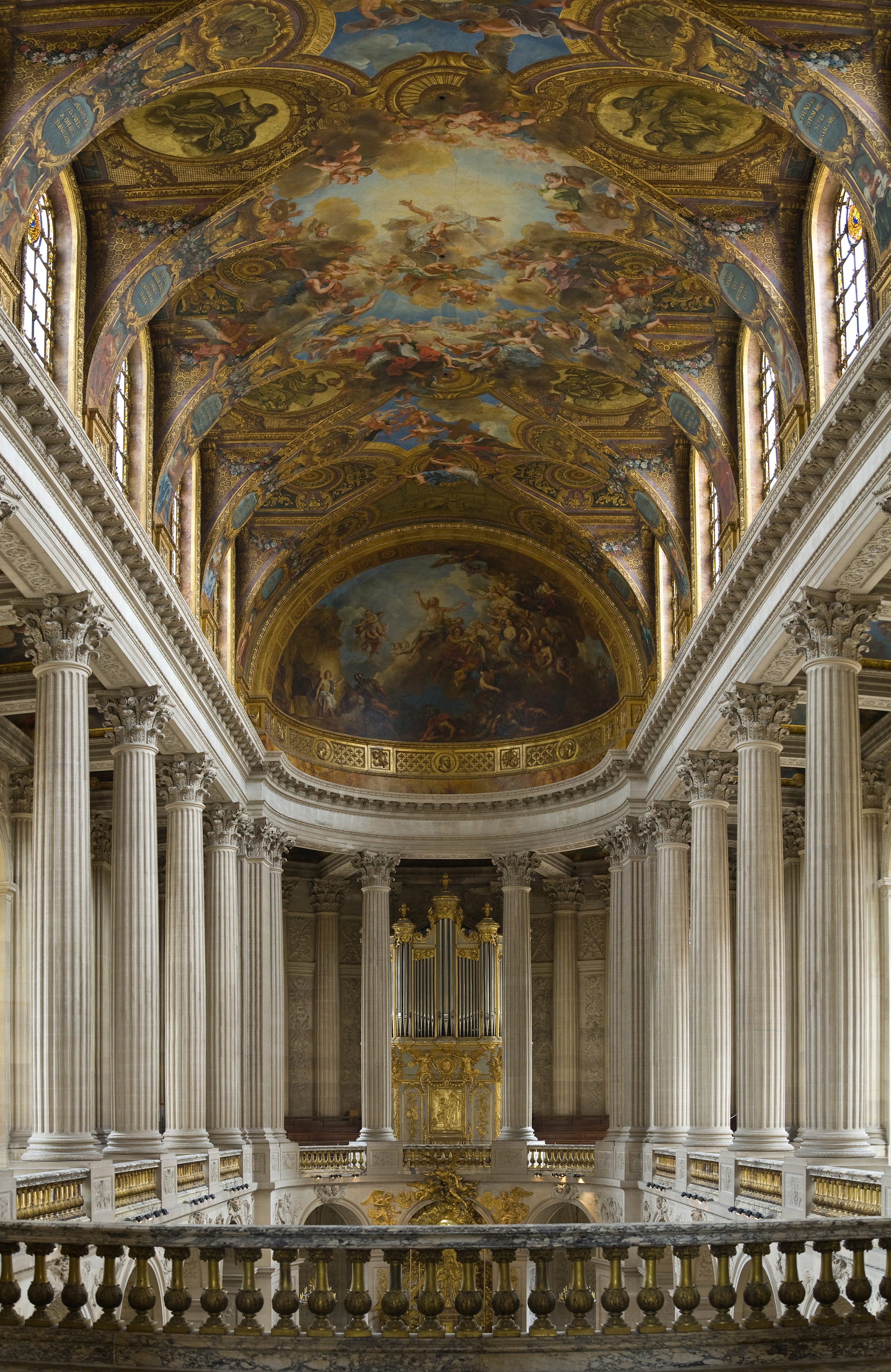
Chapelle royale actuelle du Château de Versailles, inaugurée en 1710 sous le règne de Louis XIV.

La Chapelle royale reste au château de Saint-Germain-en-Laye au début du règne du Roi Soleil. Puis elle s'installe à Versailles pendant les travaux du nouveau château entre 1673 et 1682, dans la salle du Sacre, jusqu'à ce que la cour de Louis XIV se déplace définitivement à Versailles en 1682. Le roi organise alors, en avril 1683, un autre concours pour recruter quatre nouveaux sous-maîtres parmi trente-cinq candidats. Le roi veut renouveler l'équipe de la Chapelle à la suite de ce déplacement,. Toutefois, la Chapelle royale n'a pas encore de salle qui lui soit dédiée. Elle occupe provisoirement le salon d'Hercule, en attendant que sa propre chapelle soit finalement inaugurée en 1710. Les guerres coûteuses, notamment celle de succession d'Espagne, ont retardé la construction de ce dernier bâtiment.

##### Évolution de la Chapelle royale
À la mort du Roi Soleil en 1715, la Chapelle royale n'a jamais été autant pourvue, comptant au total cent dix choristes (soprano, hautes-contre, ténors, barytons et basse) et vingt instrumentistes (violons et violes, basses de violons, théorbe, flûtes, hautbois, basse de cromorne, serpents et basson). Cela coûte plus de cent mille écus par an à Louis XIV.
L'abbé Oroux conclut en 1777 : « Quoi qu'il en soit de ce procès, qui paroît maintenant décidé à l'avantage des Sous-maîtres, les essais de Lulli ne firent qu'enflammer de plus en plus le desir qu'avoit Louis XIV d'introduire la symphonie dans la Chapelle. »
Le règne de Louis XIV sera l'apothéose de la Chapelle et son chant du cygne.

#### Déclin et disparition de la Chapelle royale
Après la mort de Louis XIV en 1715, la Chapelle royale commence immédiatement à péricliter.
D'abord, au début de l'année 1716 la cour quitte brutalement Versailles pour Paris, où le régent, Philippe d'Orléans, garde ses musiciens préférés. Le cardinal Melchior de Polignac reste encore maître de la Chapelle pendant quelques mois. Mais il reste peu de renseignements concernant la Chapelle royale durant cette période. On sait que le nouveau maître, Charles-Louis-Auguste Le Tonnelier de Breteuil, ne respecte plus la tradition établie auparavant tandis que le régent tente en 1720 de réduire de moitié la dépense de la chapelle, passant de cent mille écus à cinquante mille.
Certes le roi Louis XV rétablit la cour à Versailles en janvier 1723 et nomme quatre sous-maîtres dont Michel-Richard de Lalande resté à sa place. Mais la chapelle s'étiole de plus en plus et personne ne veut ou ne sait empêcher son déclin. À Paris, le Concert Spirituel devient progressivement le centre de la musique sacrée, en attirant des musiciens talentueux. En 1740, Jean-Joseph Cassanéa de Mondonville est accueilli en grande pompe à Versailles en tant que sous-maître de quartier du mois de juillet. Mais c'est aussi un violoniste émérite du Concert Spirituel qui, à partir de 1755, en devient le directeur.
En 1749, la Chapelle royale perd son dernier grand protecteur, Armand Gaston Maximilien de Rohan, cardinal ainsi que grand aumônier de France depuis 1713. Avec de fréquents changements en son sein, la Chapelle n'a pas la même stabilité qu'au siècle précédent.
En 1760, après la mort du maître Louis-Guy de Guérapin de Vauréal, évêque de Rennes, personne n'est nommé en remplacement. En août de l'année suivante, le roi Louis XV supprime cette fonction ecclésiastique,. Dorénavant, la Chapelle est placée sous les ordres du grand aumônier de France. Le nombre des musiciens est sévèrement réduit par le même édit, avec le regroupement des différents départements de la musique royale, nommée à nouveau « Grande-Chapelle » du nom déjà donné par François Ier.
Finalement, en août 1792, la Révolution française précipite la fin de la monarchie d'Ancien Régime et la Chapelle royale disparaît dans le même tourbillon.

## Principaux musiciens ayant eu des fonctions à la Chapelle royale
- Guillaume de Machaut, poète et compositeur (après 1346 - après 1364)[106] ;
- Johannes Ockeghem, maître (vers 1452-1497)[112] ;
- Antoine de Longueval, maître (1515-vers 1525)[112] ;
- Louis-Hérault de Servissas, sous-maître (1543?-1547)[114],[112] ;
- Claudin de Sermisy, sous-maître (1532-après 1554)[136],[137] ;
- Guillaume Belin, sous-maître (après 1547-)[v 2],[112] ;
- Hilaire Rousseau, sous-maître (après 1547-)[v 2],[112] ;
- Didier Leschenet, (1577 - )[y 31] ;
- Nicolas Millot, (1577 - vers 1585)[y 31] ;
- Eustache Du Caurroy, sous-maître (vers 1577 - 1609) ;
- Eustache Picot, sous-maître (1609 - avant 1643) ;
- Nicolas Formé, sous-maître (1609 - 1638) ;
- Jean Veillot, sous-maître (1643 - 1661/1662) ;
- Thomas Gobert, sous-maître (1638 - 1667/1668) ;
- Gabriel Expilly, sous-maître (1663 - 1668) ;
- Henry Du Mont, sous-maître (1663-1683) et compositeur (1672) ;
- Pierre Robert, sous-maître (1663-1683) et compositeur (1672) ;
- Michel-Richard de Lalande, sous-maître (1683-1726) et compositeur (1685- ) ;
- Pascal Collasse, sous-maître (1683-1703) ;
- Guillaume Minoret, sous-maître (1683-1714) ;
- Nicolas Goupillet, sous-maître (1683-1693) ;
- François Couperin, organiste (1693-1730) ;
- Guillaume-Gabriel Nivers, organiste (1693 - ) ;
- Nicolas Lebègue, organiste (1693 - ) ;
- Jean-Baptiste Buterne, organiste (1693 - ) ;
- André Campra, sous-maître (1723-1740)[138] ;
- Nicolas Bernier, sous-maître (1723 - ) ;
- Charles-Hubert Gervais, sous-maître (1723 - ) ;
- Henry Madin, sous-maître ;
- Esprit Antoine Blanchard, sous-maître ( - 1740) ;
- Jean-Joseph Cassanéa de Mondonville, sous-maître (1740- ) ;
- Charles Gauzargues, sous-maître (1758-1774);
- François Giroust, maître à la suite de la suppression du maître ecclésiastique (anciennement charge de sous-maître) ;
- François d'Agincourt, organiste ;
- Guillaume-Antoine Calvière, organiste ;
- Pierre-Claude Foucquet.

## Liste des maîtres ecclésiastiques de la Chapelle du roi (1543 - 1761)
Cette fonction distinguait toujours des ecclésiastiques issus de grandes familles ; ainsi, Philippe du Bec était-il issu de la maison du Bec-Crespin, l'une des plus anciennes de la Normandie ; Jean-François de Gondi était d'une ancienne famille originaire de Florence.
- François de Tournon (1489 - † 1562) : 1543 - 1547, cardinal et archevêque d'Auch[x 2],[112]
- Paul de Carrette (1503 - † 1553) : 1547 - 1553, évêque de Cahors[z 52]
- Jean de La Rochefoucauld[z 53] (- † 1583) : 1553 - 1583, évêque d'Auxerre par le roi Henri II[x 11], puis abbé de Villeloin, de Cormery et de Marmoutier[z 53]
- François de La Rochefoucauld (1558 - † 1645) : 1584 - 1591, évêque de Clermont[z 54],[139],[x 30]
- Philippe du Bec (1519 - † 1605) : 1591 - 1600[x 46], évêques de Nantes[140],[z 55] puis archevêque de Reims[z 56],[y 32]
- Christophe de Lestang (1560 - † 1621) : 1600 - 1621, évêque de Carcassonne[z 57],[x 47]
- Jean-François de Gondi (1584 - † 1654) : 1621 - 1643, premier archevêque de Paris[y 32],[z 58]
- Cyrus de Villiers de la Faye (1619 - † 1665) : 1643 - 1665, évêque de Périgueux[135],[z 58]
- Charles-Maurice Le Tellier (1642 - † 1710) : 1665 - 1710, archêveque de Reims[b 3],[x 48]
- Melchior de Polignac (1661 - † 1741) : 1710 - 1716, cardinal, archevêque d'Auch[b 3]
- Charles-Louis-Auguste Le Tonnelier de Breteuil (1689 - † 1732) : 1716 - 1732, évêque de Rennes[x 49],[b 3]
- Louis-Guy de Guérapin de Vauréal (1687 - † 1760) : 1732 - 1760, évêque de Rennes[135]

La fonction de maître de Chapelle ecclésiastique est supprimée en août 1761,.

## Liste des maîtres de Chapelle de plain-chant auXVIesiècle
- Annet Triorier[z 59]? (1550? - 1559?)[y 33]
- Félix Vermond : 1559[y 34]? ou vers 1565 -
- Jean-Baptiste Bencivenni : - 1574
- Nicolas Fumée : 1574 - vers 1578
- Nicolas Brulart de Sillery : vers 1578 - 1585

La Chapelle de plain-chant est supprimée en 1589.

## Rétablissement de la Chapelle royale
Après cette suppression, la Chapelle royale fut restaurée sous les règnes de Louis XVIII et de Charles X. En 1816, Luigi Cherubini fut nommé surintendant. Son Requiem no 1 fut créé à la basilique de Saint-Denis afin de commémorer l'anniversaire du trépas de Louis XVI, le 21 janvier 1817 En 1817, il composa encore une œuvre Tantum ergo pour la chapelle [partition en ligne]

#### Sources primaires
- Grégoire de Tours, Histoire ecclésiastique des francs, vol. 1, J.L.J. Brière, 1823 (lire en ligne)

1. ↑  p. 92
2. ↑  p. 90
3. ↑  p. 109
4. ↑  p. 135 Selon Grégoire de Tours (livre III, chap. 18), la reine résidait à Paris.
5. ↑  p. 110
6. ↑  p. 152
7. ↑  p. 331
8. ↑  p. 120
9. ↑  p. 62
10. ↑  p. 429

- Gerbert d'Aurillac (trad. du latin, texte en latin traduit et commenté par Pierre Riché et Jean-Pierre Callu), Correspondance, t. II : lettres 130 à 220, Paris, Les Belles Lettres, 1993, 721 p. (ISBN 2-251-34045-9)

1. ↑  p. 495
2. ↑  p. 409. Si la maison capétienne connaissait déjà ses deux rois Eudes et Robert Ier, les règnes d'Hugues et de Robert II étaient considérés comme provisoires. Gerbert d'Aurillac écrivit à l'évêque Adalbéron, juste avant la mort de ce dernier : « Le frère germain de feu Lothaire Auguste, a été expulsé du royaume, alors qu'il était l'héritier de ce royaume. Ses rivaux, c'est l'opinion de beaucoup, n'ont reçu que l'intérim du pouvoir royal. » Il fallait donc établir solidement leur souveraineté. L'Île-de-France y compris la ville de Paris était presque seul et propre territoire de sa maison.
3. ↑  p. 463 : « Viennent à ma pensée le visage rayonnant de Monseigneur Robert, la joie de son regard, nos fréquentes conversations, vos propos plein de sagesse et de gravité, et puis l'aimable affabilité des Grands et des évêques. » (lettre de Gerbert à la reine Adélaïde, veuve, au printemps ou en été 997)
4. ↑  p. 686-699
5. ↑  p. 684

- Léopold Pannier, La noble-maison de Saint-Ouen, la Villa Clippiacum et l'ordre de l'Étoile, d'après les documents originaux : Histoire de Saint-Ouen-sur-Seine, première partie : Moyen Âge, Paris, Librairie A. Franck et Librairie A. Aubry, 1872 (lire en ligne)

1. ↑  p. 47
2. 1 2  p. 31
3. ↑  p. 35
4. 1 2  p. 29
5. 1 2  p. 39-40
6. ↑  p. 30
7. ↑  p. 31. À vrai dire, le palais lui-même n'était pas de simple et petite villa, car le 1er mai 635 ou 636, un concile d'évêques y fut tenu, grâce auquel saint Ouen obtint un privilège pour son abbaye de Rebais.
8. ↑  p. 42
9. ↑  p. 43

- Jean-Louis Archon (Chapelain sous le règne de Louis XIV), Histoire de la Chapelle des rois de France, dédiée au Roy, t. I, Paris, Nicolas Le Clerc, 1704, 344 p. (lire en ligne)

1. 1 2  p. 7. Dans une chapelle, la célébration de la messe doit être exécutée sur une table (l'autel), au-dessus du martyr ou de la relique importante, objets qui remplacent les animaux sacrifiés dans la tradition hébraïque. Le terme latin religieux altare (m. pl.), origine du mot « autel », désigne un support placé sur la table des sacrifices (Le Robert, Dictionnaire historique de la langue française, p. 261).
2. ↑  p. 8. D'après l'abbé Archon, l'abbé Marculfe employait déjà le mot capella au milieu du VIIe siècle, sous le règne de Clovis II : Tunc in Palatio nostro super Cappellam Domin. Martini, ubi reliqua Sacramenta percurrunt, debeant conjurare.
3. ↑  p. 25. L'abbé Archon précisait sa référence : Vita Patrum (Vies des Pères), tome VI
4. ↑  p. 48 - 49
5. ↑  p. 47
6. ↑  p. 56
7. ↑  p. 118
8. ↑  p. 334
9. 1 2  p. 153 : « De licentia, Hildeboldi Archicappellani, dixit etiam Dominus Rex »
10. ↑  p. 336
11. ↑  p. 291
12. ↑  p. 225
13. ↑  p. 173
14. ↑  p. 275
15. ↑  p. 199
16. ↑  p. 304
17. ↑  p. 330
18. 1 2  p. 328
19. ↑  p. 196
20. ↑  p. 240
21. ↑  p. 273
22. 1 2  p. 236
23. ↑  p. 244
24. 1 2  p. 257
25. ↑  p. 260
26. ↑  p. 243
27. ↑  p. 272
28. ↑  p. 271
29. ↑  p. 332. Cette manière pourrait remonter au règne de Charlemagne qui aurait établi sa bibliothèque dans sa chapelle.

- Jean-Louis Archon, Histoire ecclésiastique de la Chapelle des rois de France, dédiée au Roy, t. II, Paris, Pierre-Augustin Le Mercier, 1711, 794 p. (lire en ligne).

1. 1 2  p. 8
2. ↑  p. 12
3. ↑  p. 18
4. ↑  p. 70
5. ↑  p. 114
6. 1 2  p. 115
7. ↑  p. 92. L'abbé Archon citait dans son livre une hypothèse de l'abbé Du Peyrat : Louis VII était le premier roi de France qui ait visité la Terre Sainte où il aurait rencontré le patriarche d'Alexandrie, en qualité d'aumônier.
8. ↑  p. 100. Il existait une lettre de l'évêque Étienne de Tournai destinée à l'aumônier du roi de France. On ignore encore le nom de l'aumônier.
9. ↑  p. 88
10. 1 2  p. 110
11. ↑  p. 155
12. ↑  p. 161
13. ↑  p. 143
14. ↑  p. 140
15. ↑  p. 149
16. 1 2  p. 189
17. ↑  p. 187
18. ↑  p. 190-191
19. ↑  p. 182. L'abbé Archon précisait qu'à cette époque-là, tous les clercs étaient aussi ecclésiastiques ainsi que les médecins à la cour.
20. ↑  p. 193
21. ↑  p. 205
22. ↑  p. 206
23. ↑  p. 214
24. ↑  p. 281
25. ↑  p. 277
26. 1 2  p. 284
27. ↑  p. 297
28. 1 2  p. 343
29. ↑  p. 345
30. ↑  p. 356-357
31. ↑  p. 260
32. 1 2  p. 307-308
33. ↑  p. 305
34. ↑  p. 387. S'il faut établir l'analyse musicale afin d'identifier l'année de composition, qui reste encore difficile même de nos jours, l'œuvre pour Charles VII est plus probable. En effet, il fallut que son corps soit transporté de Mehun-sur-Yevre à la cathédrale Notre-Dame de Paris alors que Louis XI décéda le 30 août 1483 au Plessis-du-Parc-lèz-Tours et que ses obsèques furent tenues le 2 septembre à la basilique Saint-Martin de Tours. Le délai était trop court pour écrire un nouveau Requiem pour Louis XI, même si l'œuvre pourrait être exécutée de nouveau.
35. ↑  p. 404. Il semble que la Chapelle royale équivalait celle du duc de Bourgogne, car Louis XI connaissait effectivement la cour de Bruxelles depuis son exil. Lorsque Philippe III de Bourgogne, oncle de celui-ci, est décédé en 1467, la chapelle du duc comptait six chapelains et six clercs de chapelle, ainsi que trois aumôniers, six sommeliers de chapelle, six valets de chapelle et un confesseur. Étant donné que le nombre douze est très symbolique, c'est le nombre d'apôtres, même la Chapelle de plain-chant créée par François Ier conserva ce chiffre.
36. ↑  p. 510
37. ↑  p. 524 : « qu'on connoissoit un des plus sages Ministres qu'il y eût dans le Conseil. »
38. ↑  p. 637
39. ↑  p. 513-514. Avant la mort de François Ier, elle conservait six chapelains à 120 livres de gages et quatre clercs de chapelle à 100 livres tandis que son premier aumônier était évêque de Nice, Jérôme de Capitani d'Arsago puis Charles de Tournon, à 600 livres de gages.
40. ↑  p. 596
41. ↑  p. 623
42. 1 2  p. 646
43. ↑  p. 526
44. ↑  p. 634
45. ↑  p. 589
46. ↑  p. 708
47. ↑  p. 771
48. ↑  p. 721
49. ↑  p. 718-721
50. ↑  p. 789-790
51. ↑  p. 683-684 : « C'est par Monsieur Dupeirat que nous sçavons que Henry le Grand [IV] alloit souvent entendre la Messe & le Sermon dans differentes Eglises de Paris, & que c'etoient Ecclesiastiques de sa Chapelle qui avoient l'honneur de l'y servir ; cet Aumosnier raconte dans son Histoire, que Sa Majesté ayant oüi dans l'Église Nôtre-Dame la prédication du docte Monsieur de Fenoillet, Elle y étoit restée pour assister à Vêpres ; que les Chantres de la Chapelle étant prêts à les commencer, le Sieur Ruelle Chantre de cette Église Président aux Enquêtes du Parlement de Paris, avoit représenté au Roy que l'honneur de les commencer appartenoit aux Chantres de leur Église, à l'exclusion de ceux de la Chapelle ; que la contestation s'étant emuë de part & d'autre, le Roy avoit bien voulu écouter les raisons des deux Parties, & que lui M. Dupeirat Aumosnier, en quartier en l'absence du Grand & du premier Aumosnier, après que le Sieur Ruelle eût dit les raisons qu'il croyoit favorables à son Eglise, avoit ensuite repliqué & rapporté quels étoient les droits des Ecclésiastiques de la Chapelle ; que là-dessus le Roy avoit décidé que c'étoit aux Chantres de la Chapelle à qui il appartenoit de chanter Vêpres devant lui, & par tout où il étoit présent ; que néanmoins pour gratifier Messieurs de l'Église Nôtre-Dame, les Vêpres seroient ce jour-là chantées à deux chœurs ; mais que les Chantres de la Chapelle auroient l'avantage de commencer : entre les raisons qu'allegua M. Dupeirat, il avança tres à-props que par tout où étoit le Roy, étoit la Cour ; ainsi que par tout où le Roy entendoit le service divin, là étoit la Chapelle. Nous devons en loüant une si sage & si juste décision être édifié de la pieté qui avoit donné sujet de la rendre. »
52. ↑  p. 544
53. 1 2  p. 573-574. L'abbé Louis Archon précise qu'il était fils de François II de La Rochefoucauld (1494 - † 1533) et d'Anne de Polignac ainsi que frère de François III de La Rochefoucauld et comte de Rendan Charles de La Rochefoucauld, donc père de François de La Rochefoucauld (1558-1645), p. 576, p. 687, p. 613 et p. 627
54. ↑  p. 650
55. ↑  p. 651
56. ↑  p. 685 : « Philippe du Bec Archevêque de Rheims, Maître de la Chapelle de Musique ne pouvant plus excercer sa Charge à cause de son grand âge, obtint du Roy l'agrément qu'il pût s'en démettre en faveur de Christophle de l'Estang Evêque de Lodéve. »
57. ↑  p. 731
58. 1 2  p. 769
59. ↑  p. 558

- Joseph d'Ortigue, Dictionnaire liturgique, historique, théorique du plain-chant et de musique de l'Église au Moyen Âge et dans les temps modernes, Amboise, J.-P. Migne, 1853, 1563 p. (lire en ligne), p. 344 : Chapelle de Musique

1. 1 2  p. 350
2. 1 2 3 4  p. 349

- Pierre Le Merre, Recueil des actes, titres et mémoires concernant les affaires du Clergé de France, Augmenté d'un grand nombre de pièces & d'observations sur la Discipline présente de l'Église, Et mis en nouvel ordre, suivant la Délibération de l'Assemblée générale de Clergé du 29 août 1705, t. II, Paris, François Muguet, 1741, 1964 p. (lire en ligne)

1. ↑  p. 1014 - 1015. Arrêt du Conseil privé du 19 Juin 1585 portant règlement sur le nombre des privilegiez de la Chapelle du Roi & des Reines, qui peuvent être dans chacune des églises cathedrales ou collegiales, sur le tems de leur non-residence, & sur les fruits qu'ils peuvent percevoir pendant leur service prés leurs Majestez.
2. ↑  p. 1007. Voir aussi Les dignitez & les chanoines qui sont officiels de la chapelle & de l'oratoire du Roi & de la Reine, sont dispensez de la residence, & perçoivent les fruits de leurs prebendes pendant le tems de leur service (Bulle du pape Clement VI. du 12. Kalendes de Mai, la neuvième année de son pontificat, qui tombe suivant la suppitation ordinaire au 20. Avril 1351) ; Lettres patentes du Roi Henri III. du 28. Septembre 1581. registrées au Parlement le 25. Janvier 1582. qui ordonne l'exécution de la dispense de resider, accordée aux chanoines qui sont chantres de la chambre, ou chantres & chapelains de la chapelle & oratoire du Roi et le reste (p. 1007-1014)
3. ↑  p. 1031

- Étienne Oroux (Abbé de Fontaine-le-Comte et Chapelain sous le règne de Louis XVI), Histoire Ecclésiastique de la Cour de France, Où l'on trouve tout ce qui concerne l'histoire de la Chapelle & des prinicipaux Officiers Ecclésiastiques de nos Rois, vol. II, Paris, Imprimerie Royale, 1777, 693 p. (lire en ligne)

1. ↑  p. 2
2. 1 2 3 4  p. 51
3. 1 2 3 4 5  p. 140
4. ↑  p. 51. Précision par l'abbé Oroux : « Ses fonctions étoient d'examiner les mœurs & la capacité de ceux qu'on devoit admettre, soit parmi les Musiciens, soit parmi les Chantres, de recevoir leur serment, d'avoir l'œil sur leur service, & de donner les ordres, afin que chacun s'acquittât exactement de son devoir : fonctions d'un grand détail ; mais il pouvoit s'y faire soulager par des Sous-Maîtres, qu'on avoit établis en même-temps, dans l'une & l'autre Chapelle, & qui étoient chargés de veiller au maintien de la discipline. »
5. ↑  p. 26. Confesseur du roi Louis XII, il fut notamment chargé par François Ier d'établir les cours classiques au Collège de France, tout d'abord un collège pour la langue grecque.
6. ↑  p. 27 et 37
7. ↑  p. 52
8. ↑  p. 67. D'après l'abbé Brantôme, il y avait à cette époque vingt-deux cardinaux dont treize français dans le royaume de France.
9. ↑  p. 83-84
10. ↑  p. 85
11. 1 2  p. 110
12. ↑  p. 179
13. ↑  p. 97
14. ↑  p. 129
15. ↑  p. 143. Il s'agissait des « Sainte-Chapelle, Nostre-Dame de Poissy & Sainct-Melon de Pontoise, Nostre-Dame de Ronde, la petite-église de Saint-Michel, & Hopital du Roy à Rouen, l'église collègiale de Mortagne, Nostre-Dame & Saint-Spire de Corbeil, Nostre-Dame d'Estamps, Nostre-Dame de Clery, Saint-Sauveur de Blois, le Plessis-lez-Tours, Saint-Martin & Saint-Lo d'Angers, Saint-Pierre du Mans, Saint-Estienne de Troyes & Sainct-Urbain, la Sainte-Chapelle de Dijon, Nostre-Dame de Moulins, Montluçon, Herisson, Vitri-en-Pertois, Abbeville, Peronne, Roye, Saint-Quentin & Villeneuve-lez-Avignon ».
16. 1 2 3  p. 153
17. ↑  p. 152
18. ↑  p. 182
19. ↑  p. 182-187. Grâce à plusieurs documents, la fonction de la Chapelle à l'époque d'Henri III est magnifiquement précisée, notamment dans L'ordre que le Roy veut être tenu par son Grand-Aumônier, le Maître de son Oratoire, & le Maître de Chapelle (ordre daté du 1er janvier 1585, manuscrit de Dupuy, tome 218) : « Chacun de susdits assemblera le second jour du premier mois de chaque cartier, tous ceux qui seront sous sa charge, & fera lire en sa presence ce que Sa Majesté veut être observé par iceux, à ce que pas un ne pretende cause d'ignorance. Donnera ordre le Grand-Aumônier, que la Messe de Sa Majesté soit toujours preste devant six heures du matin, si Elle ne la commandoit plus tôt ; & pour cet effet sera dès les cinq heures un Clerc de Chapelle en sa garde-robe, lequel fera dire à Sa Majesté par le Valet de garde-robe qui portera ses habillemens, qu'il est en ladite garde-robe pour sçavoir en quel lieu Elle voudra ouyr la Messe ; & fera aussi tenir les Vespres prestes entre trois et quatre heures du soir, & que tant à la Messe qu'à Vespres tous ceux qui dépendent de sa charge, & qui doivent y estre, s'y trouvent. Tous les jours se dira la Grand-Messe devant Sa Majesté, avec les hymnes & autres dévotions ordonnées par icelle devant & après ladite Messe ; & aussi durant icelle se diront deux basses Messes, excepté les jours qu'elle ira par les champs, sans sejourner un seul jour, qu'elle n'oïra que lesdites deux basses Messes, si ce n'est les dimanches & les festes commandées. Chacun jour se diront aussi Vespres & Complies, & le Salve à la fin d'icelles, excepté, comme dit est cy-dessus, lorsque Sa Majesté ira par les champs. Se diront aussi devant Sa Majesté aux festes de Noël, de Pâques, la Pentecôte, la Toussaints, la Trinité, &c, toutes les six festes Nostre-Dame, & tous les premiers dimanches de chacun mois, comme aussi tous les dimanches de Caresme et l'Advent, Matines & tous le service suivant jusques à Tierce, & après la Grand Messe, Sexte & None ; lequel service se commencera dès les six heures du matin pour le plus tard, excepté si elle alloit par les champs en ces jours-là, ou qu'elle en fuft empeschée pour quelques occasion particulière. Tous les Prélats, tant Cardinaux, Archevêques, qu'Evequês ne faudront, s'ils sont à la Cour de Sa Majesté, de se trouver à sa Messe & à ses Vespres, s'ils n'ont légitime empeschement ; & aux dimanches, quatre festes annuelles, festes du Corps Domini & de l'octave, & les six festes de Nostre-Dame, & des Apostres, & de la Saint-Jean, y porteront chascun leur rochet & camail ; comme aussi les autres Prélats s'y trouveront, & de se seront avertis par les deux Clercs de Chapelle de Sa Majesté, & y tiendra la main ledit Grand-Aumosnier ; Lequel ordonnera à un desdits Clercs de Chapelle d'avertir tout haut un chascun de se mettre à genoux au commencement de la Messe, comme aussi après icelle, tant que durera l'Exaudiat & l'oraison qui se dit après ; au commencement de Vespres aussi, & à la fin de Complies, depuis le commencement du Salve jusques à l'oraison. Sa Majesté sera toujours suivie de sa Chapelle ; sinon quand il ne menera toute sa Cour, s'il ne commande audit Maître de sa Chapelle de faire suivre sadite Chapelle, en ce ca ne la fera suivre ni aucun d'icelle. Le drap de pied de Sa Majesté avec ses carreaux, tapis & dais sera toujours dressé où Sa Majesté oyra la Messe ou Vespres, en quelque Chapelle ou Oratoire retirée, s'il s'en trouve de commode ; si elle ne le commandoit autrement, ou que le lieu ne fuft à propos pour ce faire, en ce cas seront mis au milieu, ainsi qu'il avoit accoustumé d'estre. La Messe de Sa Majesté l'attendra toujours jusques à midy, & Vespres jusques à six heures du soir, sans qu'il y ait faute ; & lesdites heures sonnées, si elle ne le commande autrement, se pourront retirer ceux de ladite Chapelle. Advertira ledit Grand-Aumônier les Predicateurs que Sa Majesté a retenus pour servir par quartier, de ne faillir de se rendre chascun en leur quartier, lesquels Sa Majesté entend, quand Elle sera au sejour de sa Cour, qu'ils preschent tous les dimanches & festes commandées de chascune année, le matin après l'offrande de la Grand-Messe. Aussi ledit Predicateur qui sera en service preschera tous les jours de Caresme & de l'Avent ; mais ce sera devant ou après ladite Grand-Messe. Se tiendra ledit Grand-Aumônier, durant la Messe de Sa Majesté & à Vespres, à genoux auprès d'Elle, s'il n'a excuse légitime pour ne s'y trouver, ou pour ne s'y pouvoir tenir. Se trouvera le Grand-Aumônier, ou fera trouver un des Aumôniers servants en quartier, pour dire le Benedicte & grâces, selon que Sa Majesté l'a ordonné, tous les jours au dîner & souper de Sadite Majesté. Le Grand-Aumônier se trouvera au dîner de Sa Majesté le plus souvent qu'il pourra, & y demeurera jusques après les grâces, & entrera dans les barrieres, s'il y en a. Se trouvera la Musique de la Chapelle de Sa Majesté au disner d'Icelle, tous les jours de dimanche en lieu de sejour, quand Elle mangera en public, pour chanter audit lieu durant le disner, & jusques à ce que la table se leve : laquelle Musique se tiendra en tel endroit, qui se trouvera le plus à propos pour estre mieux entendre de Sa Majesté. Sa Majesté voulant cognoistre doresnavant tous ceux desquels Elle doit estre servie par chascun quartier, ordonne que dans le troisième jour du premier mois de chascun desdits quartiers, sans faute aucune, lui soient présentés par ledit Grand-Aumônier, Maistre de l'Oratoire, & Maistre de la Chapelle, chacun pour ce qui est de la charge, au lieu où Elle commandera, tous ce qui entreront esdits quartiers, & lesquels, s'il ne se trouvent audit jour, ne recevront rien de leurdit quartier, qui sera donné à ceux qui auront servi en leur lieu, suivant le mémoire qui en sera baillé, signé de la main de Sa Majesté, en vertu duquel ceux qui serviront seront payés dudit quartier, & non autrement. Ne sera payé nul des susdits en quartier, qu'il n'ait rendu l'assiduité & sujection durant tout le temps du quartier qu'il lui est ordonné de servir, & que le dernier jour dudit quartier, il n'ait, signé de la main desdits Grand-Aumosnier & Maistres de l'Oratoire & de la Chapelle, chascun pour ce qui est de la charge, le certificat de ce que dessus, pour bailler Tresorier duquel il doit estre payé, estant defendu audit Tresorier d'en payer aucun, qu'après avoir veu & tenu pardevers lui ledit certificat. Enjoignant Sa Majesté, très-expressément à tous ceux qui sont sous la charge desdits Grand-Armosnieur, Maistres de l'Oratoire & de la Chapelle, d'observer de point en point le contenu cy-dessus, chascun en ce qui le concerne, sur peine d'estre privés de leurs estats ; & ausdits Grand-Aumosnier, Maistres de l'Oratoire & de la Chapelle, de l'observer & faire observer sur peine d'en respondre à Sa Majesté. »
20. 1 2  p. 191. Après la mort d'Henri III, le système de quartiers est de nouveau rétabli (note o).
21. ↑  p. 186
22. 1 2  p. 195
23. ↑  p. 187-188. « L'ordre que le Roi veut estre suivi & observé désormais pour le Service divin, par ceux de la Chapelle aux Églises que Sa Majesté choisira pour cet effet, ez lieu où Elle fera sejour plus de huit jours ; & à ceux où Elle demeurera moins, & où Elle sera suivie de sadite Chapelle, Sadite Majesté veut, que celuy qui y commandera lui vienne demander si ledit ordre y sera gardé ; voulant aussi Sa Majesté que tout le service qui se fera doresnavant soit selon l'usage de Rome, & ainsi qu'il est particulièrement déclaré dans ce Reglement. »
24. ↑  p. 188
25. 1 2  p. 189
26. ↑  p. 190
27. ↑  p. 196
28. 1 2  p. 220
29. ↑  p. 222
30. 1 2 3  p. 227
31. 1 2 3  p. 181
32. ↑  p. 181-182
33. ↑  p. 383-384
34. 1 2  p. 519
35. 1 2 3  p. 520
36. 1 2 3  p. 521
37. ↑  p. 522-523. L'abbé Oroux précise encore que Louis XV avait fait la voix de femme le 25 juillet 1722 (p. 523, note (b)). Cependant, critiquant cette nouvelle tendance, il ajoute : « Ce mauvais usage d'admettre des femmes dans la Musique de la Chapelle a continué jusque sous le règne de Louis XV : il faut espérer qu'il ne sera pas rétabli. »
38. ↑  p. 523
39. ↑  p. 595. Le roi Louis XV demeurait au palais des Tuileries.
40. ↑  p. 597-598
41. ↑  p. 598-600
42. ↑  p. 603
43. ↑  p. 629
44. ↑  p. 631
45. 1 2 3  p. 635-639
46. ↑  p. 281
47. ↑  p. 362
48. ↑  p. 488
49. ↑  p. 625

- Guillaume du Payrat, L'histoire ecclésiastique de la cour ou les antiquitez et les recherches de la Chapelle, et Oratoire du Roy de France, depuis Clovis I. jusques à nostre temps, Divisée en trois livres, & dediée au Tres-Chretien Roy de France, & de Navarre Louis XIIII, Paris, Henry Sara, Imprimeur & Libraire ordinaire de Monsieur le Duc d'Orléans, 1645, 886 p. (lire en ligne)

1. ↑  p. 13
2. ↑  p. 83
3. ↑  p. 264
4. ↑  p. 263
5. ↑  p. 281
6. ↑  p. 261
7. ↑  p. 156
8. ↑  p. 260
9. ↑  p. 189
10. 1 2  p. 273. Texte complet : « Il semble que ce mot, Antiquitus, devroit estre rapporté au temps de Hugues Capet, lequel estant Maire du Palais, & Duc de France, fonda l'Abbaye de sainct Magloire, & y mit des Religieux de l'Ordre de S. Benoist, environ l'an 975 regnant en France Lothaire avec son fils Louys, lesquels confirmerent la fondation & donation d'icelle Abbye : car sous le regne de Lothaire, les guerres de Normans commencees du temps de Rollo leur premier Duc, & Charles le Chauve Roy de France, ne prenans fin, mais plustost s'augmentans, principalement en Bretagne, Salvator Evesque d'Alethe (c'est aujour-d'huy S. Malo) se retira à Paris, portant avec lui les corps de SS. Magloire, Sanson & Maclou, lesquels furent mis en la Chapelle Royale du Palais, maintenant erigee en Paroisse, & dite S. Barthelemy, où il y avoit des Chanoines Reguliers, qui furent transfés en la Chapelle de S. Nicolas, à présent dite S. Michel, dans la closture du Palais, & au lieu qu'ils avoient quitté, Hugues Capet fonda un Monastere en l'honneur des glorieux sainctes Barthelemy & Magloire, & y a apparence que Hugues Capet depuis estant parvenu à la Couronne de France l'an 987, a donné vraysemblablement ce previlege à l'abbé de S. Magloire, qu'il seroit Chapelain par excellence des Roys de France, c'est-à-dire, Archi-Chapelain & chef de leur Chapelle, qui est la mesme qualité que portoit le chef de la Chapelle des Roys de la seconde race, comme dit Hincmarus, lequel este nommé, Archi Chapellanus, ou, Capellanus, par excellens : mais neantmoins les Roys Robert & Henry I ayans eu d'autres Archi-Chapelains que l'Abbé de S. Magloire, comme nous vérifierons cy après, il est à presumer que ce mot, Antiquitus, contenu en ce titre du Roy Loüis le jeune ne peut estre entendu que depuis le regne de Henry I & que ses successeurs seulement, Philippes I & Loüis le Gros, sont les premiers qui ont fait joüir de ce titre d'honneur l'Abbé de S. Magloire, en considération de ce Hugues Capet, duquel ils sont descendus, qui avoit este fondateur de cette Abbaye. »
11. ↑  p. 299
12. ↑  p. 308
13. ↑  p. 463
14. ↑  p. 335
15. ↑  p. 467
16. ↑  p. 335. Avant l'abbé Archon, l'abbé Du Peyrat cite en 1645 le nom d'Étienne Ier de Nemours, mais il est difficile d'établir cette nomination.
17. ↑  p. 19
18. ↑  p. 668
19. ↑  p. 538
20. ↑  p. 98
21. ↑  p. 861 : texte intégral en latin.
22. ↑  p. 474. Auparavant, l'abbé Du Peyrat donnait l'année 1543 pour la naissance des deux chapelles. Cependant, la création de celles-ci remonterait plus tôt.
23. ↑  p. 434
24. ↑  p. 480
25. ↑  p. 481. Le nom du troisième maître fut disputé pendant longtemps, car la Chambre des comptes n'avait donné que « l'Evesque d'Auxerre » puis « Abbé de Bellozane » et ainsi de suite. De nos jours, l'identification est établie.
26. ↑  p. 881
27. ↑  p. 878
28. ↑  p. 555
29. ↑  p. 475
30. ↑  p. 879-884, texte intégral.
31. 1 2 3  p. 482
32. 1 2  p. 481 : « Mre Philippe du Bec, Archeveque & Duc de Reims, & premier Pair de France, fut appelé à cet office de maistre de la Chapelle de Musique, lequel quelques années avant son trépas, il resigna à Mre de l'Estang, lors Eveque de Lodeve, & depuis de Carcassonne. »
33. ↑  p. 474
34. ↑  p. 291. L'abbé Du Peyrat donnait la date le 1er août 1559, juste après la mort d'Henri II, le 10 juillet 1559.

#### Sources secondaires
- Denise Launay, La Musique religieuse en France : du Concile de Trente à 1804, Paris, Société française de musicologie et Éditions Klincksieck, 1993, 583 p. (ISBN 2-85357-002-9 et 2-252-02921-8)

1. ↑  p. 66
2. 1 2 3 4  p. 306
3. 1 2  p. 307. Comme cette œuvre manque de Dies iræ, quelques chants composés par d'autres musiciens furent chantés au lieu de celui-ci.
4. ↑  p. 305
5. 1 2  p. 308
6. ↑  p. 294. Il reste peu d'exemples, citons Hymni sacri et novi dont le sous-maître Henry Du Mont était l'un des compositeurs.
7. ↑  p. 315
8. ↑  p. 308. Louis XIV séjourna pour la première fois à Versailles en 1674.
9. 1 2  p. 432. « Il est bien évident que le Concert spirituel, dans les locaux qu'il a successivement occupés, et avec ses nombreux effectifs, offrait aux compositeurs une audience beaucoup plus vaste, plus diverse aussi, que celle de la Chapelle royale de Versailles, même refaite. »

- Catherine Massip, Michel-Richard Delalande, Genève, Éditions Papillon, 2005, 160 p. (ISBN 978-2-940310-21-0)

1. ↑  p. 64
2. 1 2 3  p. 82
3. 1 2 3 4 5 6  p. 35
4. ↑  p. 38. Deux des nouveaux sous-maîtres, Nicolas Goumillet et Guillaume Minoret, étaient des ecclésiastiques ; la Chapelle pouvait donc éviter l'augmentation des dépenses, en dépit de la réintroduction du système des quartiers.
5. ↑  p. 39
6. ↑  p. 139
7. ↑  p. 81
8. ↑  p. 83
9. ↑  p. 56 : « cette fille de quinze ans [Catherine Massip : « nous ne savons laquelle des deux sœurs » ; mais Marie-Anne naquit en 1686 et Jeanne en 1687] a d'abord chanté pendant l'octave de Pâques, puis devant le roi en son cabinet, puis pendant son souper, enfin, la voici à la Chapelle, le jour de la Nativité de la Vierge, toujours sur ordre du roi. »
10. ↑  p. 36-37
11. ↑  p. 61
12. ↑  p. 65

- Frédéric Pleybert (dir.), Paris et Charles V, Arts et Architecture, Paris, Action artistique de la Ville de Paris et Mairie de Paris, coll. « Paris et son Patrimoine », 2001, 241 p. (ISBN 2-913246-29-X)

1. ↑  p. 226. La Librairie royale renfermait plus d'une vingtaine de bréviaires dont les plus beaux étaient conservés dans la chambre du roi au château de Vincennes, qui faisait en quelque sorte office de réserve précieuse. Parmi eux figuraient le merveilleux Bréviaire de Belleville, dû au pinceau du grand Pucelle, et le Bréviaire de Charles V qu'il inspira. La reine Jeanne de Bourbon disait aussi ses heures dans un Bréviaire, tel le manuscrit latin 1288 de la BnF, protégé alors par un étui de soie brodé à ses armes, et qui est ainsi décrit dans l'inventaire de 1373-1380 : « un autre breviaire couvert d'une chemise de sathanin double de sendal azure brodee aux armes de la royne, a .II. fermers d'or dont les tissus sont garnis de perle et les fermoers aussi chascun a .IIII. peles et a au bout de chascun desdits fermoers un laz de soie ouquel a un bouton de perles, a une pipe d'or a .II. perles, et y faut la pierre du milieu. »
2. 1 2  p. 227
3. ↑  p. 144

- Michaël Wyss, Nicole Meyer-Rodrigues, Philippe Bernardi et al., Atlas historique de Saint-Denis, des origines au XVIIIe siècle, Paris, Éditions de la Maison des sciences de l'homme, coll. « Documents d'archéologie française » (no 59), 1996, 447 p. (ISBN 2-7351-0618-7)

1. ↑  p. 20
2. ↑  p. 31. Faute de protection, l'église aurait subi les vols par l'armée de Sigebert Ier en 574 selon un manuscrit latin relatant l'Histoire des Francs, publié en 1885 par Krusch, p. 535-536. Cependant, ce passage ne se trouve pas dans les deux livres publiés en France au XIXe siècle.
3. ↑  p. 31. Selon l'Histoire des Francs de saint Grégoire de Tours, son autel dut être privé de la célébration liturgique, en 579, à cause d'une querelle sanglante entre deux familles (Grégoire de Tours, Histoire ecclésiastique des francs, J. Renouard, 1836 (lire en ligne), p. 283)
4. 1 2 3  p. 188
5. ↑  p. 188 : particularis patronus noster
6. ↑  p. 23
7. ↑  p. 28
8. ↑  p. 30. La recherche archéologique réussit à identifier le demandeur des travaux comme étant Dagobert Ier : « Éloi fabriqua à Paris [dans la région parisienne] le mausolée du saint martyr Denis et, par-dessus, un tugurium (un ciborium) de marbre d'un merveilleux travail, d'or et de pierres précieuses, ainsi que la crête et le fronton ; et il couvrit d'or la balustrade de bois placée autour de l'autel et, sur celle-ci il fixa des pommes d'or arrondies et ornées de pierreries. Avec le même soin, il recouvrit de métal d'argent le pupitre et les portes et il couvrit aussi de pièces de bois revêtues d'argent le toit abritant le trône de l'autel. Il fit aussi une repa (un baldaquin) sur le lieu de l'ancien tombeau et il y fabriqua un autel au dehors, aux pieds du saint martyr (texte original en latin, Krusch 1902 ; traduction en français, D. Gaborit-Chopin, 1973/1991) »
9. ↑  p. 35
10. 1 2  p. 316
11. 1 2  p. 50
12. ↑  p. 53

- Jean Favier, Charlemagne, Paris, Tallandier, coll. « Texto », 2013, 769 p. (ISBN 979-10-210-0081-0)

1. 1 2  p. 509
2. ↑  p. 38 - 39
3. ↑  p. 418 - 419
4. 1 2  p. 283 et 286
5. 1 2  p. 274
6. ↑  p. 401
7. 1 2  p. 421
8. ↑  p. 420, 456 - 457
9. ↑  p. 288
10. ↑  p. 558 - 559
11. ↑  p. 582 et 690
12. ↑  p. 510
13. ↑  p. 615-621

- Philippe Depreux, Charlemagne et les Carolingiens, Paris, Tallandier, 2002, 160 p. (ISBN 2-235-02320-7)

1. 1 2  p. 105
2. ↑  p. 50
3. ↑  p. 36
4. 1 2  p. 68
5. ↑  p. 79
6. ↑  p. 114

- Joël Fouilheron, Gerbert, Moine, Évêque et Pape, Actes des journées d'étude d'Aurillac, 9 - 10 avril 1999, Aurillac, Association cantalienne pour la commémoration du pape Gerbert, 2000, 315 p. (ISBN 2-85579-020-4)

1. ↑  p. 252 Jean-Pierre Brunterc'h, « Gerbert, archevêque de Ravenne et pape en Italie », dans Gerbert : Moine, évêque, et pape, 2000 : « mais la manière dont Gerbert y fait allusion dans la lettre qui nous renseigne laisse entendre que le pape avait autorisé l'abbé à faire appel à n'importe quel évêque pour célébrer la messe. Or, l'abbé, en l'occurrence, n'était autre que le roi Hugues Capet. » La note no 109 dit : « S'agit-il, comme on le prétend généralement, des privilèges de 757 et 786 ? On peut en douter car le premier d'entre eux ne concerne pas Saint-Denis, mais tous les monastères que le pape Étienne II autorise Fulrad, archiprêtre et abbé, à construire en Francia dans n'importe quel lieu qui est sa propriété ou qui lui est advenu par suite d'un achat, d'un héritage ou d'une concession royale. Il est notamment interdit à tout évêque de célébrer des messes dans ces établissements sans y avoir été invité par l'abbé (Rolf Grosse, Papsturkunden in Frankreich, neue Folge, 9). Dans le deuxième cas, Hadrien Ier, confirmant les dispositions prises par son prédécesseur Étienne, permet à l'abbé et aux moines de Saint-Denis d'élire et de faire consacrer un évêque claustral, qui aura la cura pastoralis sur tout ce qui dépend et relève du monastère »
2. 1 2  p. 48. Pierre Riché, Gerbert écolâtre
3. ↑  p. 45, 50 Pierre Riché, Gerbert écolâtre

- John Baldwin, Philippe Auguste, Paris, Fayard, 1991, 717 p. (ISBN 978-2-213-02660-2)

1. ↑  p. 474
2. ↑  p. 513
3. ↑  p. 499
4. ↑  p. 435 et 437

- Didier Feuer et Jean d'Hendecourt, Dictionnaire des Souverains de France et de leurs épouses, Paris, Pygmalion, 2006, 469 p. (ISBN 978-2-7564-0030-3)

1. ↑  p. 133
2. ↑  p. 134
3. 1 2 3  p. 131
4. ↑  p. 36
5. ↑  p. 55 et 59
6. ↑  p. 76
7. ↑  p. 438
8. ↑  p. 441
9. ↑  p. 153
10. ↑  p. 249
11. ↑  p. 271
12. ↑  p. 165

- Godefroid Kurth, Clovis, Paris, Tallandier, 2000 (1re éd. 1896), 628 p. (ISBN 978-2-84734-215-4)

1. 1 2  p. 499. Voir aussi « Clovis », sur mediterranee-antique.fr (consulté le 16 mars 2016)
2. 1 2  p. 513
3. ↑  p. 595. Louis Demaison, Le lieu du baptême de Clovis. En dépit de la légende attribuée à Clotilde, épouse de Clovis Ier, c'était certainement Clovis II qui établit un palais royal à Attigny : « car Attigny n'est entré dans le domaine royal que beaucoup plus tard, sous le règne de Clovis II. Helgaud dans son Epitome vitæ Roberti regis (Duchesne, Historia Francorum scriptorum, tome IV, p. 59), nous apprend que Liébaud, abbé de Saint-Aignan d'Orléans, avait cédé à Clovis II la terre d'Attigny, « agellum Attiniacum, cum cunctis sibi adjacentibus, super Axonam fluvium situm », en échange du domaine de Fleury-sur-Loire. »

- Jean Heuclin, Hommes de Dieu et fonctionnaires du roi en Gaule du Nord du Ve au IXe siècle (348-817), Villeneuve-d'Ascq, Presses Universitaires du Septentrion, 1998, 404 p. (ISBN 978-2-85939-551-3, présentation en ligne)

1. ↑  p. 122
2. ↑  p. 108
3. ↑  p. 153
4. 1 2  p. 155